# Centro storico di Genova
Il centro storico di Genova è il nucleo della città vecchia organizzato nel dedalo di vicoli (caruggi) di origine medievale che si sviluppa - da est ad ovest - dalla collina di Carignano alla stazione FS di Genova Piazza Principe, a ridosso di quello che era il Palazzo del Principe, residenza dell'ammiraglio Andrea Doria. Urbanisticamente la zona fa parte del Municipio I Centro-Est.
È da notare comunque che l'attuale territorio comunale nasce dalla fusione, avvenuta a più riprese a partire dalla seconda metà del XIX secolo, della Genova storica con i comuni e le cittadine adiacenti (ora quartieri), alcuni dei quali dotati di propri centri storici più o meno antichi e urbanisticamente rivoluzionati negli anni.
Le grandi operazioni urbanistiche portate avanti dalla prima metà del XIX secolo fino ad oltre la metà del XX (difficilmente replicabili oggi, dato il maggior interesse alla tutela dei quartieri storici da parte della pubblica amministrazione), unite ai danni avvenuti durante la seconda guerra mondiale (molti degli edifici antichi sono andati distrutti durante i bombardamenti alleati), hanno in parte stravolto il tessuto originario del centro storico. Poco meno di un quarto degli edifici (23,5%) risale al dopoguerra o ad anni successivi.

## Storia e caratteristiche
(da Louis Énault, Breve vision hivernale d'un voyageur normand, 1850)

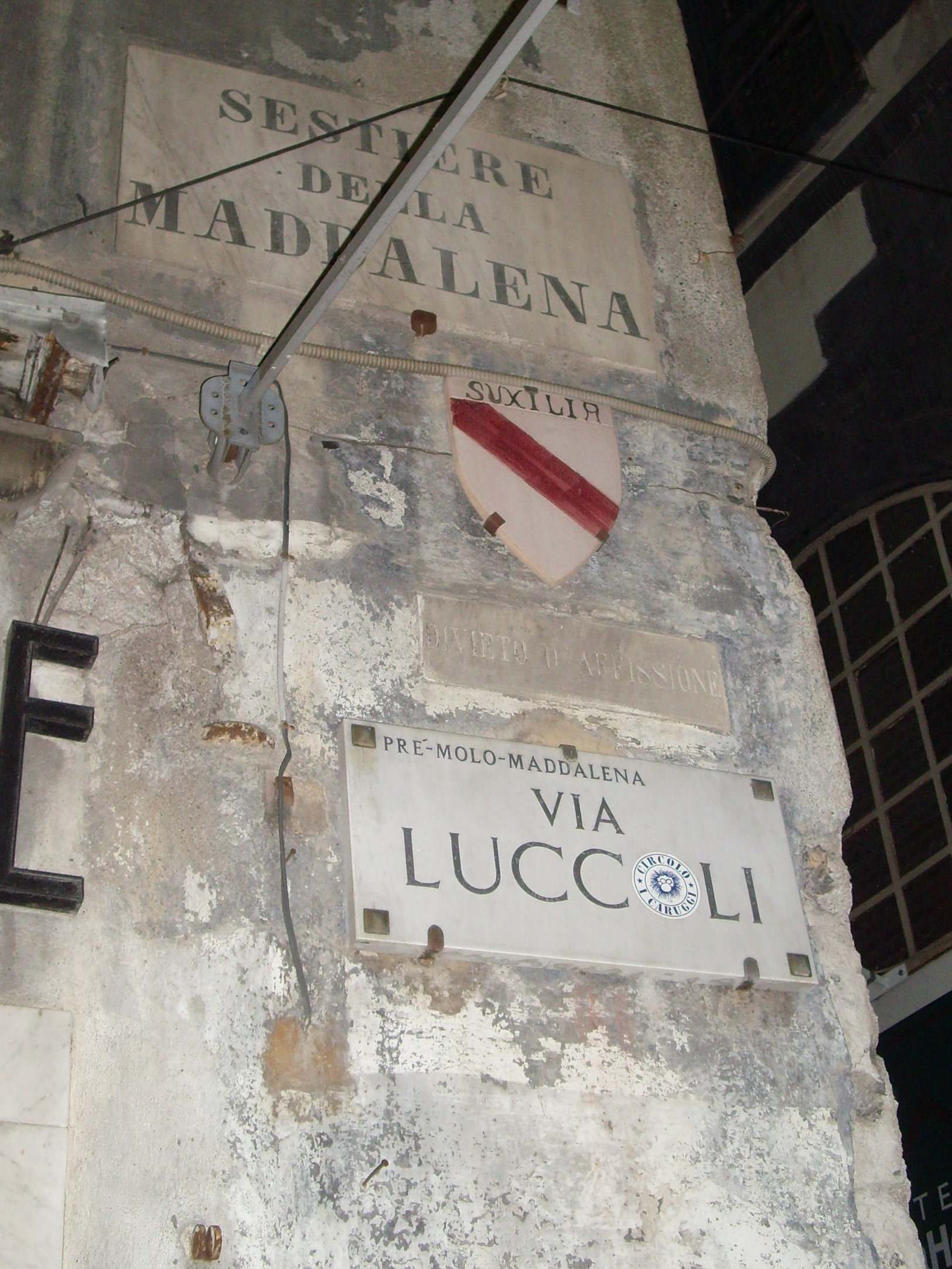
Angolo di via Luccoli, dal basso all'alto l'indicazione della via (con anche quella dell'ex delegazione Prè-Molo-Maddalena), lo scudo araldico della "compagna" di Suxilia e la targa del sestiere Maddalena

La storia del nucleo storico del capoluogo ligure è legata totalmente alla storia cittadina, dagli albori della costruzione delle prime abitazioni dei Liguri sulla collina di Castello, al periodo romano, lungo gli anni della Repubblica marinara (dei quali tenne nota l'annalista Caffaro di Rustico da Caschifellone, conosciuto semplicemente come il Caffaro), fino alle battaglie patriottiche e insurrezionali della Giovine Italia e della Carboneria di Giuseppe Mazzini.
Le prime ipotesi sulla storia di Genova antica, non legate alla mitologia o a versioni propagandistiche delle sue origini e del suo periodo pre-romano, risalgono al XVII secolo (esempio Odoardo Ganducio, Discorso sopra l'iscrittione, ouero epitafio ritrouato a Tortona in vn marmo, d' vn decurione antico genuese, 1614), ma solo con i ritrovamenti avvenuti a partire dalla fine del XIX secolo e il successivo studio dei reperti si è potuta avere una visione più chiara (seppur in parte incompleta) del reale passato della città. Molte delle pubblicazioni che fino alla metà del XIX secolo descrivevano della storia cittadina non si ponevano comunque il problema della localizzazione dei primi insediamenti o del periodo in cui questi fossero nati. Non sempre le ricostruzioni dei secoli passati si sono rivelate accurate alla luce delle nuove scoperte e sovente si è verificato che contenevano errori, dovuti alla carenza di fonti archeologiche e/o al tentativo di individuare gli elementi della città antica in base a quelli, più moderni, della Genova visibile al tempo in cui venivano formulate queste ipotesi.
L'abitudine di costruire sull'esistente (spesso riciclando materiali recuperati da costruzioni precedenti, anche provenienti da fuori Genova), le numerose modifiche e ampliamenti degli edifici e delle chiese preesistenti effettuate nei periodi di benessere economico e crescita della città, quando non le vere e proprie rivoluzioni urbanistiche causate dalla crescente necessità di migliorare la rete viaria cittadina, oltre alle distruzioni portate dai bombardamenti francesi nel XVII secolo, da quelli legati alla repressione da parte dei Savoia dei moti indipendentisti del 1849 e infine da quelli subiti per mano degli alleati nella seconda guerra mondiale, a cui sono seguite le relative ricostruzioni, hanno dato vita a una situazione edilizia molto eterogenea, con vie e piazza dove, nell'arco di poche decine di metri, possono trovarsi costruzioni separate tra di loro da secoli di storia. La maggior parte degli edifici antichi che compongono il centro storico risalgono al XII e XIII secolo, anche se sovente hanno subito modifiche successive.
L'area del centro storico è delimitata dagli spartiacque che lo dividono dalla Val Polcevera a Nord Ovest e dalla Val Bisagno a Nord Est. Geologicamente è costituita da tre tipi di formazioni geologiche: i calcari marnosi del monte Antola (zona di Carignano e di Sarzano, oltre che l'area tra il Righi e Castelletto e la zona della Lanterna), risalenti al periodo del Cretacico superiore e del Paleocene; le argilloscisti della Val Polcevera (con alcuni affioramenti, soprattutto nella zona di Granarolo) che costituiscono la base del flysch della precedente formazione; marne di Piccapietra (zona di Portoria e parte dei sestieri della Maddalena e del Molo), risalenti al Pliocene
Nell'area erano presenti diversi torrenti e ruscelli, che nei secoli sono stati ricoperti e/o incanalati nel sistema fognario cittadino per ottenere nuove superfici edificabili. Alcuni termini della toponomastica cittadina fanno riferimento a questi corsi d'acqua, ad esempio nella via al Ponte Reale (che collega piazza Banchi a piazza Caricamento), dove il termine "Reale" non si riferirebbe al significato di regalità, ma sarebbe una deformazione di rià (rio, ovvero ruscello, in genovese), dal riale di Soziglia (ovvero rivo di Soziglia) che scorreva in zona. Altro esempio sarebbe piazza Acquaverde (di fronte alla stazione ferroviaria di Piazza Principe), il cui nome deriverebbe dalla presenza di uno stagno ricco di alghe, da cui il colore verdastro, alimentato dal torrente Sant'Ugo (una leggenda vuole che sia stato proprio il santo a far sgorgare l'acqua che alimentava lo stagno).
Il centro storico è tradizionalmente suddiviso in sei zone dette sestieri: (Prè, Portoria, Molo, Maddalena, San Vincenzo, San Teodoro), con il mantenimento della traccia storica degli antichi rioni di quella che fu la capitale della Repubblica di Genova. Tale suddivisione esula da quella che vede organizzato il territorio comunale in oltre una decina di circoscrizioni (o municipi): i sei sestieri sono attualmente compresi nel territorio dei Municipi I Centro Est e II Centro Ovest (per il solo sestiere di San Teodoro).
Le strade e i vicoli tradizionalmente erano lastricati con pietre o mattoni, che componevano vari disegni, da quelli più lineari, come il posizionamento a file parallele o a lisca di pesce, a quelli più complessi. Le lastre di pietra erano solitamente di due dimensioni, un tipo sottile e lungo (circa 12–15 cm per 70–75 cm), chiamato "cordonini", e uno più ampio (24–26 cm per 50-60 com) chiamato "tacchi", a volte queste erano alternate a mattoni o affiancate da ciottoli. Nei sagrati delle chiese o nei giardini dei palazzi a volte viene utilizzata al tecnica del risseu, un mosaico acciottolato tipico della liguria. Con la diffusione dell'asfalto parte della pavimentazione originale negli anni è stata ricoperta.

### Superficie
In considerazione dell'estensione del nucleo originale di 1,13 km² (ossia 113 ettari, la superficie dei quartieri di Prè-Molo-Maddalena), viene citato come il centro storico antico maggiormente esteso d'Europa. In realtà questa può essere considerata una leggenda metropolitana, in quanto risulta meno esteso, ad esempio di Roma (1.430 ettari) e Napoli (quest'ultimo, con i suoi 1.700 ettari, il maggiore).

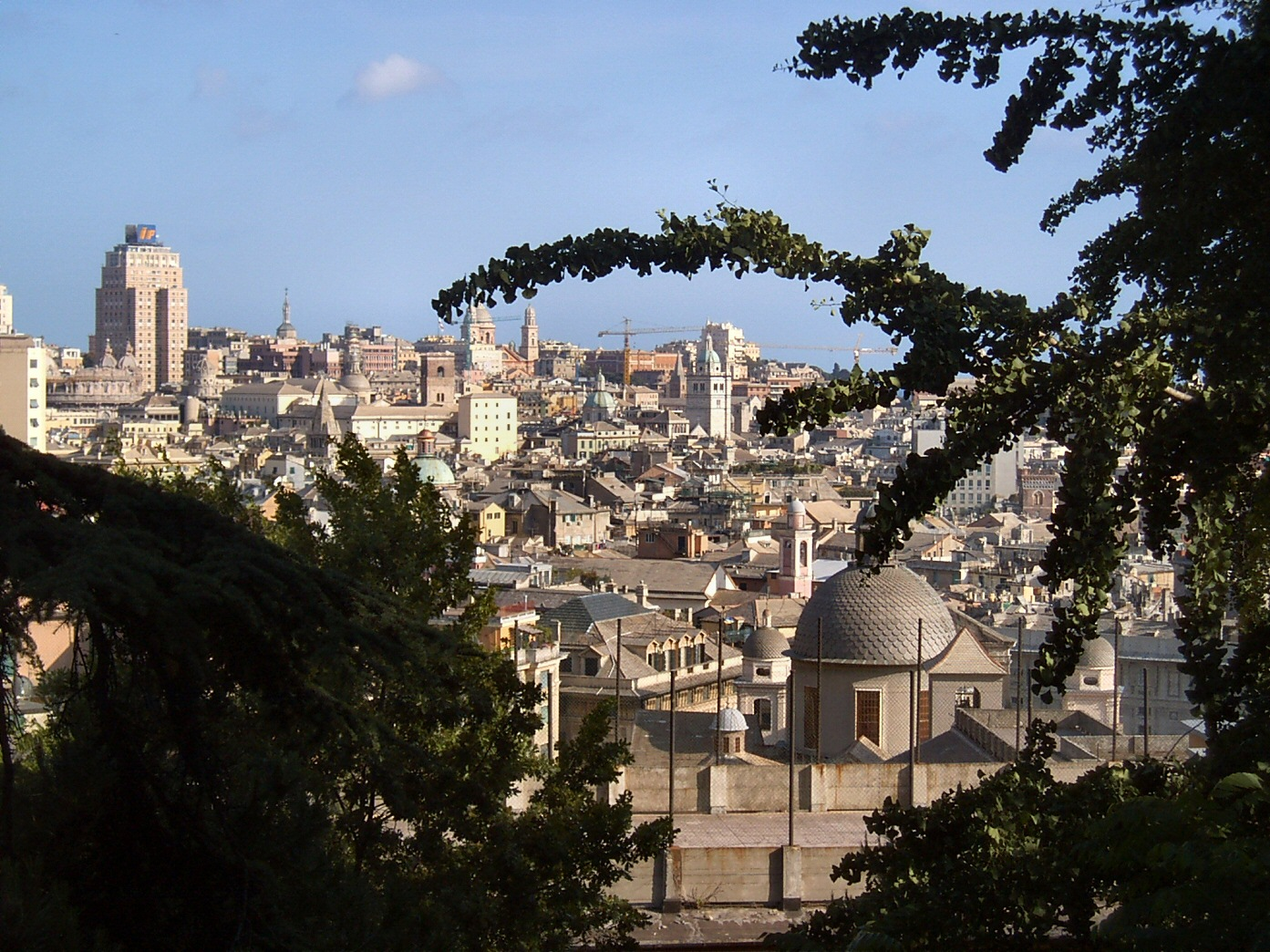
Scorcio con parte del centro storico, fotografato da sopra l'orto botanico dell'università. In alto a sinistra si vede il Grattacielo dell'Orologio costruito negli anni trenta su progetto di Marcello Piacentini. Al centro della foto il campanile della cattedrale di San Lorenzo e sullo sfondo parte della basilica di Santa Maria Assunta, opera dell'Alessi

L'elevata densità dei palazzi, soprattutto dopo l'enorme crescita edilizia iniziata con il XVIII secolo, ne fa comunque uno dei centri storici con la maggiore densità abitativa: nell'area più antica (comprendente anche la zona portuale) vivono circa 23.000 abitanti, distribuiti in 2305 corpi edificati (valore al 1999) su una volumetria di circa 10 milioni di metri cubi.
La superficie del centro storico, a causa dell'orografia della zona, varia, anche notevolmente, a seconda dei criteri e del metodo impiegati per stimarla.
Nel Dizionario geografico storico-statistico-commerciale degli Stati di S. M. il Re di Sardegna Volume 7 (edito nel 1840) di Goffredo Casalis, viene stimata la superficie della città, utilizzando anche dati provenienti da Statistique de la ville de Genes di M. Cevasco pubblicato pochi anni prima, evidenziando come la sua conformazione, dotata numerosi cambi di altitudine del terreno, renda la superficie piana molto minore di quella effettiva:
Nel testo vengono poi riportati questi dati di superficie (in ettari) per i sei sestieri com'erano delimitati allora:
| Sestieri     | Superficie totale (ettari) | Superficie piana (ettari) |
| ------------ | -------------------------- | ------------------------- |
| San Vincenzo | 253                        | 42                        |
| San Teodoro  | 458                        | 21                        |
| Pré          | 49                         | 24                        |
| Maddalena    | 23                         | 7                         |
| Portoria     | 83                         | 42                        |
| Molo         | 30                         | 28                        |
| Totale       | 896                        | 164                       |

Il comune di Genova, per le unità urbanistiche che riguardano i due municipi relativi al centro della città, fornisce questi valori di superficie (non tutte le unità urbanistiche elencate fanno parte di quello che viene identificato con il centro storico):
| Municipio I Genova Centro Est | Municipio I Genova Centro Est | Municipio I Genova Centro Est | Municipio II Genova Centro Ovest | Municipio II Genova Centro Ovest | Municipio II Genova Centro Ovest |
| Unità urbanistica             | Superficie totale (ettari)    | Centro abitato (ettari)       | Unità urbanistica                | Superficie totale (ettari)       | Centro abitato (ettari)          |
| ----------------------------- | ----------------------------- | ----------------------------- | -------------------------------- | -------------------------------- | -------------------------------- |
| Lagaccio                      | 89,48                         | 46,23                         | Campasso                         | 82,83                            | 69,31                            |
| Oregina                       | 185,24                        | 61,22                         | San Gaetano                      | 34,77                            | 34,36                            |
| Prè                           | 44,96                         | 37,29                         | Sampierdarena                    | 53,01                            | 52,06                            |
| Maddalena                     | 26,95                         | 22,33                         | Belvedere                        | 47,34                            | 47,29                            |
| Molo                          | 34,96                         | 33,42                         | San Bartolomeo                   | 89,49                            | 66,07                            |
| San Nicola                    | 80,85                         | 65,36                         | Angeli                           | 74,72                            | 63,78                            |
| Castelletto                   | 67,71                         | 67,71                         | San Teodoro                      | 103,04                           | 90,48                            |
| Manin                         | 49,93                         | 44,19                         |                                  |                                  |                                  |
| San Vincenzo                  | 68,53                         | 59,36                         |                                  |                                  |                                  |
| Carignano                     | 59,13                         | 58,53                         |                                  |                                  |                                  |

### Lo sviluppo della prima Genova e gli insediamenti iniziali

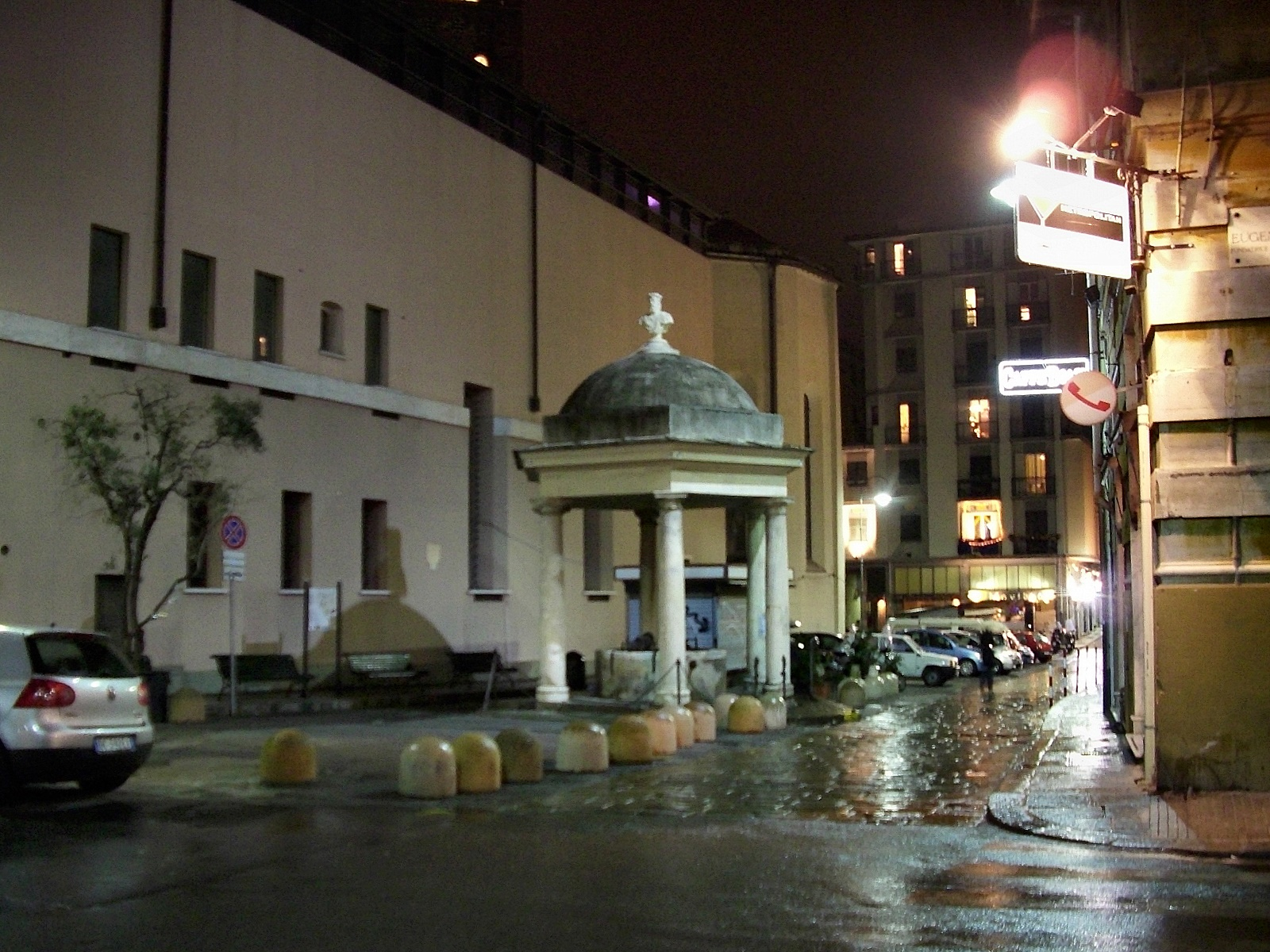
Piazza Sarzano, nel sestiere del Molo, una delle aree del centro storico tra le prime ad essere abitate. Anche questa piazza e i suoi dintorni sono stati danneggiati dai bombardamenti alleati della seconda guerra mondiale e ristrutturati nei decenni seguenti. La fontana presente nella piazza, opera di Bartolomeo Bianco e costruita intorno alla metà del XVII secolo, è situata sopra una delle cisterne che servivano la città in caso di assedio. Sulla sommità del tempietto esagonale che copre la struttura è posta una statua raffigurante Giano, richiamo a una delle teorie che vogliono il nome Genova derivante da quello della divinità romana. Con l'apertura nel 2006, dopo anni di lavori, della stazione della metropolitana di Sarzano-Sant'Agostino la piazza è stata raggiunta per la prima volta dai mezzi pubblici.

Come scritto precedentemente, a causa della frequente e continua costruzione di nuovi edifici su quanto esisteva precedentemente e dopo i bombardamenti dell'ultimo conflitto mondiale, non sono presenti a vista resti romani o preromani. Negli ultimi due secoli i lavori di rimodellamento di alcune zone cittadine (per es. via XX Settembre e zone limitrofe tra il XVIII e il XIX secolo), oltre ai lavori di restauro e ampliamento di palazzi e strade, hanno portato più volte alla luce numerose rovine e oggetti legati ai primi insediamenti cittadini o alla più tarda epoca romana.
Durante gli scavi per la realizzazione della metropolitana sono stati rinvenuti, nella zona adiacente alla stazione ferroviaria di Brignole, un muro a secco lungo 12 m con vicino resti di focolari e di un canale, la cui origine risalirebbe ad un periodo a cavallo tra il III e il II millennio a.C.. Questa costruzione dimostrerebbe la probabile presenza di piccoli insediamenti in zona fin dall'età del bronzo. Una frazione del muro è stata poi ricostruita ed esposta nella stazione della metropolitana sorta in zona, insieme ad un altro ritrovamento, ovvero parte del sagrato dell'antica chiesa di Santa Maria degli Incrociati (nome dato agli ospitalieri Crociferi che avevano un ricovero e una chiesa in loco nel tardo medioevo).
La presenza del muro (ritenuto dopo gli studi il muro di contenimento di una strada), oltre ai probabili resti di una palafitta ritrovati durante dei lavori nella zona dell'attuale piazza della Vittoria (la cui datazione la farebbe risalire ad un periodo compreso tra il 4790 a.C. e il 4460 a.C.), hanno fatto supporre agli archeologi della Soprintendenza ai Beni archeologici della Liguria che nella vicina foce del torrente Bisagno fosse presente un porto fluviale, con alle spalle un insediamento.
Le ricostruzioni effettuate dagli storici nella seconda metà del XX secolo, precedenti a questi ritrovamenti, avevano identificato la prima zona portuale nell'area del "porto antico", a circa 1,5 km (in linea d'aria) in direzione Ovest/Nord-Ovest rispetto a questo possibile porto fluviale. In questa sede, nell'area del settecentesco portofranco (all'incirca l'attuale piazza Cavour), al tempo dei primi insediamenti spiaggia alla base della collina di Sarzano (successivamente denominata Mandraccio), sono stati ritrovati reperti distribuiti su diversi strati, i più antichi dei quali datati (tramite alcuni resti lignei) tra il X e il IX secolo a.C., oltre a strati contenenti reperti (tra cui molte anfore) datati come appartenenti ai secoli tra il VI e il I secolo a.C. Nel gennaio 2013, durante i controlli archeologici effettuati lungo il vicino ponte Spinola nell'ambito i lavori inerenti all'espansione dell'Acquario di Genova con una nuova vasca per i delfini, sono stati rinvenuti alti resti di vasi e anfore, sia di epoca etrusca che romana, alcuni dei quali contenenti noccioli di frutta, legumi e semi. I reperti, recuperati a una profondità di circa 13 metri, si troverebbero ad alcune centinaia di metri da quella che si stima essere stata la linea di costa in epoca romana, facendo ipotizzare che la zona fosse impiegata come una sorta di discarica dalle navi.
Per quello che riguarda i primi insediamenti maggiormente sviluppati, in epoca preromana, si ritiene che la collina di Sarzano (detta anche di Castello o Colle del Castello, forse dal castello altomedievale presente in loco, poi divenuto il convento di San Silvestro), da cui si poteva controllare il sottostante tratto di mare, e la relativa spiaggia, siano stati tra i primi luoghi abitati del centro di Genova. Proprio per verificare la tesi che vedeva la collina di Sarzano come sede di insediamenti di epoca pre-romana (nello specifico un possibile muro di cinta) vennero realizzati nel 1939, ad opera di Luigi Bernabò Brea, i primi scavi archeologici effettuati esplicitamente nell'area con scopo di ricerca: la zona indagata era quella su cui poggiava parte della (distrutta) chiesa di Santa Maria in Passione, ma non se ne conoscono con sicurezza i risultati e le conclusioni raggiunte. Scavi più sistematici avvennero nei decenni seguenti, facilitati dall'opera di ripristino della zona dopo i bombardamenti subiti durante la Seconda Guerra Mondiale. I ritrovamenti mostrano come già nel VI secolo a.C. la spiaggia fosse un punto di scambio tra i mercanti delle città mediterranee che frequentavano il porto e le popolazioni dell'entroterra. Gli scavi nella collina, dopo che i bombardamenti avevano distrutto il convento di San Silvestro, hanno evidenziato come in zona fossero presenti strati di ben quattro metri di spessore, con rovine, mura e pietre impiegate nelle precedenti costruzioni. La costruzione delle abitazioni iniziò intorno al VI secolo a.C. e proseguì fino al II secolo a.C., mentre all'incirca nel IV secolo a.C. la zona veniva protetta con una prima cinta muraria di mura a secco. Probabilmente venne spianata la cima del colle e, lungo i fianchi dello stesso, vennero realizzati dei terrazzamenti. Fino ai recenti ritrovamenti nella zona di Brignole e della foce del Bisagno, di cui si è scritto poco sopra, che hanno posto nuovi interrogativi sulla posizione del primo nucleo cittadino, si riteneva che la Genova portuale di allora comprendesse con molta probabilità l'area corrispondente all'incirca al sestiere del Molo.
A secoli di distanza, la collina di Sarzano non mostra più nulla degli edifici originali, ma evidenzia la torre degli Embriaci, il convento di Santa Maria di Castello e la spianata di Campopisano, simbolo della vittoria navale della Repubblica di Genova sulla vicina Repubblica marinara di Pisa.

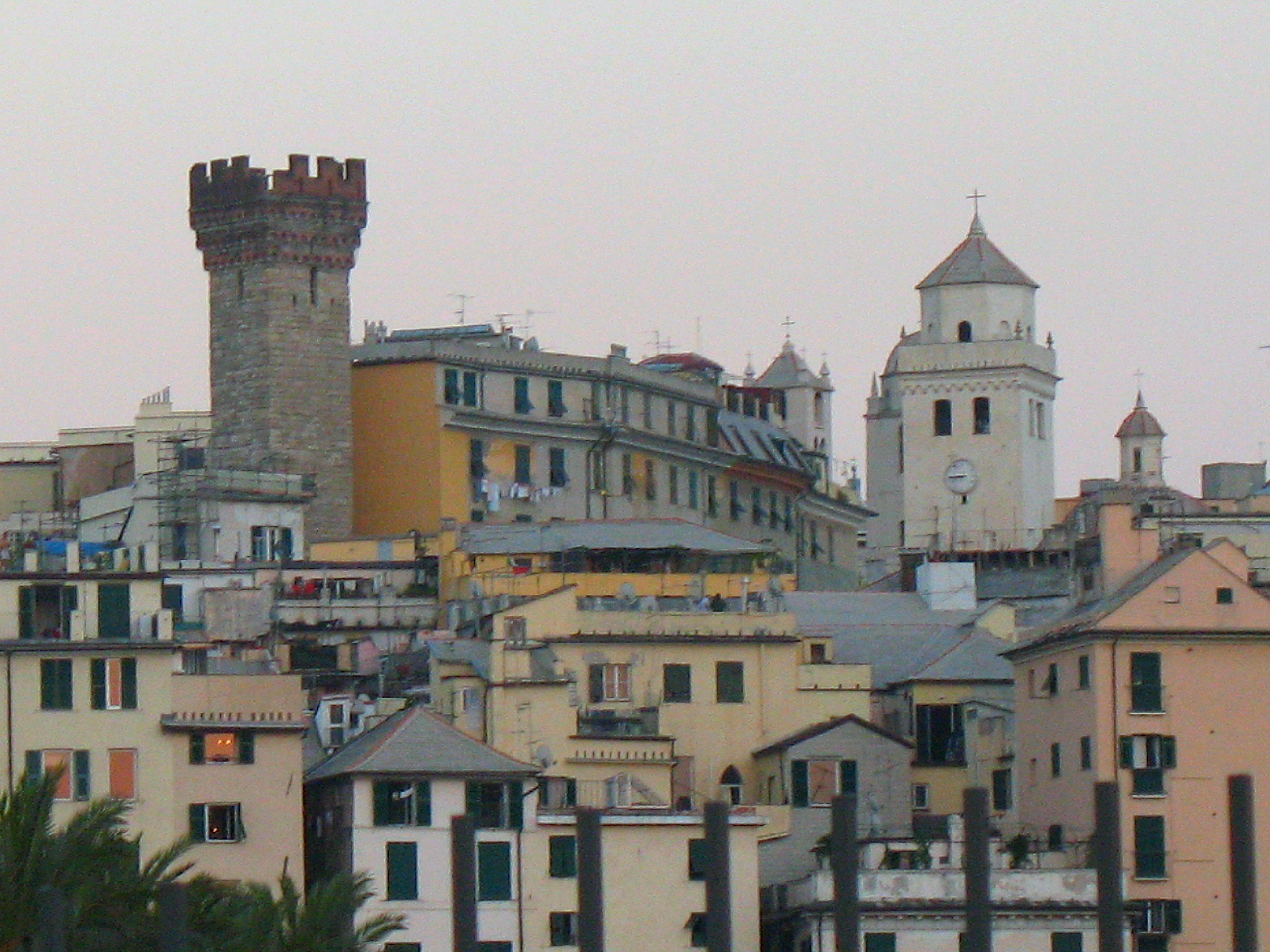
La collina di Sarzano. Si notano la torre degli Embriaci e il campanile della chiesa di Santa Maria di Castello.

Nella zona del centro storico sono state trovate anche numerose sepolture, contenenti urne (era impiegata la cremazione, come in gran parte del mondo antico) e corredi funebri: i già citati lavori per la costruzione di via XX Settembre portarono alla luce 73 tombe nella parte alta della via e nei dintorni di piazza De Ferrari, che con i lavori in zona dei decenni successivi arrivarono ad essere 121 (fine anni sessanta). Si stima che questa necropoli fosse stata impiegata tra il V e il III secolo a.C. Le tombe, parte delle quali erano state saccheggiate o danneggiate già in epoca antica, contenevano ognuna più urne ed erano, per la maggior parte di quelle scoperte, di una tipologia simile a quella impiegata dagli Etruschi dell'Etruria settentrionale, differente da quella tipica delle popolazioni liguri dei secoli precedenti, frutto probabilmente di un'usanza adottata grazie all'immigrazione. Gli storici, in base alle caratteristiche delle tombe ritrovate (come la maggiore densità delle stesse in alcune zone) e al ritrovamento di resti di altre sepolture distrutte, ritengono che quelle individuate siano solo una minima parte di quelle che costituivano in origine la necropoli. Lavori più recenti, relativi alle manifestazioni ospitate dalla città, hanno portato alla scoperta di sepolture di epoca alto medioevale in via San Lorenzo (nel 2001, in occasione dei lavori per il rifacimento della strada per il G8 di Genova) e di un tumulo funerario nella zona dell'Acquasola (nel 2008, in occasione di lavori per la metropolitana). Quest'ultima scoperta, secondo alcune analisi iniziali, potrebbe fare riferimento a nuclei abitativi temporalmente precedenti ai reperti ritrovati nella collina di Castello, provando quindi che i primi insediamenti in questa zona del centro cittadino sottoposta a lavori sarebbero antecedenti a quanto ritenuto finora.
Se gli Etruschi probabilmente commerciavano con le popolazioni locali anche prima del VI secolo a.C., è solo con la spartizione delle aree di influenza del mar Mediterraneo avvenuta dopo la battaglia di Alalia (540 a.C. circa) che la Genova antica entra fortemente nella sfera di influenza politico/culturale etrusca. Il risultato di questo interesse nei confronti della zona da parte della vicina civiltà etrusca porterà all'ingrandimento dell'insediamento sulla collina di Castello Secondo una recente teoria lo stesso nome "Genova" deriverebbe dal termine etrusco "kainua" (città nuova), che probabilmente poteva essere impiegato per indicare i nuovi insediamenti. Tra i ritrovamenti collegabili alla presenza etrusca anche un probabile cippo di confine, contenente l'iscrizione in lingua etrusca mi nemetiés, individuato nell'area dell'ex convento di San Silvestro e datato intorno alla prima metà del V secolo a.C..
È da notare che, ad aumentare la difficoltà nel ricostruire questo periodo della storia cittadina, vi è anche il fatto che neppure le più tarde fonti latine (per lo meno quelle giunte fino a noi) riportano informazioni sull'origine di Genua, ma si limitano a citarla in relazione ai suoi rapporti con Roma.

### L'epoca romana
Nei secoli successivi la città di Genova si amplierà nelle zone vicine alla collina di Castello, ma dentro i confini dall'attuale Grande Genova, decisi nel 1926, vi erano allora insediamenti di altre popolazioni liguri, come dimostra la tavola bronzea di Polcevera del 117 a.C.. Le notizie sulla Genova del tempo tuttavia non sono molto numerose, ad esclusione di quelle che vedono la città e i suoi abitanti impegnata nelle guerre dei romani, spesso in posizione opposta a quella della altre tribù e cittadine liguri.
Genova, come altre cittadine della Liguria, era probabilmente legata a Roma da motivazioni economiche e politiche fin dal IV secolo a.C.. Durante la seconda guerra punica la città, considerata come foedus aequum nella politica internazionale romana, venne distrutta dal generale Magone Barca, fratello di Annibale, nel 205 a.C. Pochi anni dopo si impegnò nella ricostruzione il propretore Spurio Lucrezio, probabilmente per l'importanza strategica della città e del suo porto, dovuta alla sua posizione che permetteva sia di arrivare via mare nel Mediterraneo occidentale, sia via terra nella pianura padana. Il nuovo insediamento post-ricostruzione aveva probabilmente il suo centro non più sulla collina, ma in una zona intermedia tra questa e il porto, compresa tra le attuali via di San Bernardo e via di Canneto il Lungo, nel sestiere del Molo.
L'autore e viaggiatore Henry Aubert, nel suo saggio Città e genti d'Italia (Villes et gens d'Italie, pubblicato a Parigi nel 1923), fornisce un ritratto sintetico del centro storico di una città-emporium, definita null'altro che un mercato con nessuna importanza politica. Aubert non può fare a meno di citare il geografo Strabone quando questi affermava come a Genova non si vendeva che miele, bestiame, pelli, vini e olio. Aubert riteneva che la città storica occupasse la stessa posizione geografica del tempo in cui scriveva, tra il Faro (non la Lanterna, ma il vecchio faro del molo che illuminava l'ingresso del porto nell'antichità), che data dall'epoca romana, e la collina di Carignano da una parte, il mare e il forte chiamato oggi Castelletto dall'altra.
Precisa lo scrittore:
Per concludere:

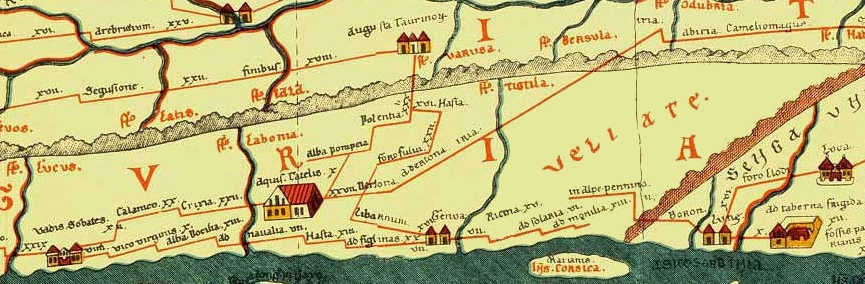
I dintorni di Genova nella Tabula Peutingeriana, un'antica carta romana che mostrava le vie militari dell'Impero (qui in una copia della fine del XIX secolo). Genova è segnata come stazione di rifornimento.

Nella zona di piazza Corvetto, durante i lavori di costruzione alcuni edifici (nell'autunno del 2011), sono stati ritrovati i resti di una fattoria di epoca romana (II secolo a.C.). Secondo le prime ricerche vi sarebbero anche tracce di canalizzazioni, in cui scorreva acqua prelevata da rivi provenienti dalla zona del Righi, e il terreno mostrerebbe la presenza di terrazzamenti.
Dopo la ricostruzione il porto della città, e di conseguenza quest'ultima, crebbero di importanza. Nel 147 a.C. il console console romano Postumio Albino diede inizio alla costruzione della Via Postumia, che univa Genova con Aquileia, dotata di un porto fluviale accessibile dal Mare Adriatico. Genova divenne poi, durante il regno di Gaio Giulio Cesare, il più importante porto della Gallia cisalpina.
I ritrovamenti e le ricerche effettuate negli ultimi decenni fanno ipotizzare che Genova fosse attraversata da alcune strade romane, il cui percorso non è tuttavia certo e potrebbe essere cambiato col tempo. Una delle ipotesi prevede la biforcazione della strada proveniente da levante all'altezza delle necropoli dell'attuale zona dell'Acquasola: da qui una strada sarebbe transitata tra il colle di Sant'Andrea e la collina di Castello, per poi giungere alla zona del porto e costeggiare la riva, mentre la seconda avrebbe percorso un tragitto più a nord, attraverso quelli che diverranno i sestieri di Portoria e Maddalena, ricongiungendosi in quest'ultimo con la prima e proseguendo verso Ponente.
La città di Genova è presente nella Tavola Peutingeriana, riproduzione medioevale di una mappa romana, che mostrava le principali vie dell'Impero, e che si ritiene sia stata compilata in fasi successive, probabilmente a partire dal II secolo a.C. (mancando nella stessa la via Emilia Scauri, costruita solo nel 109 a.C.). Strabone nella sua Geografia (libro IV, capitolo 6), pubblicata nella sua prima versione pochi anni prima della fine del I secolo a.C., definisce Genova "l'emporio dei liguri". La città è anche citata come oppidum nell'elenco relativo alla regione ligure che Plinio il Vecchio compone nel terzo capitolo della sua Naturalis historia, situandola tra i fiumi Porcifera e Fertor (normalmente identificati con i torrenti Polcevera e Bisagno):
(Plinio il Vecchio, Naturalis historia, Liber III)
La costruzione della via Emilia Scauri, se da un lato tagliava fuori la città e tutta la costa dai traffici commerciali diretti verso la Francia meridionale (allora parte della provincia romana della Gallia Narbonense), dall'altro aveva probabilmente evitato al territorio di trovarsi coinvolto nel passaggio degli eserciti nelle successive guerre civili del 49-45 a.C. e 44-31 a.C..
Una certa regolarità nelle vie che compongono il centro storico medievale (comprese all'incirca tra le attuali via San Lorenzo, via Filippo Turati, salita Pollaioli e il colle di Castello) e il fatto che anche i pochi ritrovamenti di edifici di origine romana rinvenuti in zona sembrano avere un orientamento compatibile con questa disposizione, ha fatto supporre che in zona esistesse un accampamento militare, dalla cui forma si sarebbe sviluppato il quartiere. Non esistono tuttavia prove certe a sostegno di questa ipotesi.

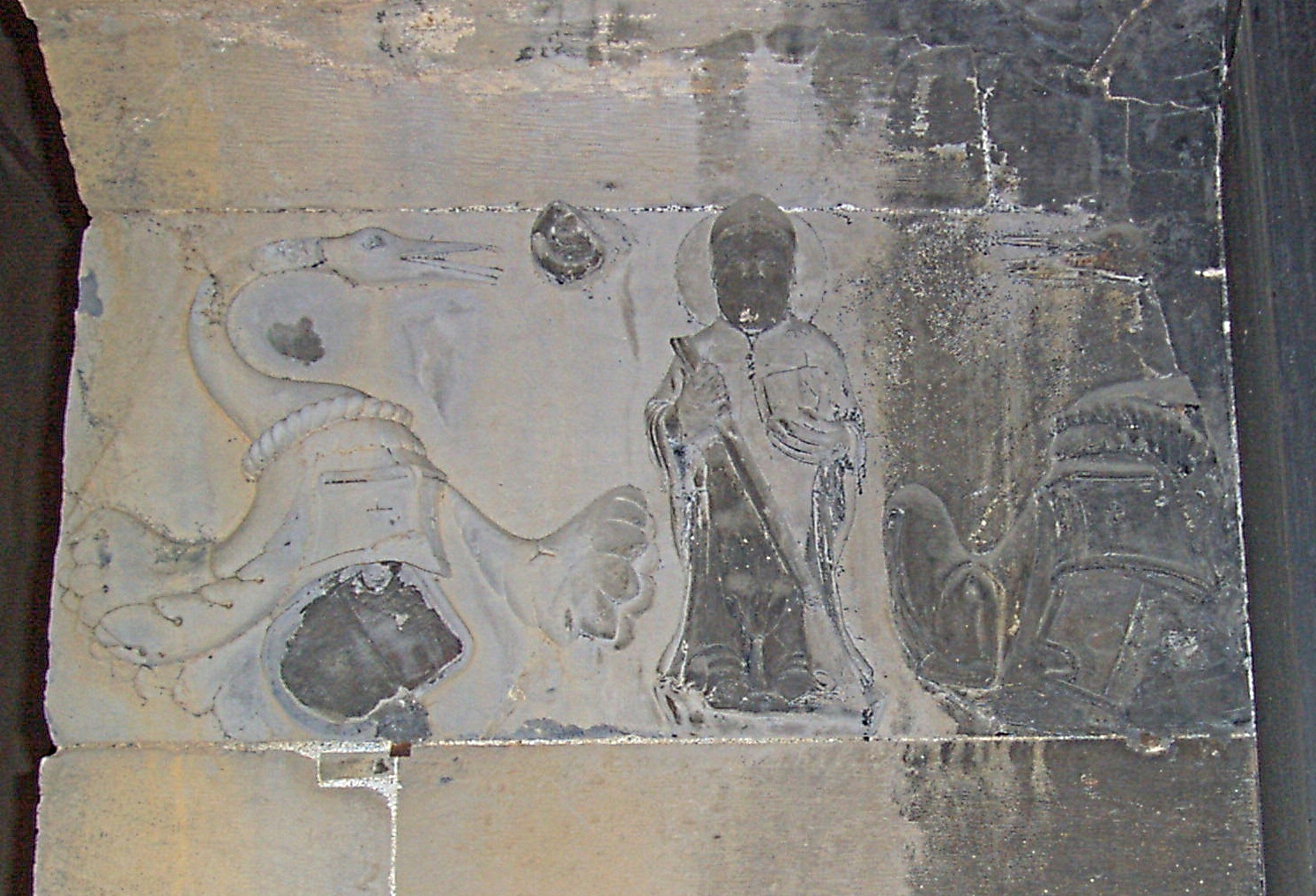
Rilievo romanico con raffigurato San Siro e alcuni simboli araldici, in vico San Pietro della Porta

I resti di una domus romana sono stati ritrovati nella zona dell'attuale piazza Matteotti (vicino al palazzo Ducale). Gli scavi in zona, effettuati a più riprese a partire dal 1975, hanno identificato il primo uso della zona nel periodo finale della Repubblica romana (I secolo a.C.). L'edificio, passando per numerose modifiche e periodi di degrado, sarebbe rimasto in uso fino al VII secolo. In base ai ritrovamenti la zona avrebbe subito pesanti modifiche nel XII e XIII secolo, quando venne creato un cimitero collegato alla vicina chiesa di Sant'Ambrogio, ma a quel tempo i muri che componevano l'edificio erano probabilmente già crollati. Negli scavi è stata anche ritrovata un'epigrafe dedicata alla Fortuna Redux, probabilmente appartenente a qualche edificio o monumento religioso esistente in zona in epoca romana. A poca distanza dai resti della domus, adiacente all'angolo della chiesa di Sant'Ambrogio sono stati rinvenuti, durante gli stessi scavi, i resti di un condotto idrico, realizzato (o forse semplicemente restaurato) nel III secolo. Altri rinvenimenti, di epoca repubblicana e anche successiva, sono stati effettuati in zone limitrofe, come quelli del 1986 nell'area occupata dalla Chiesa delle Scuole Pie.
Dopo l'inizio dell'era cristiana alcune leggende, riprese da scrittori medioevali e rinascimentali come Jacopo da Varazze e Agostino Schiaffino, vogliono il passaggio in città durante il I secolo di San Pietro e dei santi Nazario e Celso. Un'altra leggenda vuole che in città si siano fermati San Lorenzo e papa Sisto II, diretti in Spagna, venendo ospitati in una casa sita nella zona dell'attuale cattedrale di San Lorenzo, dove, dopo la loro uccisione, sarebbero sorte una cappella e poi una chiesa dedicate al santo. In base ai ritrovamenti archeologici una comunità cristiana stabile è sicuramente presente nella metà del III secolo e usa come luogo di sepoltura proprio la zona di San Lorenzo (ma il cimitero presente era già impiegato in epoca romana), tuttavia non vi è certezza sull'identità e sulla esatta sequenza dei primi vescovi della diocesi cittadina, il più noto dei quali è San Siro. Ad opera sua, o del suo predecessore Felice, verrà iniziata nella zona a ponente della civitas la costruzione della prima cattedrale di Genova, inizialmente dedicata ai Dodici Apostoli e dal VI secolo allo stesso San Siro.

### L'alto medioevo

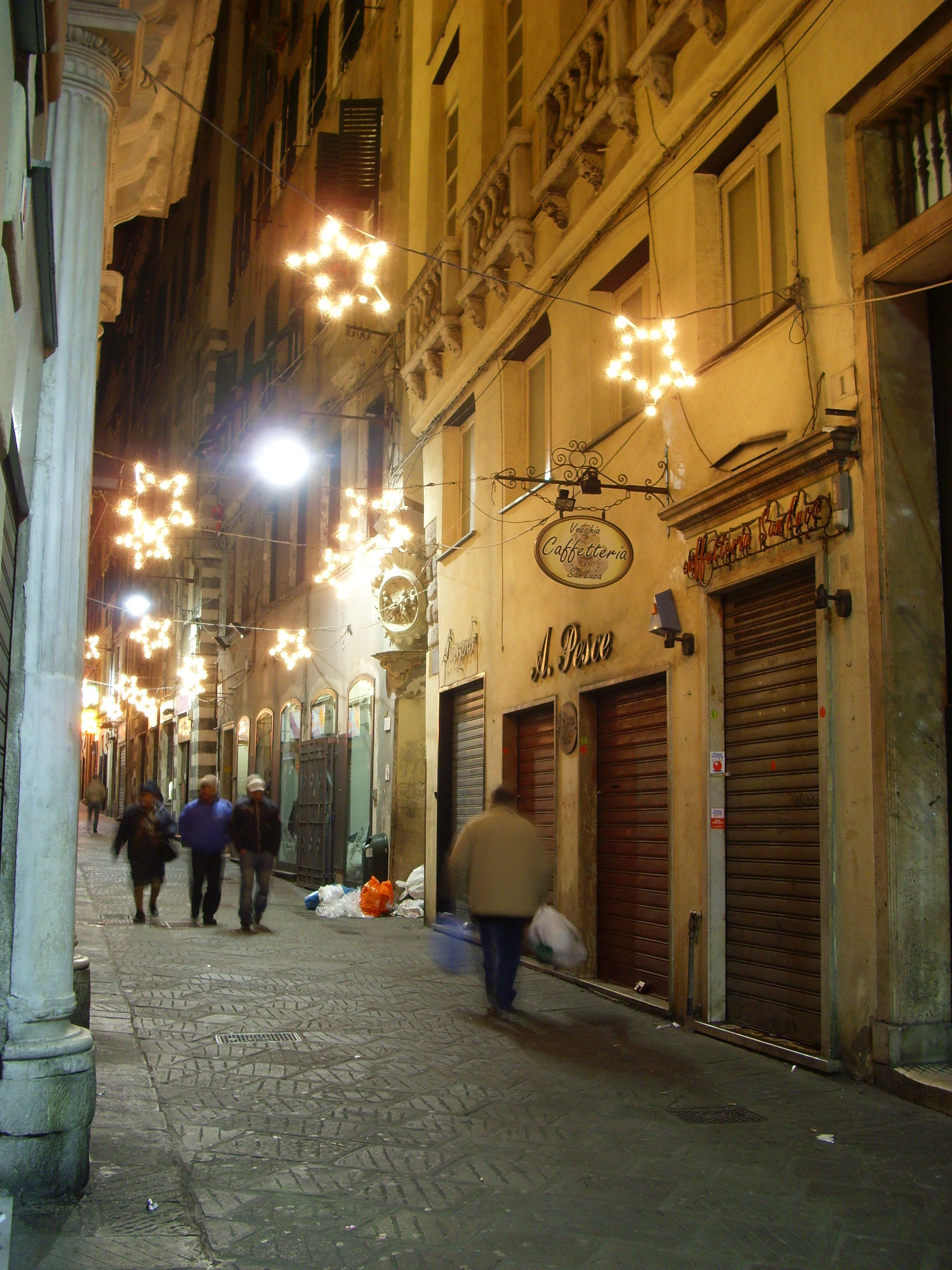
Via San Luca di sera, nel periodo natalizio. La strada medioevale (anticamente nota come carrubeo recto) collegava il centro della città (civitas) con la zona della chiesa di San Siro (burgus), fino al IX secolo cattedrale di Genova, ed era dotata di numerosi portici, poi scomparsi nelle ristrutturazioni dei palazzi avvenute a partire dal XV secolo. Lungo la strada e nelle zone adiacenti vi erano i palazzi delle famiglie Grimaldi e Spinola.

Grazie ad alcune lettere (datate 507 e 511) con cui Teodorico il Grande concede di restaurare una vecchia sinagoga, si ha notizia della presenza di una comunità ebraica in città nei primi anni del VI secolo.
Nel 569 la curia di Milano, retta da Onorato Castiglioni, in fuga dal re dei Longobardi Alboino, trova rifugio a Genova, dove rimarrà per circa 80 anni. La curia si insedia nella zona dell'attuale piazza Matteotti, costruendovi una chiesa, dedicata a Sant'Ambrogio, patrono di Milano, divenuta nei secoli l'attuale Chiesa del Gesù e dei Santi Ambrogio e Andrea.
Stando a quanto riportato due secoli dopo da Paolo Diacono nella sua Historia Langobardorum, contemporaneamente alla discesa in Italia dei Longobardi, negli anni 70 del VI secolo, la Liguria viene colpita da una pestilenza, che causò numerose morti e l'abbandono delle città e dei pascoli nella campagna per la fuga degli abitanti:
(Paolo Diacono, Historia Langobardorum, volume 1)
Tra il 641 e il 643 il re longobardo Rotari conquista la Liguria e assalta, tra le altre, la città di Genova, saccheggiandola e incendiandone alcune zone, e probabilmente distruggendo le mura già presenti, sulla cui effettiva esistenza, estensione e posizione in questo periodo storico, non c'è tuttavia opinione condivisa tra gli studiosi. Secondo diversi storici erano infatti presenti opere difensive, precedenti a quelle sulla cui esistenza c'è certezza (dovuta ai resti visibili o alla documentazione storica), fin dal tempo dei primi insediamenti preromani, ma per nessuna di queste fortificazioni vi sono prove certe dell'effettiva esistenza, dell'eventuale posizione ed estensione o di loro eventuali modifiche nel tempo.
A seguito dell'annessione al regno longobardo il vescovo Forte fugge dalla città, riparando presso il Papa a Roma, e sarà il suo successore, San Giovanni Bono (discendente di una famiglia nobile del golfo Paradiso), a riportare la sede della curia di Milano nella città di origine, anche se sulla data dell'allontanamento da Genova di Forte e di questo trasferimento non c'è univocità nelle fonti..

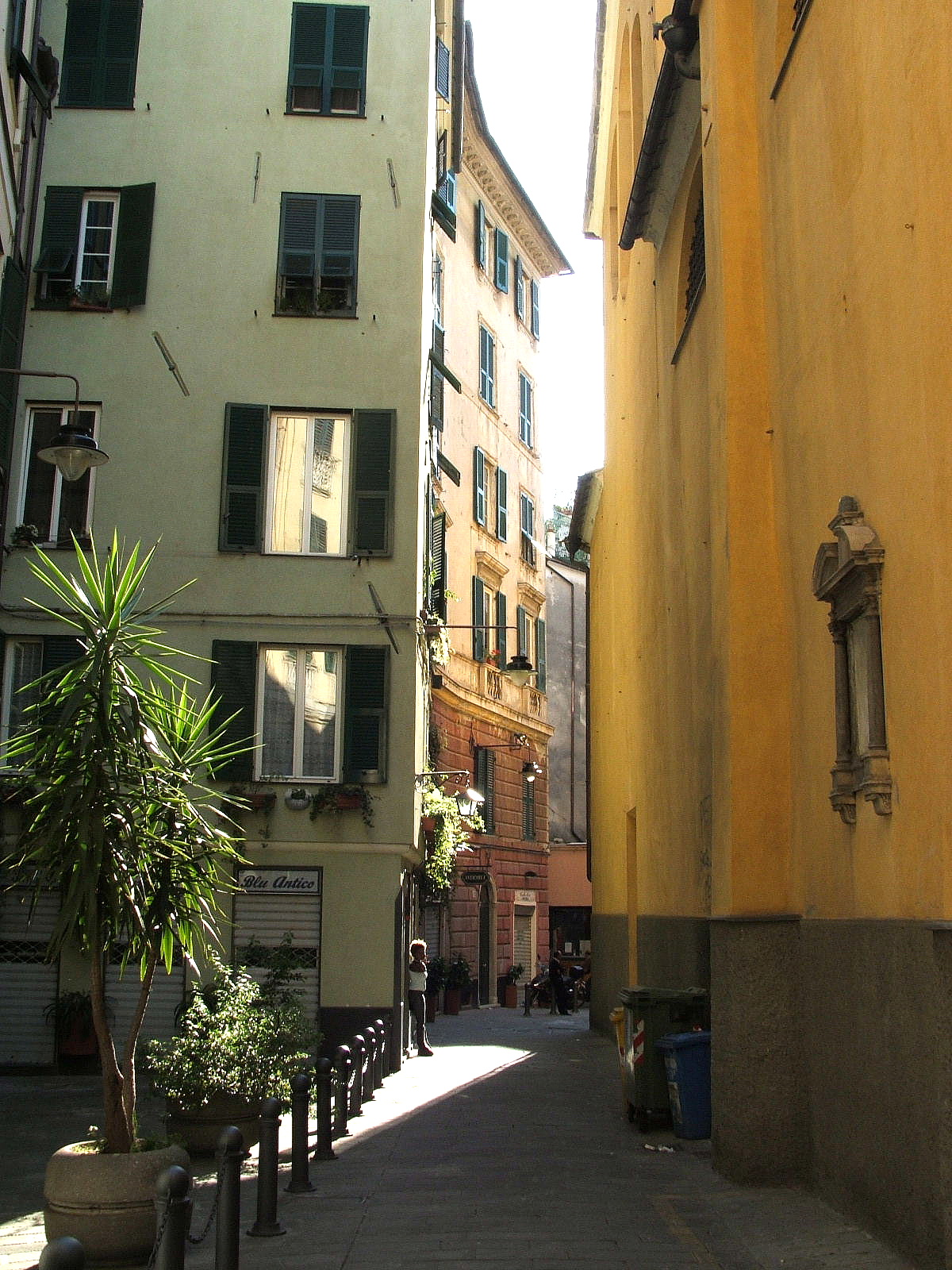
Via della Maddalena al pomeriggio. La via, la vicina piazza e l'omonimo sestiere prendono il nome dall'antica chiesa di Santa Maria Maddalena, presente in zona da prima dell'anno mille. Solo nel XII secolo, con la costruzione delle mura del Barbarossa, la zona venne inclusa all'interno della cinta difensiva dell'area urbana.

Dopo la distruzione delle mura ad opera di Rotari, l'espansione della Genova antica e la necessità di difendersi dagli assalti dei nemici, come erano già stati longobardi prima e saranno i saraceni poi, porterà, a partire da alcuni secoli prima dell'anno mille, alla costruzione di diverse cinte murarie, di raggio sempre più ampio, per proteggere l'abitato, che nei secoli successivi, quando non incluse in nuove opere di difesa, saranno inglobate dallo stesso abitato, demolite o interrate per fare spazio a nuove costruzioni.
Tra l'848 e l'889 viene costruita una prima nuova cinta di mura, grazie anche all'aiuto finanziario dei Carolingi, dotata di quattro porte (porta San Pietro, Serravalle, Castri e Soprana) e quattro torri (Castelletto, Luccoli, Castello e Friolente), comprendente una superficie di circa 20 ettariFrancesco Maria Accinelli, storico genovese del settecento, riporta l'ampliamento della cinta, con la creazione delle quattro porte, nel 925 o, come riferisce, secondo altre fonti nel 935. Questo non impedisce alla città di essere nuovamente vittima, nei decenni successivi, di assalti da parte delle forze saracene, che nel 935 riusciranno a raggiungere e saccheggiare anche la chiesa di San Siro.
Nell'862 ci sono fonti che attestano la presenza di monaci benedettini, facenti capo all'abbazia di San Colombano di Bobbio, presso la chiesa di San Pietro della porta (dove ora sorge San Pietro in Banchi). Successivamente gli verrà affidata la chiesa di Santo Stefano, anch'essa fuori dalle mura, la cui costruzione era stata decisa dal vescovo Teodolfo.
Nel terzo decennio del X secolo la città venne assalita e saccheggiata diverse volte dai pirati saraceni (nel 930, nel 934, nel 935 e 936), che fecero numerosi prigionieri, anche se la flotta genovese riuscì ad intercettare le navi arabe dopo l'ultima rappresaglia, liberando i concittadini catturati durante quest'ultimo attacco. Proprio i continui assalti furono tra i motivi che, nel 985, portarono il vescovo di Genova a trasferire la sede episcopale dalla chiesa di San Siro (ai tempi intitolata ai Dodici Apostoli), a quella di San Lorenzo, interna alle mura allora esistenti.
A metà del X secolo Berengario II d'Ivrea, Re d'Italia, suddivise il nord in tre marche, affidando quella che comprendeva Genova e la Liguria orientale a Oberto I (Marca Obertenga, detta poi Marca Januensis). Nella lotta tra Berengario e Ottone di Sassonia il marchese Oberto si schierò a favore di quest'ultimo, mentre la città di Genova giurò fedeltà a Berengario e al figlio Adalberto, ottenendo così nel 958 un diploma che dichiarava indipendente la città e i possedimenti dei suoi cittadini liberi da "duca, marchese e conte, sculdascio, decano o qualsiasi altra persona grande o piccola del nostro regno"; queste concessioni permisero alla città di ottenere ufficialmente, seppur in maniera non completa, una forma di indipendenza politica.
Prima della costruzione della cinta muraria del XII secolo (detta mura del Barbarossa, con un perimetro quadruplo rispetto alle precedenti), nella città si distinguevano tre zone: il castrum, ovvero la zona dell'insediamento iniziale intorno a Sarzano; la zona della ripa, dove avvenivano i traffici e le attività legate al porto; infine il burgus, fuori dalle mura, dove si trovava la prima cattedrale, la chiesa di San Siro, tuttora esistente, seppur più volte parzialmente distrutta e ricostruita. La costruzione delle mura, oltre ad inglobare nella città la zona periferica della chiesa di San Siro, incluse anche quella (più vicina alla cerchia muraria precedente) della Basilica di Santa Maria delle Vigne, sorta circa tre secoli prima in una zona definita Vigne del Re, nome che attesterebbe la probabile presenza di vigneti immediatamente al di fuori del precedente centro cittadino. La coltivazione di vigne e la presenza di alcuni castagneti, sarebbe confermata anche da un documento dell'886, che descrive la zona come di proprietà dei monaci della chiesa di San Pietro, degli ecclesiastici della cattedrale di San Siro e della famiglia del visconte (vicecomes) Ydo.

### La nascita della Compagna Communis e il basso medioevo
Quest'ultimo periodo di espansione, a cavallo tra l'alto e il basso medioevo, vede i primi accordi tra i poteri della città che daranno vita alla Compagna Communis (il Caffaro ne attesta l'esistenza nel 1099, ma non si conosce l'anno di nascita preciso), la quale sarà a sua volta la base su cui nascerà il comune, e l'elevazione della diocesi di Genova al rango di arcidiocesi metropolitana (il 20 marzo 1133, dopo l'appoggio dato da Genova al papa Innocenzo II contro l'antipapa Anacleto II). Le compagne in cui era suddivisa Genova, corrispondenti ad altrettante zone della città antica, documentate in sette nel 1130 e otto nel 1134, erano: Castello, Maccagnana, Piazzalunga, San Lorenzo, Della Porta, Soziglia, Pré e Porta Nuova (l'ottava aggiunta).
A partire dal 1125 vennero edificati i porticati di Sottoripa di cui, dopo secoli di modifiche, demolizioni e ricostruzioni, esiste tuttora un tratto significativo a margine di piazza Caricamento e via Turati. Il tragitto originario del porticato copriva il percorso da porta dei Vacca (di pochi decenni successiva all'inizio della costruzione dei portici) alla zona del molo nuovo (attuale piazza Cavour), il tutto a pochi metri di distanza dai moli.
Allora la zona era ricca di negozi e locande che per un periodo occuparono anche la parte anteriore dei porticati, rendendoli una specie di galleria. Nonostante le modifiche che hanno subito i palazzi, su alcune delle facciate, immediatamente sopra gli archi del porticato, sono visibili le tracce dell'antico acquedotto cittadino.
Lo storico Federico Donaver, nel suo Le Vie di Genova del 1912, così descrive la zona nell'epoca medioevale:
(Federico Donaver, Le Vie di Genova – Notizie storiche e curiose ad uso del popolo e delle scuole, Libreria Editrice Moderna, Genova, 1912)
Come già ricordato, le mire sull'Italia del Barbarossa portarono a costruire una nuova cinta di mura difensive ben più vasta della precedente, i cui lavori di costruzione vennero iniziati nel 1155 e, dopo una breve sosta, ripresi nel 1158. Dopo alcuni secoli, per differenziarle dalle cinte murarie successive, presero il nome comune di mura vecchie.
Inizialmente non tutta l'area compresa tra le mura era edificata, in quanto erano presenti numerosi orti e terreni liberi da costruzioni di proprietà delle varie famiglie nobili e dei monasteri presenti. Solo nel secolo successivo venne completata l'urbanizzazione della città, caratterizzata da una planimetria geometricamente più regolare rispetto alle zone più antiche, e con i quartieri destinati ad artigiani e commercianti concentrati nelle zone periferiche.
La città non fu immune dagli scontri tra guelfi e ghibellini avvenuti dal XII secolo, che si intersecheranno con le rivalità politiche interne delle varie famiglie nobili (tra quelle guelfe e predominanti, chiamate rampini, vi erano i Fieschi e i Grimaldi, tra le ghibelline, chiamate mascherati, i Doria e gli Spinola) e con la guerra contro la ghibellina Pisa. Le ostilità, oltre a causare tumulti in città (incendi nati dagli scontri danneggiarono pesantemente la chiesa di San Lorenzo nel 1296 e distrussero completamente la chiesa di San Pietro in Banchi nel 1398), interesseranno anche le città dell'entroterra e della costa sotto il controllo delle suddette famiglie nobili. Proprio gli incendi sono uno dei ricorrenti pericoli che devono affrontare gli edifici del centro storico: tra l'inizio del XII secolo e la metà del XIII diversi quartieri vengono pesantemente danneggiati, quando non distrutti, dalle fiamme. Tra le cause l'elevata densità di edificazione e l'uso del legno (tipico quello di castagno), sia per gli interni delle case, sia per sopraelevare con nuovi piani i palazzi in pietra e calce già esistenti.
Nel 1260 il capitano del popolo Guglielmo Boccanegra fa edificare nella zona del porto il primo nucleo di Palazzo San Giorgio (visibile sull'attuale retro del palazzo) come sede del Comune. Due anni dopo, con la deposizione del Boccanegra, la sede del Comune verrà soppressa. Ai fianchi del palazzo verranno successivamente costruiti i moli ponte dei legni (poi ponte della mercanzia) e il ponte del pedaggio (poi ponte reale). Con il ritorno dei capitani del popolo nel 1271 il Comune verrà trasferito nell'edificio che costituiva il nucleo originario dell'attuale Palazzo Ducale, allora di proprietà del conte di Lavagna Alberto Fieschi. La famiglia dei Fieschi aveva cercato di realizzare un palazzo nella zona centrale della città, acquistando alcune case dai Doria, edifici che si trovavano tra piazza San Matteo e la porta Serravalle (appartenente alle mura del IX secolo, posta a fianco della Cattedrale di San Lorenzo). Il Comune acquisterà ufficialmente l'edificio nel 1294 e lo amplierà e modificherà ulteriormente nei secoli successivi. Il titolo di "Ducale" verrà assegnato solo con l'inizio della repubblica dei dogi nel 1339, il primo dei quali sarà Simone Boccanegra, pronipote del capitano del popolo Guglielmo e proveniente da una famiglia di ricchi mercanti, chiamato per acclamazione a quella carica dal partito popolare, in opposizione a quello patrizio che aveva governato la città fino ad allora. Tra le sue prime decisioni l'esilio per alcune delle famiglie patrizie (principalmente guelfe) che avevano osteggiato lui e i suoi sostenitori e la decisione che ai rappresentanti delle famiglie nobili storicamente impegnate nelle lotte tra le due fazioni fosse precluso il dogato. A seguito di questa riforma nuove famiglie di mercanti acquisirono potere, chiamate Cappellazzi, ma si rivelarono ben presto anche loro dedite ad intrighi e violenze. La carica, inizialmente prevista a vita, di fatto si rivelò molto più breve, sia per Boccanegra che per i suoi successori.

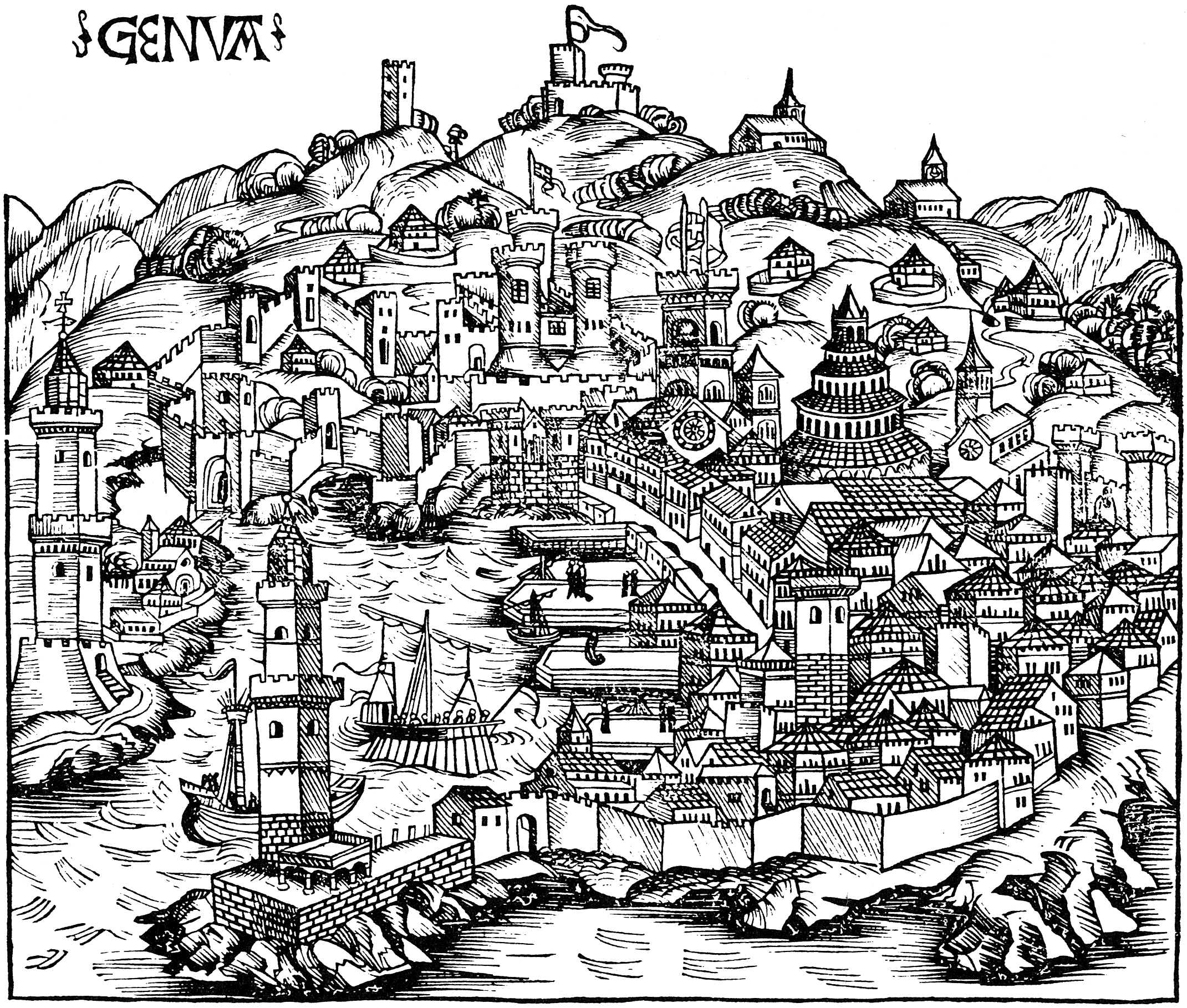
Genova alla fine del XV secolo, in una xilografia d'epoca, pubblicata nelle cronache di Norimberga di Hartmann Schedel, edito a Norimberga nel 1493. Nelle raffigurazioni del tempo gli edifici sede del potere ecclesiastico e civile erano raffigurati con dimensioni maggiori rispetto a quelle reali, per evidenziarne l'importanza. Si notano i due fari di accesso al porto: sulla destra dell'immagine la torre dei Greci, posta al termine del molo vecchio e, a sinistra, la torre che sovrastava il promontorio allora posto davanti all'attuale quartiere di San Benigno, inglobato nell'area portuale. La torre del molo vecchio, edificata all'incirca nella metà degli ann'20 del XIII secolo, venne ridotta a metà altezza nel 1575, per permettere il posizionamento di una batteria a difesa del porto. Demolita nei secoli seguenti e sostituita nei primi decenni dei XIX secolo dal "lanternino", posto al termine del prolungamento del molo realizzato in quel periodo, faro e parte terminale del molo a loro volta demoliti nel 1929, per facilitare l'accesso al porto alle navi di grandi dimensioni. La "Lanterna" attuale invece, la cui costruzione risale al 1543, venne edificata sulle rovine di quella occidentale, danneggiata dal fuoco amico negli scontri del 1513 tra Andrea Doria e gli occupanti francesi.

Durante la battaglia della Meloria dell'agosto 1284 la flotta genovese catturò circa 9000 soldati e marinai della repubblica di Pisa, rinchiudendoli in una zona posta nelle vicinanze delle mura e del porto, che porta a tutt'oggi il nome di campo pisano La repubblica pisana non rispettò gli accordi presi dopo la sconfitta e una nuova flotta genovese attaccò e saccheggiò il porto Pisano e le zone contigue nell'agosto del 1290: tra gli oggetti riportati in patria vi furono le parti della catena che, con scopo difensivo, chiudeva il porto toscano, spezzata dai genovesi, e che, suddivise, vennero esposte in alcune porte delle mura, in diverse chiese e ville nobiliari. Le catene rimasero a Genova fino all'avvicinarsi dell'unità d'Italia, quando (nel 1860), in segno di riappacificazione, furono restituite alla città di Pisa.
Nella seconda metà del secolo XIV vengono creati gli Alberghi, unione di famiglie nobili che condividevano sia sfere di influenza nella vita politica e commerciale cittadina, sia possedimenti immobiliari presenti nelle stesse zone di Genova. Nei secoli successivi la loro esistenza vedrà diverse riforme, frutto delle lotte intestine tra le famiglie e della nascita di nuovi poteri. Nello stesso periodo la Repubblica è coinvolta nella guerra di Chioggia, contro la rivale Venezia, scontro dall'andamento altalenante che, seppur di breve durata (1378-1381), costerà molto, in termini di risorse impiegate, ad entrambe le repubbliche marinare. In diversi edifici del centro storico sono stati incorporati particolari architettonici frutto dei saccheggi avvenuti durante la guerra, come i leoni di San Marco presenti sul fianco della chiesa di San Marco al Molo e sulla facciata di palazzo Marcantonio Giustiniani, provenienti entrambi dall'istriana Pola.

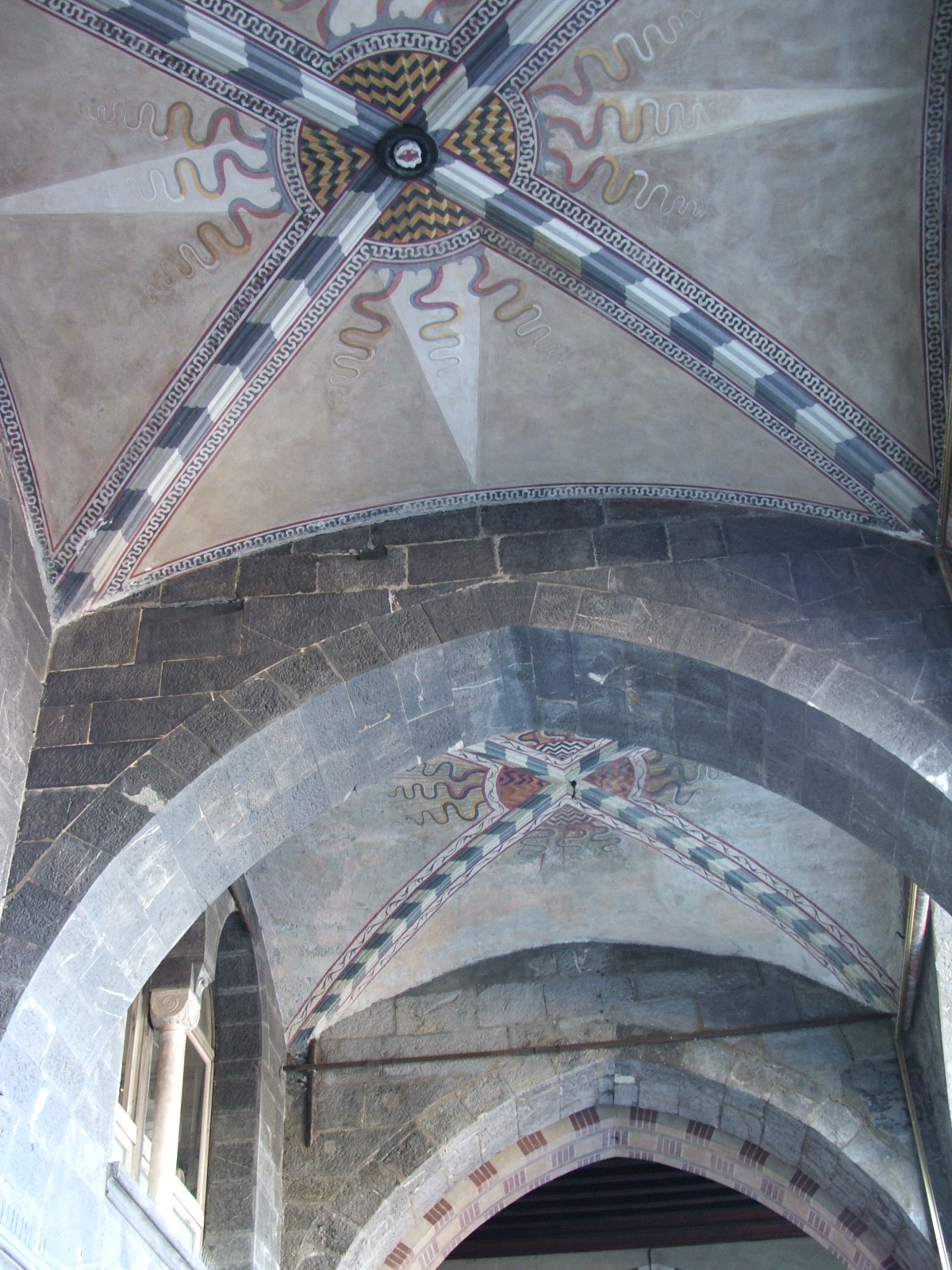
Portici di Sottoripa, particolare del soffitto dei portici. I portici più antichi risalgono al XII secolo e vennero più volte modificati nel corso dei secoli. Nella seconda metà del XIX secolo Alfredo d'Andrade curò il restauro del porticato, eliminando i soppalchi che erano stati costruiti nel frattempo, in modo da riprotare alla vista i soffitti con le voltine a crociera e costoloni.

Tra la fine del XIV e quella del XV secolo nasce a Genova, nella zona dove ora si trova Castelletto (monte Albano), un vero e proprio quartiere a luci rosse, in cui la prostituzione (prima diffusa in bordelli distribuiti disordinatamente in diverse zone cittadine, non senza attriti con il potere ecclesiastico) veniva rigidamente regolamentata. La tassazione di questa attività viene reimpiegata quasi interamente per le opere di manutenzione e l'espansione del porto. In questo periodo (per la precisione il 23 aprile 1407) nasce il Banco di San Giorgio, che aveva sede nell'omonimo palazzo: creato per volere del governatore francese della città Jean II Le Meingre, rimarrà operativo per circa quattro secoli, fino a quando verrà sciolto da Napoleone. Scopo iniziale dell'istituzione è gestire l'enorme debito pubblico della Repubblica, unificando le varie società che precedentemente se ne curavano. È questo un periodo di crisi per la repubblica, che si protrarrà fino agli inizi del XVI secolo, con i dogi che saranno spesso espressione di potenze straniere: la Milano dei Visconti prima e degli Sforza dopo e la Francia. Il controllo straniero sulla politica e le continue lotte interne non mettono tuttavia freno alla continua crescita edilizia e al rinnovamento delle aree preesistenti e, in via San Luca, allora percorso principale per giungere dal centro al confine occidentale della città, sorgono i palazzi delle famiglie Spinola, Grimaldi, Pinelli e Lomellini.
Nel 1493 arriva a Genova un primo gruppo di ebrei Sefarditi cacciati dalla Spagna, che viene fatto insediare nella zona di via del Campo e piazzetta Fregoso. L'immigrazione ebraica in città in questi decenni è costituita per buona parte da ex mercanti e commercianti che, nella nuova situazione vigente nella penisola iberica sotto il regno di Ferdinando II di Aragona, avversa agli ebrei, avevano visto scomparire in poco tempo buona parte delle loro ricchezze. Quasi due secoli dopo, a partire dal 1658, questa zona, vicino alla chiesa di Santa Sabina e facente parte del sestiere di Prè, diverrà il primo ghetto ebraico di Genova. Il crollo della popolazione genovese avvenuto alcuni anni prima a causa della peste, con la relativa richiesta di nuova manodopera e capacità commerciali, aveva reso possibile per gli ebrei ottenere la cittadinanza genovese, seppur con forti limitazioni: con l'istituzione del ghetto i vicoli e le strade che permettevano l'accesso alla zona erano chiuse da cancelli e, tra gli obblighi previsti per la popolazione che vi risiedeva, vi era quello di seguire le messe che si svolgevano nelle vicine chiese di San Siro e delle Vigne.
Tuttavia, al contrario di quanto avveniva nello stesso periodo in altre città site sul territorio italiano, le continue umiliazioni e provocazioni a cui veniva sottoposta la popolazione ebraica non sfociarono quasi mai in azioni di violenza esplicita. Questa zona, popolarmente chiamata ancora oggi "il ghetto", è una delle più degradate del centro storico, spesso agli onori della cronaca per la diffusa prostituzione transessuale che si svolge nei suoi caruggi,. Nei primi anni del XXI secolo è stato finanziato, da parte del comune, un progetto di riqualificazione della zona.

### Dal Rinascimento alla fine della Repubblica di Genova

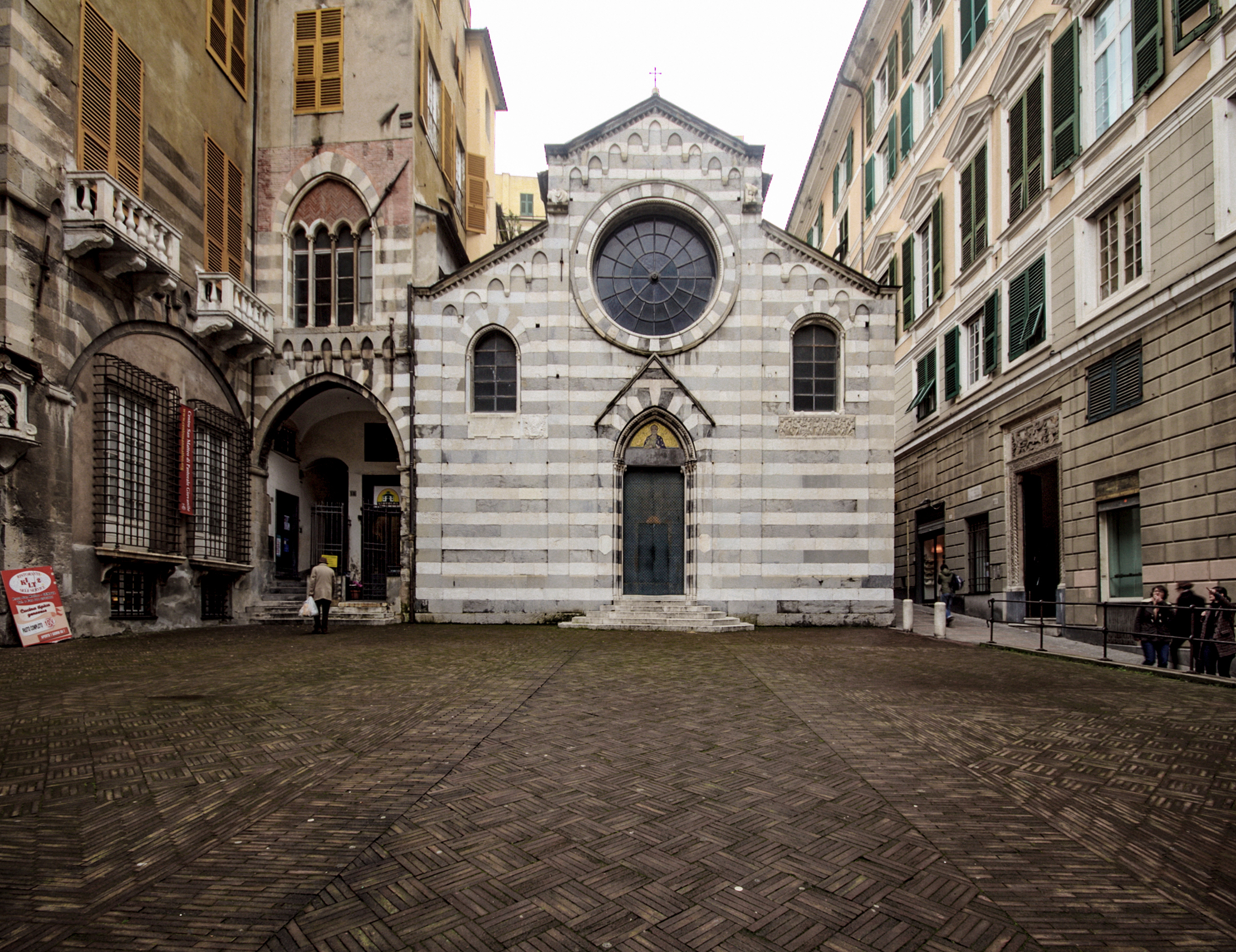
Al centro la chiesa di San Matteo, nell'omonima piazza cinquecentesca, sulla sinistra parte del palazzo di Branca Doria e sulla destra il palazzo Doria-Danovaro. La chiesa originale, fondata dalla famiglia Doria, risale al 1125, ma è stata fortemente modificata in un primo tempo alla fine del XIII secolo e poi a metà del XVI. La scalinata che dà accesso alla zona antistante la chiesa è stata edificata nel 1935, al termine di alcuni lavori di restauro della piazza, al posto delle due scalinate precedenti. In questa zona avevano le loro residenze cittadine diversi membri della famiglia Doria. Si nota la tipica facciata a strisce bianche (marmo) e nere (ardesia): la repubblica di Genova concesse solo a quattro famiglie (i Doria, gli Spinola, i Grimaldi e i Fieschi) di avere edifici in cui questa decorazione era presente in tutti i piani e non solo fino al primo.

Il XVI secolo, con la rinascita della Repubblica di Genova ad opera di Andrea Doria, è un periodo di forte espansione, conosciuto come "El siglo de los Genoveses" ("Il secolo dei Genovesi"). A simbolo di questo periodo di crescita nel sestiere della Maddalena, per conto di alcune delle principali famiglie nobili genovesi del tempo (Spinola, Grimaldi, Lomellini, Pallavicini, Brignole Sale e Lercari), viene progettata e poi edificata la Strada Nuova, l'attuale Via Garibaldi, lunga circa 250 m, con i suoi palazzi signorili, in cui, a partire dal 1576, viene istituito il sistema dei Rolli. L'opera impiegò circa 40 anni per essere completata: dall'acquisizione dei terreni nel 1551 (i lavori di costruzione partiranno però alcuni anni più tardi, nel 1558) al completamento della lastricatura definitiva avvenuto nel 1591.
Della costruzione di via Garibaldi al posto del preesistente quartiere medievale, simbolo della forte voglia di rinnovamento di quel periodo, il Donaver, nel suo Le Vie di Genova, citando a suo volta il settecentesco Francesco Maria Accinelli, scriveva:
(Federico Donaver, Le Vie di Genova – Notizie storiche e curiose ad uso del popolo e delle scuole, Libreria Editrice Moderna, Genova, 1912)
Complice di questo benessere anche il legame economico con la corona spagnola, i cui investimenti necessari per le guerre in cui era coinvolta in Europa erano in parte finanziati dai banchieri genovesi, che potevano quindi godere di forti entrate dovute agli interessi.
La costruzione della "Strada Nuova" fu solo una delle opere realizzate in quel periodo, che vide al lavoro architetti come Galeazzo Alessi (suoi per es. la Basilica di Santa Maria Assunta a Carignano, il campanile e la cupola della cattedrale di San Lorenzo e il progetto di porta Siberia) o scultori come Taddeo Carlone (suoi diversi portali dei palazzi edificati al tempo, come quello di palazzo Doria-Spinola). Sempre dello stesso periodo sono la costruzione della loggia dei Mercanti e della chiesa di San Pietro in Banchi (sulla superficie occupata da precedente chiesa di San Pietro della Porta, andata distrutta nel 1398) nel sestiere del Molo. A cavallo tra il XVI e il XVII secolo avviene anche la lunga e travagliata costruzione della basilica della Santissima Annunziata del Vastato, iniziata nel 1520 con la copertura del torrente Vastato e terminata solo a metà del XVII secolo.
Il secolo successivo vide l'edificazione di una nuova cinta di mura, le Mura Nuove (costruite tra il 1626 e il 1639), che non si limitava come le precedenti a circondare l'abitato per la necessità di inglobare all'interno dello stesso nuove aree, ma prevedeva l'esistenza di uno spazio libero tra questo e il nuovo percorso delle mura a scopo principalmente difensivo. Di queste facevano parte le Fronti Basse sul Bisagno. La costruzione della nuova cinta muraria portò la superficie della cittadina compresa tra le mura dai 197 ettari delle mura vecchie costruite fino al XVI secolo ai 903 ettari della nuova struttura.

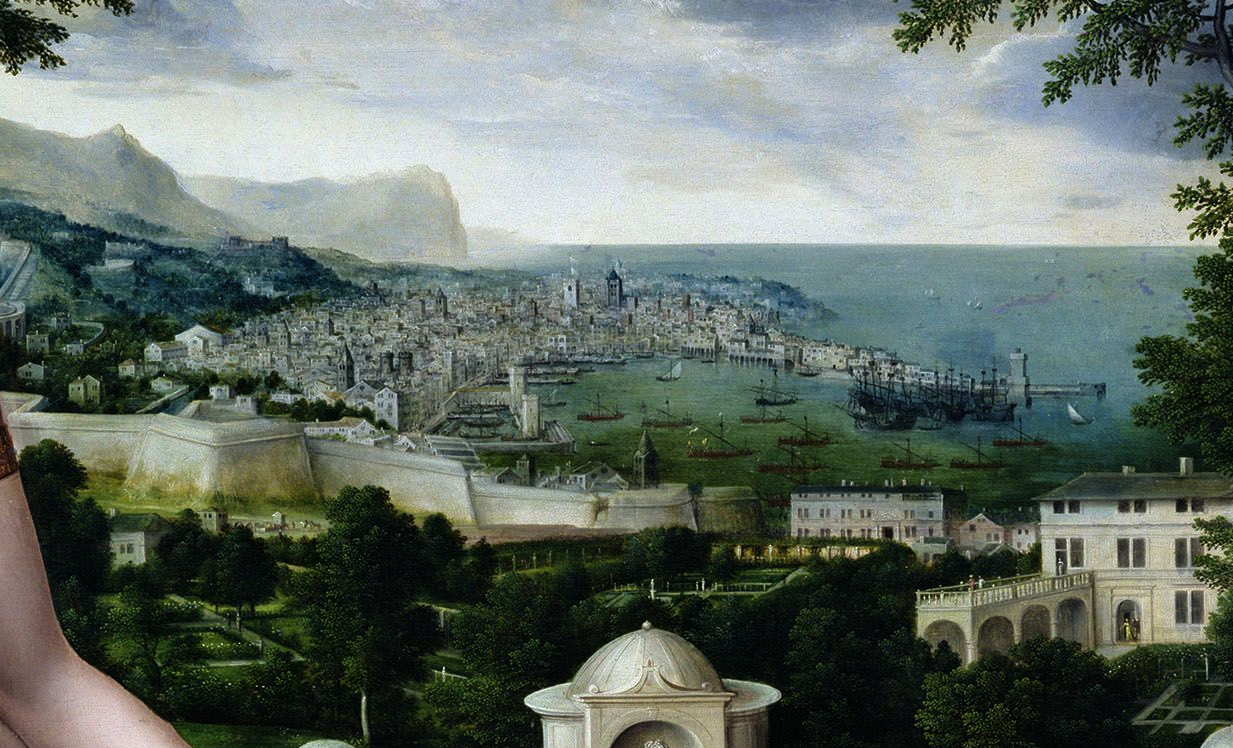
Ritaglio della Venere Cythereia, di Jan Matsys (1561), con una vista sulla città di Genova. In primo piano a destra si nota parte del palazzo del Principe, edificato per l'ammiraglio Andrea Doria, mentre al centro dell'arco portuale è evidente l'area della darsena.

All'inizio del XVII secolo viene anche costruita via Balbi o strada dei Balbi (dal nome dell'omonima famiglia nobile genovese). Di via Balbi sopravvive la prima parte, in salita (lunga circa 400 m), ai cui lati sorgono importanti e maestosi palazzi (tra cui il palazzo Reale noto anche come palazzo Stefano Balbi), sede di diverse facoltà umanistiche e uffici dell'Università degli Studi di Genova e di alcuni musei; una seconda parte, che proseguiva verso piazza Acquaverde (nella zona dove è presente la stazione di Genova-Principe, lunga circa 315 metri, venne demolita a metà del XIX secolo, per consentire il passaggio della ferrovia Torino-Genova.
In questo periodo in alcuni edifici della zona del porto, più precisamente nella zona della darsena, viene edificata una moschea, che rimarrà attiva per circa due secoli (dai primi anni del XVII secolo alla fine del XVIII), ad uso degli schiavi, dei mercanti, degli artigiani e degli intellettuali di religione islamica presenti in città. Un pilastro del luogo di culto originale è presente nella biblioteca della facoltà di Economia e Commercio, la cui sede, dal 1996, è l'edificio risultante dai numerosi rimaneggiamenti avvenuti nei secoli sui volumi della costruzione iniziale.

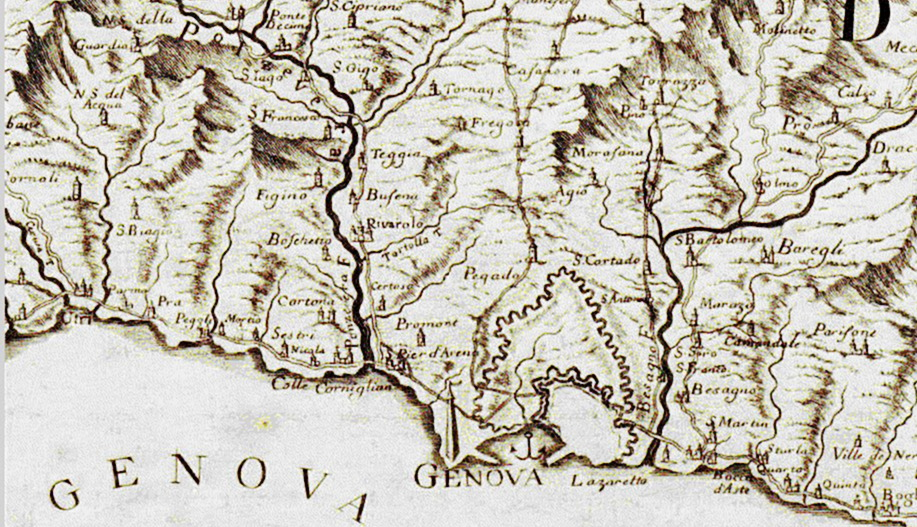
I dintorni di Genova nella carta di Giovanni Tommaso Borgonio (realizzata nel 1683 e aggiornata successivamente nel 1772). Si notano le due cinte di mura che proteggono l'abitato.

Dopo la sua istituzione nel XVII secolo, anche il ghetto ebraico viene spostato per breve tempo nelle vicinanze del porto, nel sestiere del Molo, e qui viene costruita una sinagoga nell'attuale vico Malatti. Da lì il ghetto si sposterà, nel 1674, in vico dei Tessitori in una zona vicina alla chiesa di Sant'Agostino e all'attuale piazza delle Erbe, di cui non rimane però traccia a causa dei bombardamenti alleati della seconda guerra mondiale, per poi essere abolito totalmente nel 1752.
Nel sestiere di Portoria, quasi al lato opposto di via Balbi rispetto al centro cittadino, a cavallo del secolo venne edificata Via Giulia (su progetto del 1628 del patrizio Giulio della Torre, da cui il nome della via), che riprendeva parte del percorso della strada Felice (poi diventata salita San Matteo) e del vico del Vento, e permetteva di collegare la zona di Piazza San Matteo (dove si trovavano i palazzi della famiglia Doria) con la porta degli Archi, sita nella cerchia delle mura cinquecentesche. Nel corso dei secoli successivi la strada verrà più volte ampliata e resa meno ripida, fino alla sua sostituzione con Via XX Settembre alla fine del XIX secolo.
Nel 1652 inizia la costruzione, nell'area della valletta del rio Carbonara, soprastante la chiesa di Nostra Signora del Carmine, dell'Albergo dei Poveri. La costruzione dell'edificio venne seguita, per conto della repubblica, da Emanuele Brignole (che negli anni successivi ne finanziò anche in parte la realizzazione) e dal doge Oberto Della Torre. I cantieri dovettero interrompersi quasi subito, nel 1656, a causa di una pestilenza, e gli scavi per le fondamenta vennero impiegati per seppellirvi i cadaveri degli ammalati. La chiesa compresa nel complesso, la cui costruzione iniziò nell'aprile del 1657, venne dedicata alla Vergine Immacolata, nella speranza che questa facesse cessare il contagio. La prima parte dell'edificio venne inaugurata nel 1664, ma i lavori per portare a completamento l'opera proseguirono, con ulteriori ampliamenti, per i due secoli successivi.

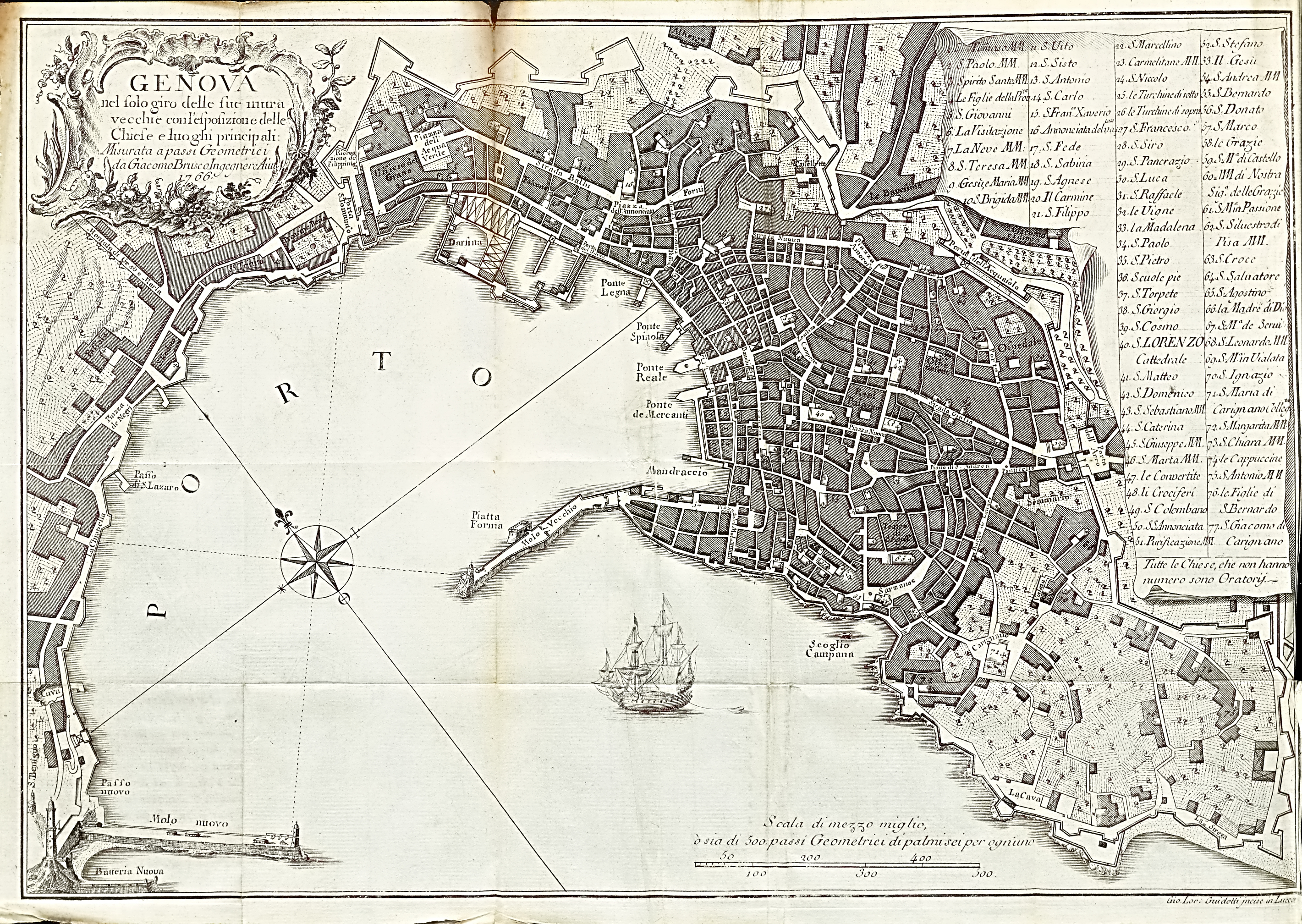
Mappa di Genova nel 1766, pubblicata in Description des beautés de Génes et de ses environs : ornée de differentes vuës, et de la carte topographique de la ville, del 1773.

Alla fine del XVII secolo, per la precisione nel maggio 1684, Genova subisce un pesante bombardamento da parte delle navi francesi, che causa numerosi danni nel centro storico (a seconda delle fonti, da 8000 a 13000 proiettili sarebbero caduti su Genova, distruggendo circa 3000 edifici). Tra gli edifici andati distrutti e poi ricostruiti alcuni decenni dopo anche quello dove, secondo la tradizione avrebbe, abitato Cristoforo Colombo, situato nella zona del piano di Sant'Andrea. Quello che rimane dell'edificio ricostruito (ulteriormente rimaneggiato nei secoli successivi) è visibile in vico dritto di Ponticello Inizialmente la città resiste alle forze straniere e le navi francesi si ritirano una volta terminate le munizioni, ma l'anno seguente il doge Francesco Maria Lercari Imperiale si deve recare con alcuni senatori a Versailles a porgere le scuse della Repubblica al Re Sole: per Genova inizia una nuova fase di decadenza.
Le metamorfosi del centro storico però non si fermano. Tra il 1718 e il 1724 Domenico Sauli (discendente della famiglia che decise l'edificazione della Basilica di Santa Maria Assunta) finanzia la costruzione del ponte di Carignano (intitolato alla beata Eugenia Ravasco), che, sovrastando la zona di via Madre di Dio e via dei Servi, unisce, per la prima volta in maniera diretta, il colle di Carignano con quello di Sarzano. Nella seconda metà del XVIII secolo la strada Nuova venne prolungata, con la Strada Nuovissima (l'attuale via Cairoli), che unisce la prima con la zona dove si trova la Basilica della Santissima Annunziata del Vastato e da lì a via Balbi. Come per la costruzione della strada Nuova, anche quella della strada Nuovissima comporta la demolizione del tessuto edilizio precedente e interrompe le diverse strade e crose che collegavano la sottostante zona dell'antico burgus con Castelletto. A questo periodo risale anche la demolizione della chiesa di Santa Brigida (sulla salita omonima), abbattuta per fare posto a tre edifici conosciuti come "palazzi Dufour" dal nome del casato del compratore; prima di questa triste fine venne adibita prima ad officina di un fabbro e successivamente a filanda. Sempre nella seconda metà del XVIII secolo viene anche progettato il primo sistema di illuminazione pubblica, relativo ad alcuni punti nevralgici delle strade del centro cittadino: nel 1772 viene stilato un primo progetto, che prevedeva il posizionamento di 32 fanali in altrettanti luoghi, principalmente in prossimità di incroci e piazze, ma solo 25 anni dopo, nel 1797, si vedrà la realizzazione di un primo sistema di illuminazione funzionante.

### L'era contemporanea e l'espansione urbana del XIX secolo
Con la fine della repubblica e la nascita della filo-rivoluzionaria Repubblica Ligure del 1797, molti edifici religiosi (conventi, chiese, ospedali) vennero soppressi e nazionalizzati, per essere poi solo in parte restituiti al potere ecclesiastico nei decenni successivi.

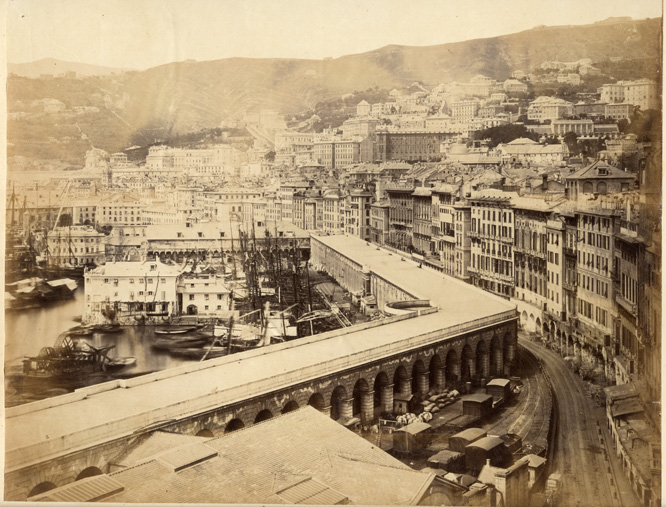
Le terrazze di marmo, in una foto d'epoca di Alfred Noack (1833-1895).

Tra quelli rimasti ad uso statale e non più esistenti si può citare il complesso di San Domenico sito nella zona dell'attuale piazza De Ferrari (che precedentemente si chiamava piazza San Domenico, prendendo il nome da questo): gestito dagli omonimi frati, che nel 1431, partendo dall'iniziale chiesa di Sant'Egidio, l'avevano ampliato rendendolo l'edificio religioso più grande della città e dedicandolo al santo. Dopo l'emanazione delle leggi di soppressione degli ordini religiosi venne destinato prima a magazzino e carcere e poi demolito durante i lavori di edificazione del teatro Carlo Felice.

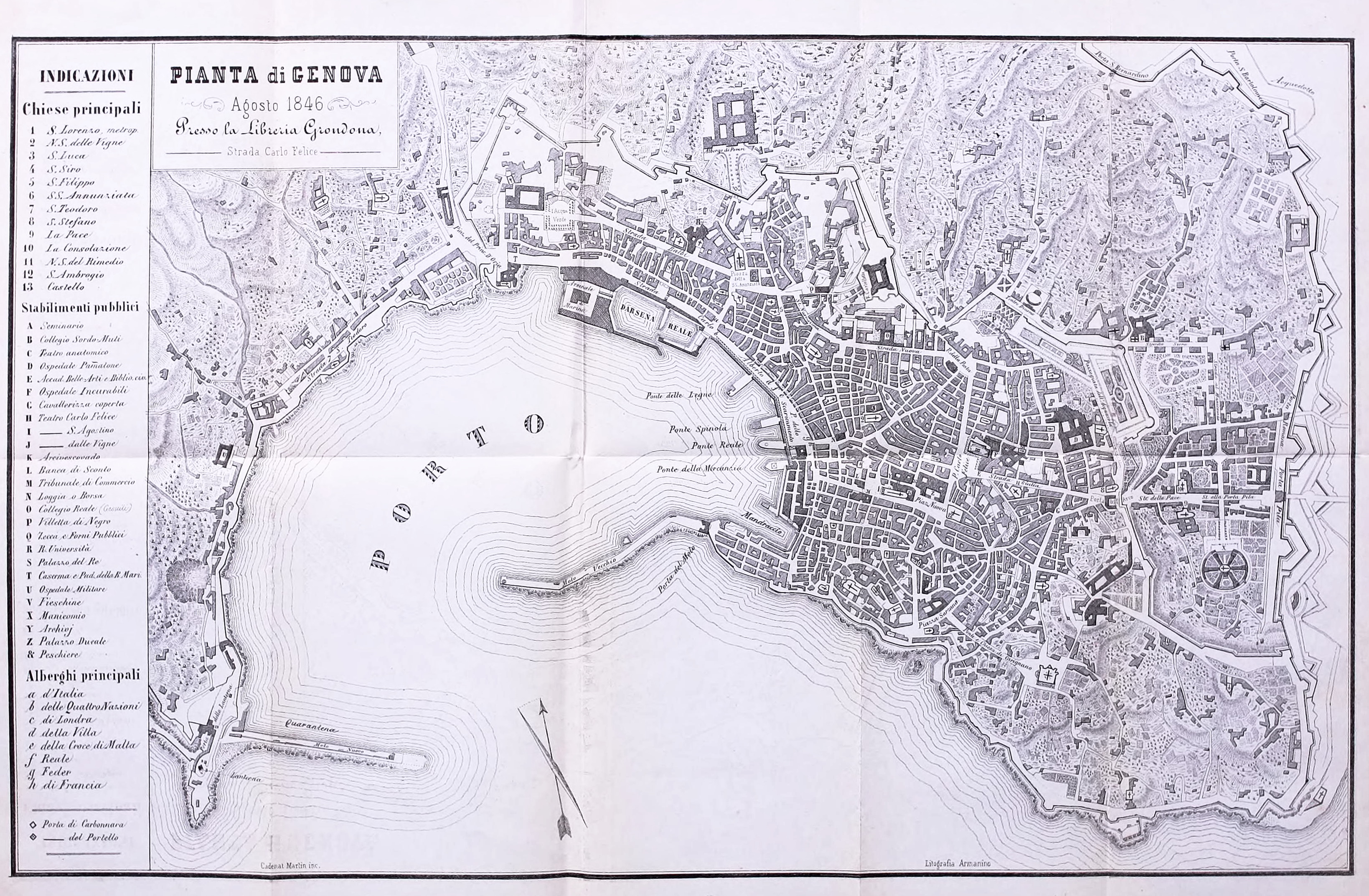
Mappa di Genova del 1846, inclusa nella guida Manuale del forestiere per la città di Genova pubblicata nello stesso anno dall'editore G. Grondona e dalla tipografia Ferrando.

Altro complesso religioso notevole era il convento di Sant'Andrea, nell'omonima zona, monastero delle benedettine, venne assegnato nel 1798 ai padri Scolopi, e successivamente (1810) venne sconsacrato e trasformato nel carcere cittadino. La sua acquisizione e successiva demolizione, per far spazio ai lavori di rammodernamento della zona con l'edificazione della parte alta di via XX Settembre, vede una contrattazione quasi trentennale (venne iniziata nel 1876) tra le istituzioni statali, quelle comunali e la ditta costruttrice, e solo nel 1904 viene infine abbattuto. Il chiostro del convento, salvato per volontà dell'architetto e archeologo Alfredo D'Andrade, venne ricostruito in zona nel 1922 ed è visibile nell'area compresa tra la casa di Colombo e le torri di porta Soprana.
Nel 1815, con il congresso di Vienna, la Repubblica di Genova non viene ricostituita, e il suo territorio entra a far parte del Regno di Sardegna.
Agli inizi del XIX secolo Carlo Barabino presenta numerosi progetti per il rinnovo urbanistico della città. Tra le sue opere vi è il centrale parco dell'Acquasola (1825), nello spazio dell'omonima spianata, sul terreno in cui si trovavano le mura trecentesche e cinquecentesche.
Le zone erano da alcuni secoli impiegate prima come discarica per i lavori di costruzione della via Nuova (la zona era infatti chiamata i Müggi dal dialetto genovese per i mucchi, le ammonticchiate), poi come fossa comune per i morti della pestilenza del XVII secolo. Barabino collega il parco con quello della villa, del marchese Gian Carlo Di Negro, ricavata sulla zona dove sorgeva il cinquecentesco bastione di Luccoli, passando per quella che attualmente è piazza Luigi Emanuele Corvetto. Parte del parco verrà demolito pochi anni dopo, nel 1877, proprio per la realizzazione della zona di piazza Corvetto e via Assarotti.

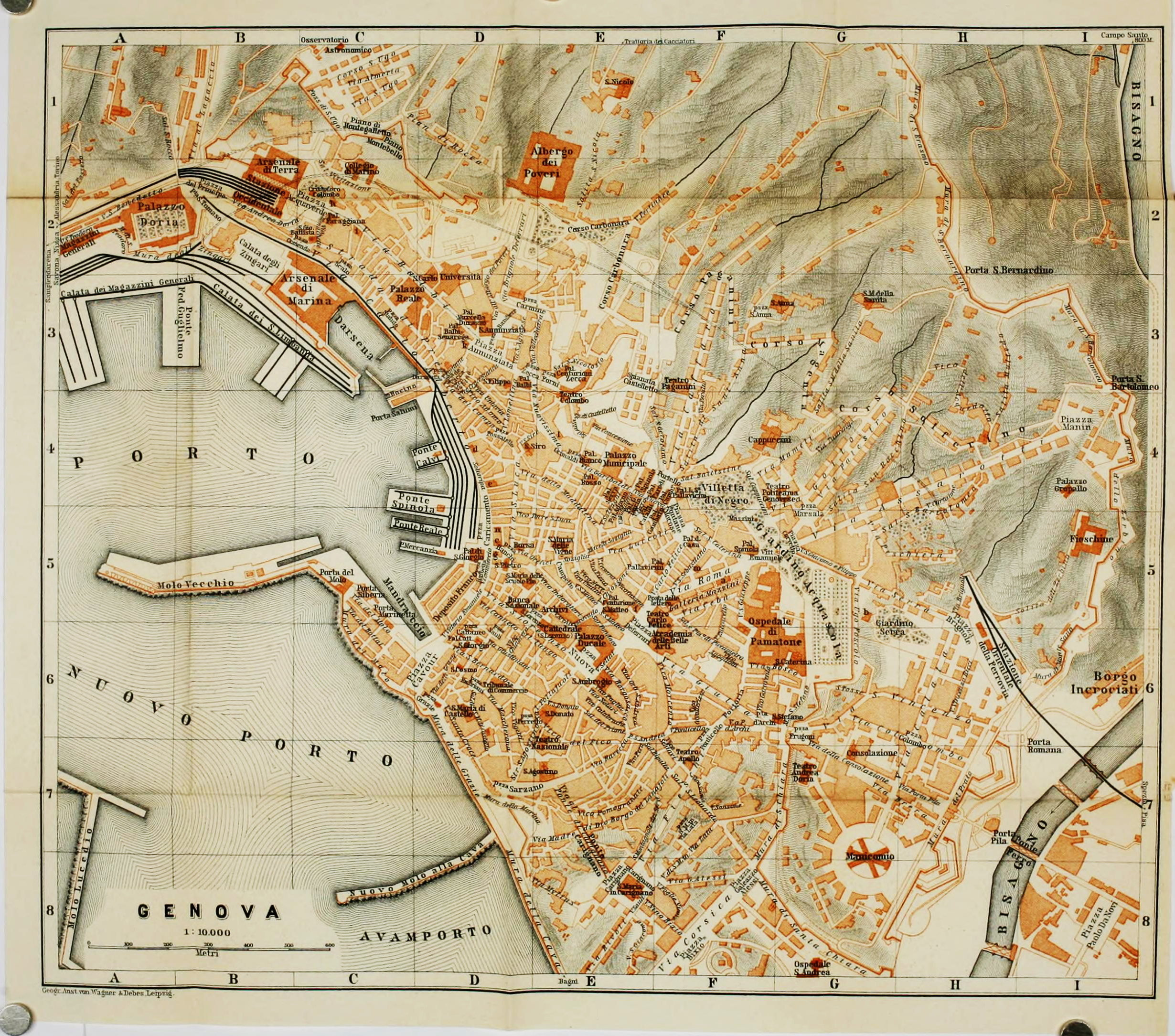
Mappa di Genova negli anni '80 del XIX secolo, tratta dalla settima edizione della guida per viaggiatori Italy, handbook for travellers, pubblicata nel 1886. Le principali differenze rispetto alla mappa del 1846 sono, nella parte superiore, la presenza della stazione ferroviaria di Principe (chiamata stazione occidentale), la presenza delle strade e dei primi edifici che formeranno la circonvallazione a monte e i quartieri a questa collegati, mentre in basso a destra si notano i primi edifici di quello che diverrà il quartiere di Carignano. Non risulterà più esistente la piccola insenatura marina, nota come Seno di Giano, immediatamente sottostante all'oratorio di Sant'Antonio Abate, dove era presente il caratteristico scoglio Campana visibile nelle mappe precedenti.

Nel 1835, dopo diversi cambi di opinione su come rimodellare la zona e relativi progetti proposti alle autorità, nell'area del porto antico vennero costruite le Terrazze di marmo, su progetto dell'architetto Ignazio Gardella senior, una sorta di camminamento lungo più di 400 metri, che permetteva di osservare il porto e la zona retrostante da una posizione sopraelevata. Al di sotto della passeggiata l'edificio ospitava diversi locali commerciali. Le terrazze in parte sostituivano le Muragliette delle mura cinquecentesche. La loro edificazione, suddivisa in due tratti, durò 12 anni, ma loro esistenza fu molto breve, in quanto le necessità del porto fecero decidere per la loro demolizione, avvenuta in cinque fasi tra il 1883 e il 1886, per fare spazio ai binari adibiti al trasporto delle merci movimentate nei moli. La breve vita della costruzione aveva sempre lasciato molte incertezze sulla struttura e sull'area occupata effettivamente da questa, ma gli scavi effettuati per il restyling della zona del porto antico in occasione delle Colombiane del 1992 hanno permesso di portare alla luce alcuni dei suoi resti e tracce delle fondamenta, che hanno aiutato a confermarne la reale collocazione. Dovrà passare un secolo prima che nuovi progetti di recupero della zona del porto antico ipotizzino nuovamente (e successivamente realizzino) la presenza di una passeggiata lungo l'arco portuale. I lavori che portarono alla demolizione delle terrazze rientravano nella grande rivoluzione che interessò l'arco portuale tra la metà del XIX e l'inizio del XX secolo, tra questi l'arrivo della ferrovia vicino al molo vecchio, la costruzione di tettoie sui ponti del porto per riparare le merci in attesa dalle intemperie e la sostituzione di queste con strutture in cemento armato dopo alcuni decenni (i Magazzini del Cotone, dopo le Colombiadi del 1992 adibiti a cinema e centro congressi, rientrano tra queste ultime).
Nell'aprile 1849, pochi giorni dopo l'armistizio di Vignale, la popolazione di Genova, in parte perché non aveva abbandonato del tutto le idee repubblicane e indipendentiste, in parte per timore dell'arrivo dell'esercito austriaco come conseguenza dell'armistizio stesso, insorge contro il governo sabaudo, cacciando la guardia regia e i carabinieri presenti in città. Il generale Alfonso La Marmora, mandato dal neo regnante Vittorio Emanuele II per sedare la rivolta, ordina un bombardamento navale, che colpirà principalmente il sestiere di Portoria (danneggiando gravemente l'ospedale di Pammatone) e il porto, a cui seguirà un sanguinoso intervento dei bersaglieri, che si lasceranno andare a distruzioni e violenze gratuite nei confronti della popolazione.
A cavallo della metà del secolo viene realizzata la ferrovia Torino-Genova, che giungerà a toccare il confine occidentale della città con la stazione di Piazza Principe nel 1854. Nella zona dove è sorta la stazione iniziale, realizzata in un edificio provvisorio, il primo fabbricato viaggiatori definitivo (opera di Alessandro Mazzucchetti, 1860) e il suo ampliamento (opera di Giacomo Radini Tedeschi, 1900), vi erano precedentemente la parte alta di via Balbi, una caserma (ricavata negli ex magazzini del grano, risalenti al XVII secolo) e parte delle mura cinquecentesche, compreso il bastione San Michele e l'omonima chiesa.
Nel 1855 nasce nella loggia dei Mercanti di piazza Banchi la prima borsa merci italiana, istituita tramite un decreto del capo del governo Cavour, a dimostrazione dell'importanza che la città continuava ad avere in campo economico/mercantile.
Negli anni '60 del XIX secolo viene anche deciso un riordino della toponomastica cittadina, ad opera di Giuseppe Banchero, operazione che portò alla catalogazione di circa 900 strade. Risultato dell'opera fu la rinominazione di 32 vie e l'introduzione di 86 nuovi toponimi, in alcuni casi relativi a vie di recente istituzione, in altri relativi a vie e strade senza un nome ufficiale. Parte dei nuovi nomi introdotti si rifacevano a domini posseduti nei secoli passati dalla Repubblica di Genova o a battaglie vinte dall'esercito di questa.

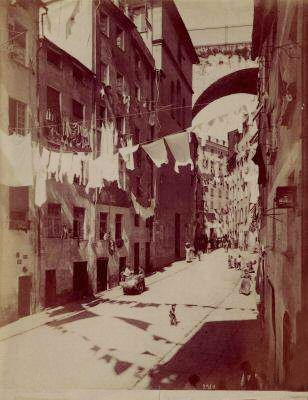
Via Madre di Dio alla fine del XIX secolo, sovrastata dal ponte di Carignano, in una foto d'epoca di Alfred Noack (1833-1895). Questa zona non è più esistente, in quanto molti dei suoi edifici sono stati demoliti negli anni sessanta del XX secolo, per lasciare il posto al complesso dirigenziale Centro dei Liguri.

È poco più tarda delle terrazze la galleria Mazzini, costruita in stile liberty nel 1873, nello spazio ricavato dallo sbancamento di una parte della collina di Piccapietra e dalla demolizione di edifici preesistenti (tra cui i conventi di San Sebastiano e di San Giuseppe e l'oratorio della casaccia di San Giacomo delle Fucine). Dagli anni venti del XX secolo la galleria ospita la fiera del libro di Genova.
In generale, nel secolo che va tra i primi decenni del XIX e l'inizio del XX secolo, quella che allora era la città di Genova (soprattutto i sestieri di Portoria e San Vincenzo) subì una forte trasformazione, che comportò la demolizione di molti delle vecchie costruzioni, con l'edificazione di via Assarotti (1850-1856) e via Fieschi (1865-1870) prima e di via XX Settembre (1892-1912) e piazza Dante (anni trenta del Novecento) poi.
Questa espansione portò anche all'edificazione di numerosi edifici nella zona, sovrastante il centro storico, che corrisponde al quartiere di Castelletto e alla costruzione delle due circonvallazioni, che di fatto lo cingono. Tra le principali opere di questo periodo, oltre quelle già citate, possiamo ricordare la costruzione di via Carlo Felice (poi diventata via XXV Aprile), nel 1825, l'edificazione dell'omonimo teatro, tra il 1826 e il 1828, su progetto di Carlo Barabino (l'edificio di allora venne danneggiato e reso inservibile dai bombardamenti della seconda guerra mondiale, quello esistente risale al 1991), la costruzione della prima parte della carrettiera Carlo Alberto (poi diventata via Antonio Gramsci) nel 1835, di piazza e via San Lorenzo (inizialmente la seconda parte della carrettiera Carlo Alberto), realizzata in un ventennio a partire dal 1835, che comportò anche lo smontaggio e la ricostruzione delle facciate di alcuni antichi palazzi della zona, di via Vittorio Emanuele II (poi diventata via Filippo Turati) con la demolizione dell'antico porticato medioevale sostituito da uno di maggiori dimensioni in stile ottocentesco, del palazzo dell'Accademia ligustica di Belle Arti (realizzato tra il 1826 e il 1831) e infine piazza Corvetto, realizzata per volere del sindaco e barone Andrea Podestà negli anni '80 del secolo, dove vennero posti il monumento dedicato a Giuseppe Mazzini (ad opera di Pietro Costa, realizzato nel 1882) e la sottostante statua dedicata a Vittorio Emanuele II (opera di Francesco Barzaghi, realizzato nel 1886).
Non sempre queste operazioni, sovente presentate come necessarie per motivi di igiene e utilità pubblica, oltre che di ammodernamento cittadino, furono accolte positivamente dalla popolazione, che protestava contro gli espropri necessari alle opere. Sia la politica cittadina che la stampa di allora, fecero di volta in volta proprie le opinioni dei costruttori e dei cittadini proprietari, animando vivacemente il dibattito politico di quel tempo. Lo stesso Alfredo D'Andrade, architetto e archeologo, prima direttore dell'Ufficio regionale per la conservazione dei monumenti del Piemonte e della Liguria e poi anche rappresentante del Ministero della Pubblica Istruzione nella trattativa relativa alla cessione delle carceri (ex monastero benedettino) presenti sul colle di Sant'Andrea, per la successiva demolizione dello stesso, nelle sue comunicazioni con il governo centrale accusò il Comune di Genova e i privati interessati alla costruzione di essere spinti da motivazioni speculatorie, più che da reali motivi di igiene e pubblica utilità.

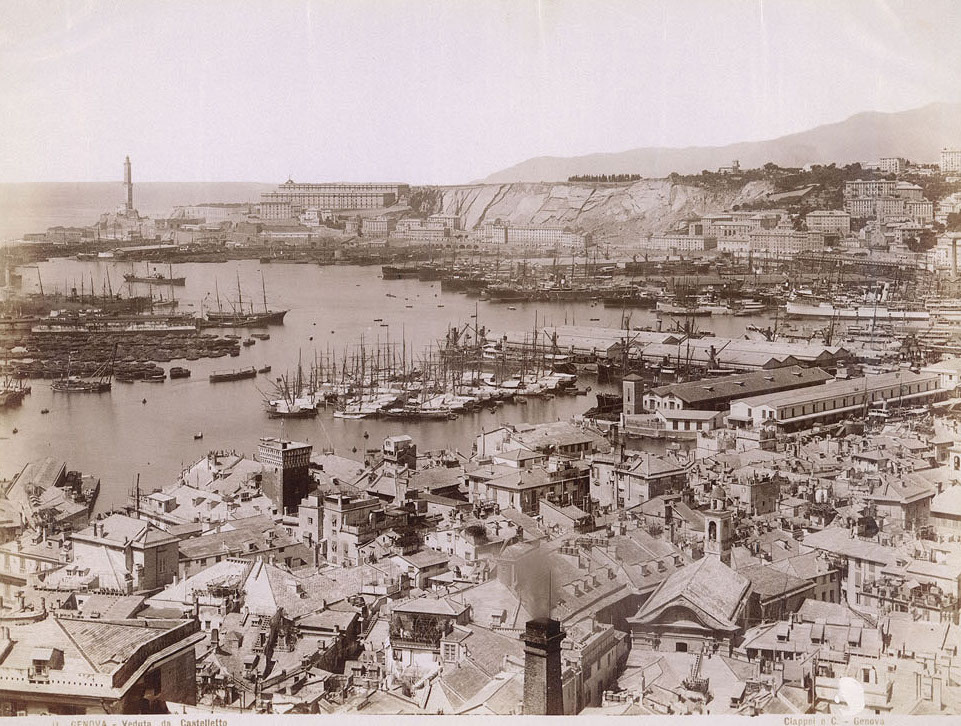
Veduta di Genova e del suo porto nella seconda metà del XIX secolo, in una fotografia di Francesco Ciappei (1857-1887)

Anche le mura delle Fronti basse nel 1889 furono in parte demolite e utilizzate come muro di contenimento per un terrapieno, destinato ad ospitare nel 1892 l'esposizione e le manifestazioni per il quarto centenario della scoperta dell'America. La loro presenza peraltro veniva percepita come un ostacolo all'espansione a levante della città (il confinante comune di San Francesco d'Albaro era stato annesso a Genova, con altri 5, nel 1874). La stessa zona in cui venne fatta sorgere via XX Settembre diverrà nel XX secolo il nuovo fulcro della vita cittadina, destinando le altre zone del vecchio centro storico a decenni di progressivo degrado e abbandono. Infatti nella seconda metà del XIX secolo si iniziò a verificare il graduale abbandono del vecchio centro storico da parte delle famiglie ivi residenti (o residenti lungo le "strade nuove"), che si trasferirono o nei nuovi quartieri (situati nelle zone collinari o nelle suddette aree a levate) o negli allora comuni limitrofi, pur mantenendo le loro attività lavorative in centro; proprio questa emigrazione sarà, insieme ad un'epidemia di colera che aveva colpito la città, una delle cause del calo della popolazione di diritto del comune tra il primo censimento generale del 1861 e quello successivo del 1871. L'abbandono da parte dei nuclei familiari tradizionalmente residenti in zona, soprattutto di quella con appartenenti alle classi medio-alte, proseguirà nei decenni successivi, causando il progressivo deterioramento delle condizioni di molti edifici, lasciati per anni senza regolare manutenzione, e trasformando ampie parti del centro storico in zone residenziali destinate alle fasce più povere della popolazione, come gli anziani o le famiglie di immigrati del sud Italia in cerca di lavoro.
Come ricordato inizialmente, è in questo periodo di grandi opere, pubbliche e private, i cui lavori iniziano a portare alla luce i resti della città più antica e distruggono parte di quella medioevale, che gli storici iniziano, seppur tra molte difficoltà e diversi passi falsi, ad effettuare i primi tentativi di ricostruzioni non leggendarie sull'origine di Genova e sulla locazione dei suoi primi insediamenti.

### Dal XX secolo ad oggi
(Fabrizio De André, Via del Campo)

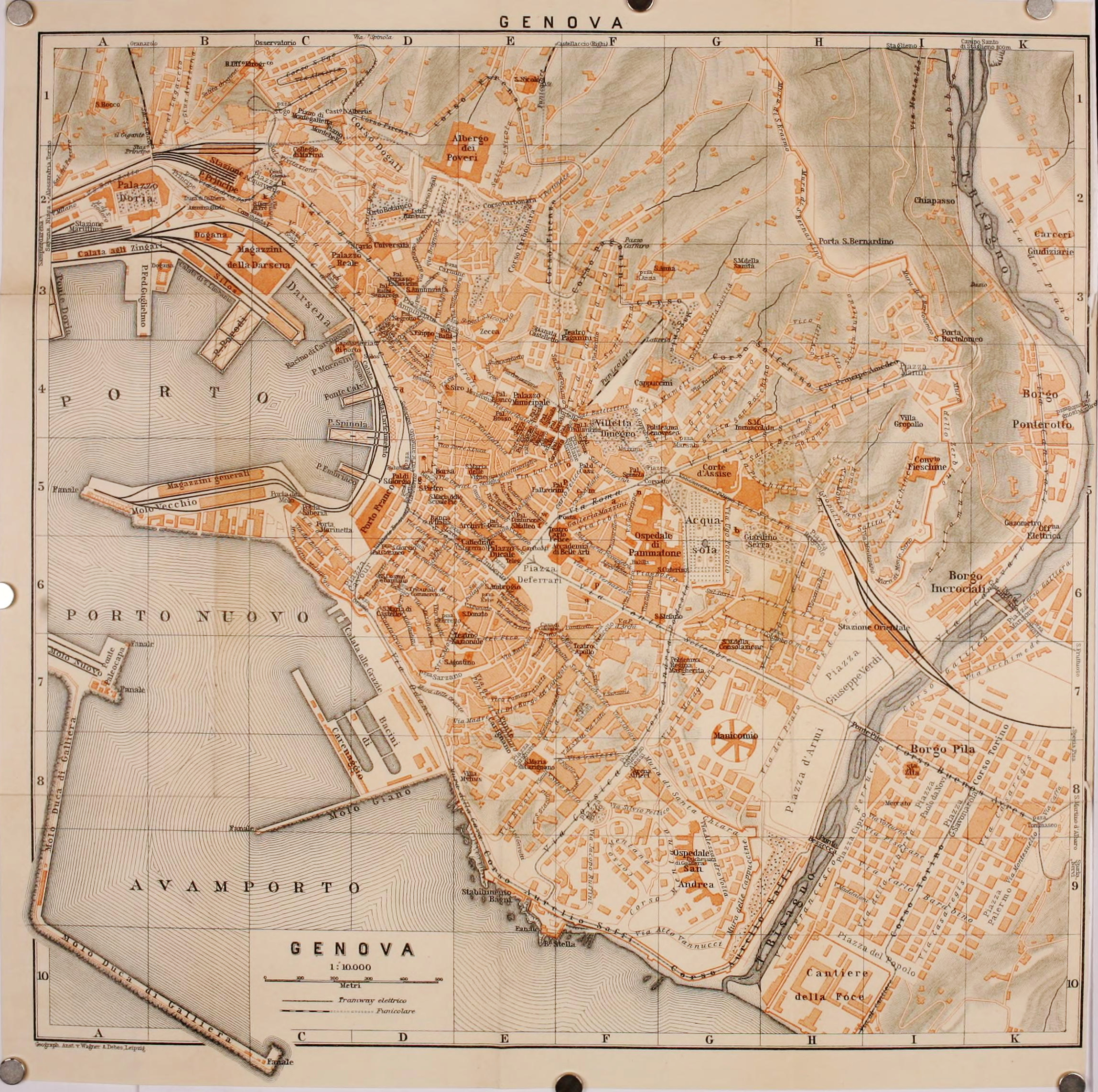
Mappa di Genova nei primi anni del XX secolo, tratta dalla tredicesima edizione della guida per viaggiatori Italy, handbook for travellers, pubblicata nel 1906. Rispetto alla mappa del 1886 si nota la presenza di via XX Settembre al posto di via Giulia, la trasformazione delle mura e di parte del letto del Bisagno nella piazza d'armi (dove verrà poi edificata Piazza della Vittoria) e in piazza Verdi, la demolizione degli edifici posti sul piano di Sant'Andrea e i riempimenti per l'espansione del porto a ridosso del molo vecchio e alla base delle mura delle Grazie. Anche la stazione ferroviaria di Brignole, chiamata Stazione Orientale, è di dimensioni maggiori e più vicina al letto del Bisagno rispetto alla prima stazione realizzata in loco (nel 1868).

Nee 1907 viene istituito dal comune un assessorato alle Belle Arti, primo del suo genere in Italia, inizialmente retto dallo storico e archeologo Gaetano Poggi, già sindaco di Arquata Scrivia tra il 1890 e il 1895 e membro di una precedente commissione che doveva valutare quali edifici e monumenti genovesi doveva essere soggetti a particolare tutela per via del loro valore storico.. Il nuovo assessorato e la Sopraintendenza alle Belle Arti, negli anni seguenti, daranno il via ad una serie di restauri aventi come scopo il riportare a vista le strutture medievali caratteristiche dei muri di alcuni degli edifici del centro storico modificati, coperti e reintonacati durante a partire dal rinascimento, con lo scopo di valorizzare gli aspetti più antichi delle costruzioni della zona.
La costruzione di via XX Settembre e delle zone limitrofe terminerà negli anni dieci del XX secolo, ma questo sarà solo il primo dei numerosi interventi edilizi che interesseranno il centro storico in quel secolo. Nello spiazzo ricavato dalla demolizione e interramento delle fronti basse sul Bisagno in occasione delle Colobiadi del 1892 (Esposizione Italo-Americana), spazio che negli anni seguenti aveva ospitato numerose manifestazioni (tra cui l'Esposizione d'Igiene, Marina e Colonie del 1914), tra gli anni venti e gli anni trenta venne realizzata piazza della Vittoria su progetto di Marcello Piacentini, con il suo Arco della Vittoria (inaugurato nel 1931). Sempre su progetto di Piacentini sarà edificato il Grattacielo dell'Orologio in piazza Dante, inaugurato nel 1940, che con i suoi 108 m distribuiti su 31 piani è stato per molto tempo l'edificio più alto della città (superato dal Matitone di San Benigno nel 1992, per un solo metro, ma con un numero inferiore di piani).
Nel 1926, con il Regio decreto-legge 14 gennaio 1926 n.74 e il successivo Regio decreto-legge 15 aprile 1926 n.662, viene creata la Grande Genova, che unisce all'allora comune di Genova altri 19 comuni precedentemente indipendenti.
Nel 1932 un nuovo piano regolatore, nato dopo un concorso di idee e denominato Piano regolatore di massima delle zone centrali della città, particolarmente ambizioso, prevedeva diverse rivoluzioni della struttura viaria e nello stile edilizio cittadino, con la demolizione di parte del centro storico, ritenuta necessaria per l'apertura di nuove strade e la realizzazione di alcune gallerie. Modificato negli anni seguenti, solo parte dei progetti ivi previsti vedranno effettivamente la luce, ma la sua impostazione continuerà ad influenzare le decisioni urbanistiche inerenti al centro storico fino agli anni settanta.  Nel maggio 1937 l'architetto e ingegnere Piero Barbieri pubblica sulla rivista Genova uno studio dal titolo Piano regolatore e di diradamento della Genova medioevale, in cui analizza la situazione della città vecchia da un punto vista sia demografico (con anche le sue ricadute relative alle questioni della salute pubblica) sia trasportistico (pubblicando anche una sua ricerca sulla distribuzione dei vari flussi pedonali lungo le principali direttrici), sia di valorizzazione degli edifici di interesse artistico e storico, da attuare perlopiù tramite lo sventramento degli edifici adiacenti, per realizzare piazze e larghi che possano renderli più visibili ed evidenti. Secondo Barbieri:
(Piero Barbieri, Piano regolatore e di diradamento della Genova medioevale, pubblicata in Genova, Maggio 1937)
Dopo l'armistizio di Cassibile e con l'istituzione della Repubblica Sociale Italiana cambierà parte della toponomastica della cittadina, centro compreso, con la sparizione dei nomi dedicati ai Savoia: parte di queste modifiche saranno mantenute anche dopo la fine della guerra (per esempio la galleria Vittorio Emanuele III intitolata a Giuseppe Garibaldi), mentre in alcuni casi i nomi verranno ulteriormente cambiati (per esempio via Carlo Felice, divenuta prima via della Repubblica e dopo la guerra via 25 aprile).
Parzialmente danneggiato dai bombardamenti alleati della seconda guerra mondiale e solo in parte ricostruito nell'immediato dopoguerra, il centro storico è stato per diversi decenni una delle zone più degradate di Genova, immortalato come tale da canzoni, libri e film. Nei mesi seguenti alla fine del conflitto l'ingresso stesso alla zona era sconsigliato ai militari alleati presenti in città, con tanto di scritte di avvertimento in inglese poste agli ingressi dei vicoli a Sottoripa (alcune ancora visibili, seppur in parte cancellate), proprio per i pericoli che la malavita e la diffusa prostituzione potevano costituire per chi si avventurava, senza conoscerlo, nel dedalo di vicoletti e macerie. La zona del convento di Sarzano, una delle più pesantemente danneggiate dai bombardamenti, diviene nell'immediato dopoguerra rifugio di senzatetto e immigrati, situazione ben rappresentata nel film premio Oscar Le mura di Malapaga (1949). Nei decenni successivi, alcuni interventi edilizi hanno portato alla demolizione di diverse parti del centro storico, mentre sulle macerie dei palazzi bombardati sono sorti nuovi edifici che si evidenziano, oltre che per lo stile moderno, anche per la maggiore altezza rispetto alle costruzioni circostanti.

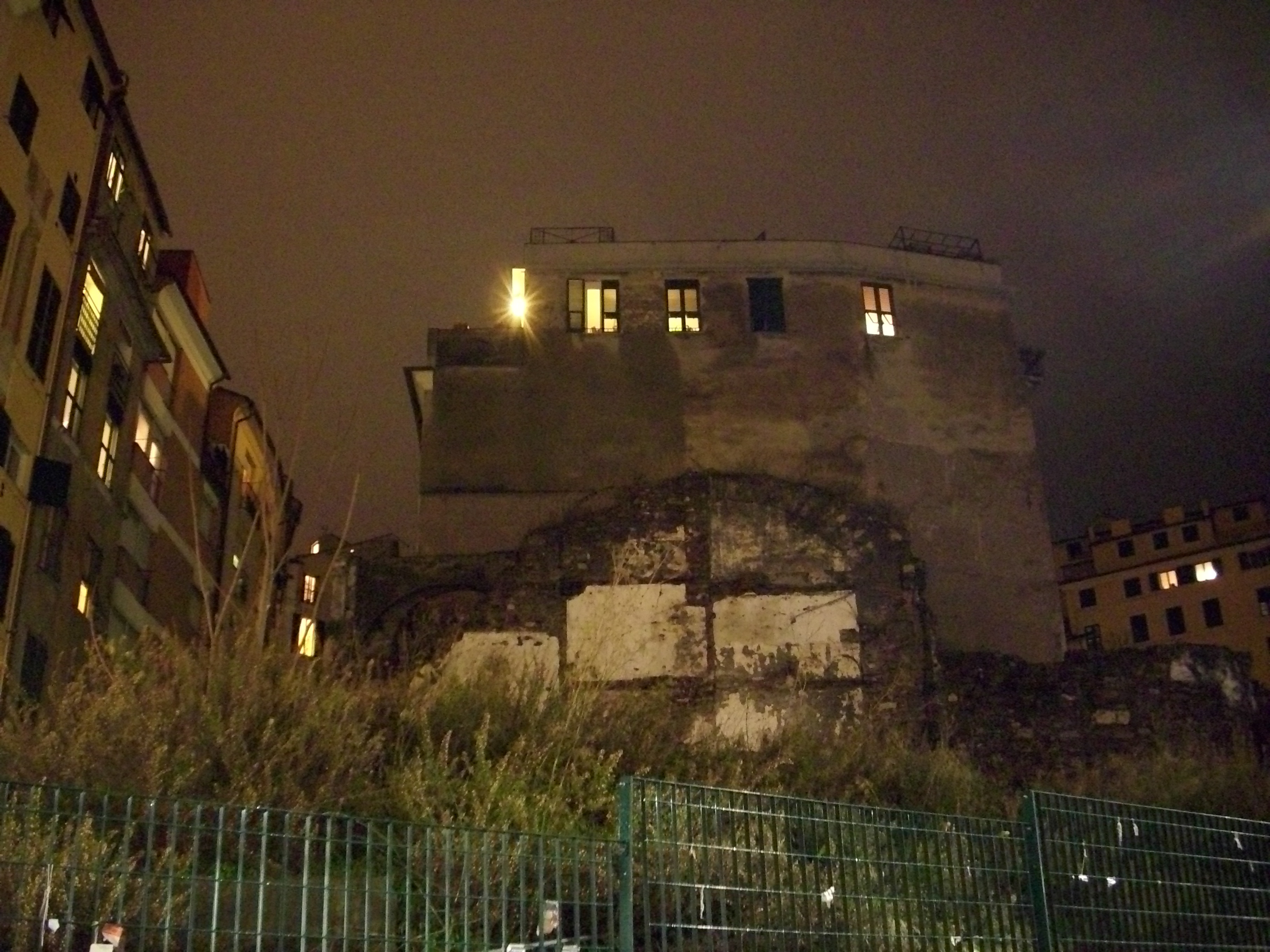
Alcuni ruderi in piazza delle Erbe, nella zona dove sorgeva l'oratorio di Santa Maria del Suffragio, tra i pochi segni dei bombardamenti della 2' guerra mondiale ad essere presenti agli inizi del XXI secolo (foto del dicembre 2008). Nel 2010, è stato costruito in loco un edificio scolastico, dallo stile moderno, su progetto degli architetti Jörg Friedrich e Roberto Melai.

Alla fine degli anni sessanta è stata demolita l'area di via Madre di Dio (dove, in passo Gattamora, vi era la casa di Nicolò Paganini), per permettere la costruzione del complesso dirigenziale Centro dei Liguri. Questa è una delle ultime modifiche urbanistiche (se non l'ultima in assoluto, certamente l'ultima come importanza) previste dal piano regolatore del 1932 ad essere effettivamente realizzata. Il complesso del Centro dei Liguri, realizzato tra il 1972 e il 1980, è alle spalle del grattacielo dell'orologio, adiacente a via Fieschi e si sviluppa sui due lati del settecentesco ponte di Carigniano. L'area, sede della Regione Liguria e di diverse aziende, seppur frequentata durante le ore lavorative diurne, è col tempo degradata, peggioramento facilitato probabilmente anche da una non ottimale integrazione con il contesto urbano limitrofo, tanto che il piccolo parco giochi per bambini presente, ufficialmente giardini Baltimora, è comunemente chiamato giardini di Plastica. Sempre nello stesso decennio la costruzione della sopraelevata ha comportato la demolizione di alcuni degli edifici presenti lungo la strada che costeggiava il porto, nella zona di via Gramsci, piazza Caricamento e piazza Cavour.

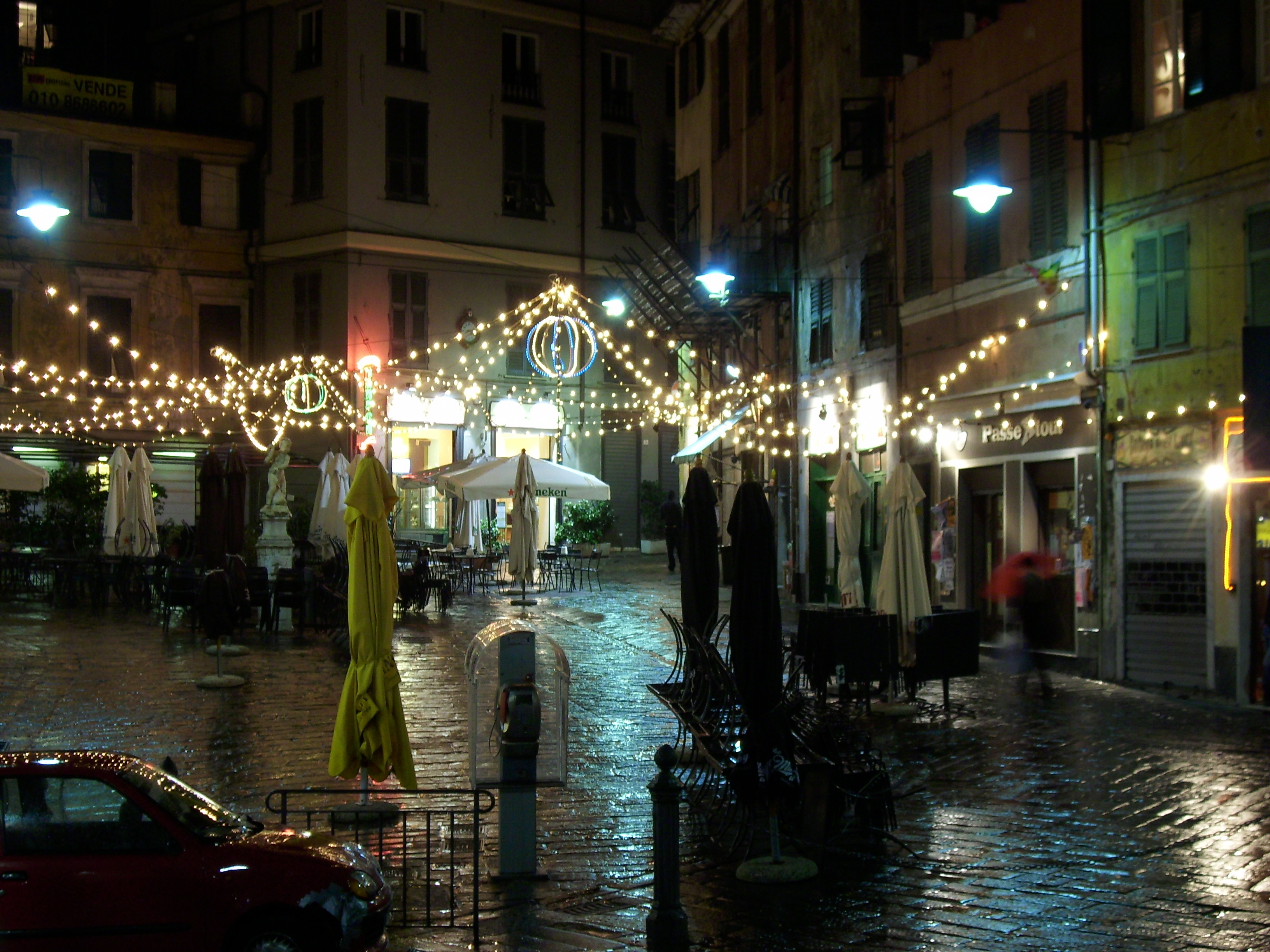
Piazza delle Erbe, oggi cuore pulsante della movida genovese, è situata nel centro storico della città, a pochi passi da piazza De Ferrari. Negli anni Novanta, scavi archeologici condotti nell’area dei vicini Giardini Luzzati e di piazza dei Tessitori hanno portato alla luce resti riconducibili a un anfiteatro romano, risalente ai primi due secoli dopo Cristo. L’edificio venne successivamente abbandonato e l’area destinata prima ad attività agricole e poi soggetta a impaludamento. Oggi la zona archeologica dei Giardini Luzzati è parzialmente visitabile e integrata in un vivace spazio urbano. Dopo la costruzione delle vicine chiesa di San Donato nel XII secolo e chiesa di Santa Tecla nel XIII secolo, parte di questa zona della città venne nuovamente impiegata per scopi abitativi e commerciali, ma solo dal XVI secolo iniziò un'intensa edificazione dell'area. Nella piazza, che deve il suo nome al mercato ortofrutticolo all'aperto ivi presente in passato, si trova una fontana di marmo, con alla sua sommità un Putto, realizzata nel 1697 da Domenico Parodi.

La stessa strada sopraelevata, opera discussa di cui è ipotizzato più volte il possibile abbattimento, percorrendo l'arco portuale del centro cittadino, permette la visione di parte del centro storico da una posizione panoramica. L'architetto Renzo Piano ha suggerito nel 2007, per sfruttare questo percorso panoramico nel caso di abbattimento della stessa, di sostituirla con una monorotaia aerea.
Nel 1976 viene approvato dal comune un nuovo piano regolatore, che, tra le altre cose, ha come obiettivo il tentativo di risanare la zona. Dagli anni ottanta in poi, grazie anche ai finanziamenti legati ad eventi come Italia '90, Expo '92 Genova, il G8 di Genova del 2001 e Genova capitale europea della cultura nel 2004 è iniziata una rinascita, che ha portato parte della città vecchia ad essere uno dei luoghi di maggiore frequentazione della Genova turistica. La stessa metropolitana ha 5 delle sue 7 stazioni situate nella zona del centro storico. Durante i vari lavori effettuati per le succitate manifestazioni, sono state ritrovate tracce dei vecchi moli e di antiche costruzioni, ma queste, pur portando nuove informazioni sul passato della città, sono quasi sempre state ricoperte dopo essere state studiate dagli archeologi della sovraintendenza e quindi non sono più visibili.
Nei diversi itinerari che si dipanano da piazza De Ferrari, cuore del centro, in un nucleo urbanisticamente non convenzionale, risultato di più modifiche e ristrutturazioni susseguitesi nei secoli, è possibile individuare le tre principali linee direttrici che tracciano, con l'ausilio delle rocche e mura edificate in secoli differenti fra il Medioevo, il Rinascimento e l'Ottocento, i contorni di una "città obliqua" architettonicamente ricca di inconfondibili e inaspettati elementi pregevoli.
Tali direttrici sono corrispondenti, per la parte più antica, a via San Lorenzo che scende, incrociando numerose strade, vicoli (i caruggi) e creuze laterali, dal piano di Sant'Andrea e da piazza De Ferrari fino alla Marina e al porto antico. La pedonalizzazione della piazza e quella parziale della via, avvenute nei primi anni del XXI secolo, ne fanno il percorso pedonale ideale per i flussi turistici che si muovono tra il porto e la zona dirigenziale. Per la parte cinque-seicentesca nella via XXV Aprile che, con il transito di Piazza delle Fontane Marose e via Garibaldi (l'antica Strada Nuova), porta a piazza dell'Annunziata e al quartiere universitario di via Balbi (sede del Palazzo Reale). Infine, per la parte strettamente medioevale, nel fitto tessuto di caruggi che da piazza Campetto e dai Macelli di Soziglia conduce alla Chiesa di Santa Maria delle Vigne e al sestiere di Pre-Molo-Maddalena.
Dopo il rilancio dell'area avuto con l'Expò del 92, il fulcro attorno al quale ruotano attualmente molti dei flussi del commercio e del turismo è dato dalla zona del porto antico (area riprogettata da Renzo Piano), dove si trova l'acquario, con la retrostante piazza Caricamento e i portici di Sottoripa (o della Ripa). Da lì, attorno al Banco di San Giorgio presso cui veniva creandosi la città dei mercanti e dei camalli della Compagnia dei caravana, si raggiungono facilmente via Orefici e Piazza Banchi, costeggiando l'antica Loggia della Mercanzia, sede della vecchia Borsa merci, edificio impiegato per numerose manifestazioni e mostre fino al 2021 e oggi sede di un sito archeologico.
Per quello che riguarda la parte di levante del centro storico, dopo anni di semi-abbandono, il trasferimento della facoltà di architettura in stradone Sant'Agostino/via Mascherona (che collega Sarzano/Castello con i caruggi siti tra piazza delle Erbe e via San Lorenzo) con il recupero dell'area del convento di San Silvestro (distrutto dai bombardamenti) e l'apertura di numerosi ristoranti e locali dagli anni novanta in poi, hanno portato ad una rinascita della zona e ad un'attiva e frequentata vita serale e notturna, la cosiddetta "movida" genovese, che è però sovente fonte di attrito con parte dei residenti, che a più riprese hanno richiesto e ottenuto dalla pubblica amministrazione provvedimenti restrittivi sugli orari di apertura dei locali. Dal 2006 la zona è raggiunta dai mezzi pubblici, grazie alla stazione di Sarzano/Sant'Agostino della metropolitana.
A conferma del recupero del centro storico negli ultimi decenni, o per lo meno di una sua consistente parte, il 13 luglio 2006 l'UNESCO ha dichiarato parte del centro storico patrimonio mondiale dell'umanità.

## Monumenti e luoghi d'interesse
I vicoli che si sviluppano particolarmente nella parte adiacente al porto antico, costituiscono una sorta di intricata casbah connotata architettonicamente in maniera non sempre unitaria e facilmente identificabile, con chiese di stile romanico, palazzi di gusto classico e neoclassico e costruzioni appartenenti alla cultura mediorientale, frutto di quel passato che portò i Genovesi ad operare nei principali porti del Mar Mediterraneo e sui campi delle Crociate.

### Patrimonio dell'umanità
Una sua vasta parte, racchiusa nel tratto delle cosiddette Strade Nuove (via Garibaldi, via Cairoli e via Balbi), dove sorgono i palazzi dei Rolli, è stata dichiarata dall'UNESCO il 13 luglio 2006 patrimonio mondiale dell'umanità.
Con il termine Rolli (derivato dalla parola rotoli), o più precisamente Rolli degli alloggiamenti pubblici di Genova, a partire dal 1576 venivano indicate le liste dei palazzi dimore eccellenti delle nobili famiglie che ambivano ad ospitare, sulla base di un sorteggio pubblico, le alte personalità in transito per visite di stato. Quarantadue di questi edifici sono stati inclusi nel Patrimonio dell'Umanità.
I Rolli erano suddivisi in bussoli (bussolotti), in cui gli edifici (circa centocinquanta dimore, non tutte ancora esistenti) erano classificati in tre tipi di categorie in base al loro prestigio: il primo venne redatto nel 1576 e i successivi negli anni 1588, 1599, 1614 e 1664.
Il 20 gennaio 2007 è stata posta dall'UNESCO all'inizio di via Garibaldi una targa con la motivazione che inserisce la serie dei Palazzi dei Rolli fra i patrimoni mondiali dell'umanità:

### Architetture religiose

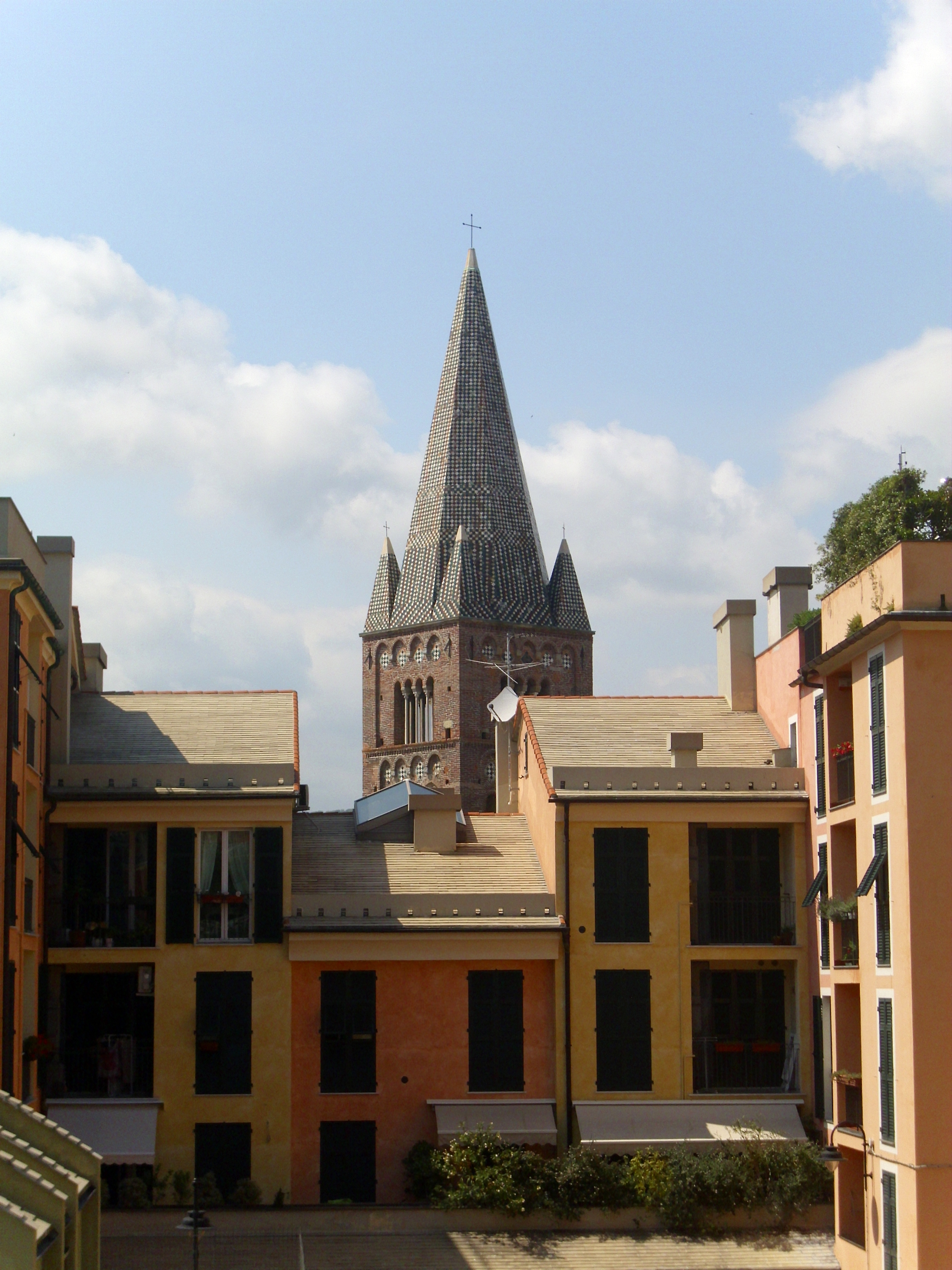
Il campanile della Chiesa di Sant'Agostino, fotografato da passo delle Murette. La cuspide e le quattro guglie della torre campanaria, simili come forma, e coeve come periodo di costruzione, a quelle della commenda di San Giovanni di Pré, sono le uniche a Genova ad essere rivestite con piestrelle policrome, nello stile moresco dell'alicados.

Nel centro storico genovese sono concentrate le maggiori e tra le più conosciute chiese ed edifici di culto della città. Delle primissime chiese che denotavano la presenza di gruppi cristiani in città non è rimasto praticamente nulla, essendo state di volta in volta distrutte, inglobate in chiese più recenti o pesantemente rinnovate nel corso dei secoli al punto da rendere irriconoscibile lo schema originale. Le chiese più antiche oggi visibili risalgono all'incirca all'inizio del periodo basso medioevale.
Simbolo del potere religioso genovese, ma anche delle più nobili famiglie che nella maggior parte dei casi contribuirono alla nascita di molti luoghi di culto nella forma di cappelle gentilizie, le chiese del centro storico fanno parte della storia di Genova e, da un punto di vista architettonico e turistico, sono punto di ritrovo e richiamo per l'attività turistica-religiosa del capoluogo ligure.
Come scritto precedentemente, con l'istituzione della filo napoleonica Repubblica Ligure a seguito del trattato di Campoformio del 1797, molti edifici religiosi vennero espropriati. Dopo l'annessione della Repubblica al Regno di Sardegna, decisa durante il congresso di Vienna, parte di questi edifici rimasero statali mentre altri vennero riassegnati alla chiesa cattolica, ma non sempre agli stessi ordini di religiosi che vi risiedevano precedentemente. Le grandi opere edilizie, avvenute nel centro della città a partire dai primi anni del XIX secolo, portarono poi alla demolizioni di diverse chiese e monasteri o ex tali, di cui non esistono più tracce visibili.
Per quello che riguarda i luoghi di culto islamici esistenti in passato, nella zona della darsena, questi vennero abbandonati e adibiti ad altri scopi alla fine del XVIII secolo, quando, sull'onda degli ideali della Rivoluzione francese, la neonata Repubblica Ligure abolì la schiavitù, liberando i prigionieri musulmani presenti. Ne rimangono solo pochi resti, incorporati nell'edificio che ospita la facoltà di Economia.
La comunità ebraica ebbe diversi luoghi di culto, sia nella città più antica (come mostrano le già citate lettere di Teodorico di inizio VI secolo), sia dopo l'arrivo dei sefarditi dalla Spagna nel quartiere del "ghetto", sia successivamente in quello del Molo, non più esistenti. Nel 1935 venne edificata l'attuale sinagoga, sita in una traversa di via Assarotti (ripida salita che collega il quartiere di Portoria con quello di Castelletto, nella zona esterna al centro storico vero e proprio), che andò a sostituire quella del Molo.
Da ovest verso est, all'interno dell'area del centro storico si possono individuare:
| Edificio                                            | Coordinate                 | Note storiche |
| --------------------------------------------------- | -------------------------- | --- |
| Chiesa e Commenda di San Giovanni di Prè            | 44°24′56″N 8°55′20″E       | Sita in via Prè, è l'elemento in stile romanico genovese tra i più conosciuti e conservati del centro storico. Fondato nel 1180 dai Cavalieri gerosolimitani, il corpo dell'edificio è composto da due chiese sovrapposte e dalla Commenda. |
| Abbazia di Sant'Antonio                             | 44°24′49.25″N 8°55′34.27″E | Demolita nel 1881, era sita in vico inferiore di Sant'Antonio, del precedente edificio rimane visibile un portale datato al 1365. |
| Chiesa di San Sisto                                 | 44°24′50.67″N 8°55′34.75″E | Situata sul lato a mare del tratto sud-occidentale del quartiere di Prè, è la riedificazione neoclassica ottocentesca (1827) di un preesistente impianto romanico risalente all'XI secolo. |
| Chiesa di San Marco al Molo                         | 44°24′26.62″N 8°55′35.44″E | Situata nel quartiere del Molo, la chiesa venne eretta nella seconda metà del XII secolo. Tra la fine del XVI secolo e i primi decenni del XVIII subì diversi interventi di ampliamento e modifica che le diedero uno stile barocco. Sul fianco sinistro della chiesa è murata una lapide con bassorilievo, raffigurante il leone di San Marco, che fu strappata alla città di Pola nel 1380, quando i Genovesi la saccheggiarono. |
| Chiesa di Santa Fede                                | 44°24′47.66″N 8°55′37.97″E | Sita in piazza Metelino, l'edificio esistente è una ricostruzione del XVII secolo di un già presente tempio romanico dell'XI secolo. L'ex chiesa romanica è, dal 2007, sede del Municipio I Centro Est. Dal nome della chiesa la vicina porta dei Vacca venne anche chiamata porta di Santa Fede. |
| Santuario di Nostra Signora delle Grazie al Molo    | 44°24′20.79″N 8°55′40.88″E | Sita in piazza delle Grazie, è la riedificazione di una chiesa precedente effettuata nel XVII secolo. Sono presenti l'originario campanile in stile romanico e una cripta risalente all'XI secolo. |
| Chiesa di San Marcellino                            | 44°24′43.33″N 8°55′41.6″E  | Già nota nel 1023 e chiesa gentilizia della famiglia Cybo, è una ricostruzione del XVIII secolo. Qui fu battezzato Giovanni Battista Cybo, salito al soglio pontificio nel 1484 come papa Innocenzo VIII. |
| Basilica della Santissima Annunziata del Vastato    | 44°24′51″N 8°55′42″E       | Edificata a più riprese, tra gli inizi del XVI e la metà del XVII secolo, in una zona precedentemente occupata da una comunità di Frati Umiliati, che nel XIII secolo vi avevano edificato una chiesa dedicata a Santa Marta del Prato. |
| Oratorio di San Giacomo della Marina                | 44°24′19″N 8°55′43″E       | Eretto nel XVI secolo sulle mura della città di Genova, in una zona che fino alla fine del XIX secolo era toccata dal mare. È stato restaurato nella seconda metà del XX secolo. |
| Chiesa dei Santi Cosma e Damiano                    | 44°24′24.01″N 8°55′43.49″E | Detta anche di San Cosimo, la sua fondazione è datata al 1049. |
| Chiesa di Nostra Signora del Carmine e Sant'Agnese  | 44°24′54.58″N 8°55′44.25″E | Situata nell'omonimo quartiere del Carmine, venne eretta nel XIII secolo ad opera dei monaci Carmelitani, giunti al seguito di Luigi IX di Francia, e ampliata a più riprese nei secoli successivi. È stata oggetto di lavori di restauro negli anni trenta del XX secolo e nei primi anni del XXI secolo. |
| Chiesa di Santa Maria di Castello                   | 44°24′20.76″N 8°55′44.39″E | Edificata nel primo quarto del XII secolo. |
| Chiesa di San Giorgio                               | 44°24′26.57″N 8°55′44.44″E | Citata nel 904, è una ricostruzione del XVII secolo. L'ingresso della chiesa è posto in piazza San Giorgio, adiacente a quello della chiesa di San Torpete. |
| Chiesa di San Pancrazio                             | 44°24′40.96″N 8°55′45.22″E | Chiesa gentilizia dei Pallavicini fu riedificata, nella piazza omonima, dopo il bombardamento navale francese del 1684. |
| Chiesa di San Torpete                               | 44°24′25.78″N 8°55′45.64″E | Chiesa gentilizia dei Cattaneo fu ricostruita dopo il 1730. L'ingresso della chiesa è posto in piazza San Giorgio, adiacente a quello della chiesa di San Giorgio. |
| Chiesa di San Pietro in Banchi                      | 44°24′32.79″N 8°55′47.38″E | Realizzata tra il 1572 e il 1585 nell'omonima piazza sui resti della chiesa di San Pietro della Porta, antica chiesa di proprietà dell'abbazia di San Colombano di Bobbio, eretta nel IX secolo e distrutta da un incendio nel 1398. |
| Chiesa di Santa Maria delle Grazie la Nuova         | 44°24′19″N 8°55′48″E       | Con annesso convento delle canonichesse Lateranensi è del XVI secolo. È sede del Centro Studi Paganiniani. |
| Chiesa di San Luca                                  | 44°24′37.78″N 8°55′48.59″E | Esistente fin dalla fine del XII secolo, fu parrocchia gentilizia delle famiglie Spinola e Grimaldi. Venne riedificata tra il 1626 e il 1650. |
| Basilica di San Siro                                | 44°24′42″N 8°55′49″E       | Ricostruita nella forma attuale nel 1585, fino al IX secolo, pur essendo posta nel burgus al di fuori delle mura, era stata la cattedrale di Genova, per poi essere sostituita nel compito dalla più centrale e protetta San Lorenzo. |
| Chiesa del SS. Nome di Maria e degli Angeli custodi | 44°24′30″N 8°55′50″E       | Edificata dai Padri Scolopi a cavallo della metà del XVIII secolo, sulla superficie occupata da un edificio preesistente. |
| Oratorio dei Santi Pietro e Paolo                   | 44°24′22.5″N 8°55′51″E     | Edificato nel 1772, agli inizi del XX secolo venne requisito e usato a partire dal 1918 come deposito di carta dal quotidiano il Secolo XIX; è sede di alcune associazioni. |
| Cattedrale di San Lorenzo                           | 44°24′26.92″N 8°55′53.83″E | Ubicata nella piazza della via omonima la sua costruzione ebbe inizio nel XII secolo per una fase conclusiva nel XIV secolo. All'interno è conservato il Museo del tesoro della cattedrale di San Lorenzo. |
| Oratorio di Sant'Antonio Abate                      | 44°24′13.79″N 8°55′54.25″E | Affacciato sul mare e sede di una storica "casaccia", fu riaperto al culto religioso nel 1816 e restaurato nel 1828. |
| Chiesa di San Donato                                | 44°24′21″N 8°55′55″E       | Edificata nei primi anni del XII secolo. |
| Chiesa di San Salvatore                             | 44°24′14.72″N 8°55′55.03″E | Sita in piazza Sarzano, l'ex chiesa fu fondata nel 1141 ma completamente ricostruita nel 1653. Restaurata, soprattutto dopo i notevoli danni subiti nel bombardamento del secondo conflitto bellico, ospita l'aula magna della facoltà di architettura dell'Università di Genova. |
| Chiesa di Sant'Agostino                             | 44°24′17.89″N 8°55′55.72″E | Fondata dagli Agostiniani nel 1260 in stile gotico, dal 1995 è stata convertita in auditorium con una capienza di 750 posti. |
| Chiesa di San Matteo                                | 44°24′29.6″N 8°55′58.9″E   | Fondata nel 1125 come cappella gentilizia della famiglia Doria, l'attuale stile gotico è risalente alla rivisitazione del 1278. |
| Chiesa del Gesù e dei Santi Ambrogio e Andrea       | 44°24′24.4″N 8°56′00″E     | Sita in piazza Matteotti, nei pressi di palazzo Ducale, l'odierna chiesa è una ricostruzione del 1589. La facciata venne completata rifatta nella seconda metà del XIX secolo. |
| Chiesa di Santa Maria Maddalena                     | 44°24′37.76″N 8°56′00.75″E | Ricostruzione cinque-seicentesca di un preesistente edificio medievale. |
| Basilica di Santa Maria Assunta                     | 44°24′07.33″N 8°56′06.35″E | Nata come chiesa gentilizia della famiglia Sauli è una delle più note opere genovesi di Galeazzo Alessi. La sua costruzione ebbe inizio nel 1552 e si protrasse fino all'inizio del secolo seguente, ma la chiesa fu modificata più volte nei secoli successivi. |
| Chiesa di Santa Croce e San Camillo de Lellis       | 44°24′29″N 8°56′15″E       | Sorta nel XVII secolo a fianco del non più esistente ospedale di Pammatone per ospitare la congregazione dei Padri Camilliani che vi operavano, è sopravvissuta ai bombardamenti alleati che hanno distrutti l'ospedale e quasi tutti gli altri edifici circostanti |
| Chiesa della Santissima Annunziata di Portoria      | 44°24′27.89″N 8°56′21.08″E | Situata nei pressi della spianata dell'Acquasola e anche questa strettamente legata con l'attività dell'ospedale di Pammatone, fu costruita con l'annesso convento, a partire dal 1488 dai minori francescani, ma successivamente vi si alternarono cappuccini. gesuiti, camilliani, i "preti riformati di Tortona" e gli agostiniani. I bombardamenti della seconda guerra mondiale distrussero il convento, ma risparmiarono fortunosamente la chiesa. Pur conservando l'intitolazione alla SS. Annunziata, la chiesa dal 1927 è stata ufficialmente dichiarata "Santuario di Santa Caterina" e al suo interno è conservato il corpo della santa. |

### Le edicole votive e i portali
(Charles Dickens parlando di Genova, "Pictures from Italy", 1846)

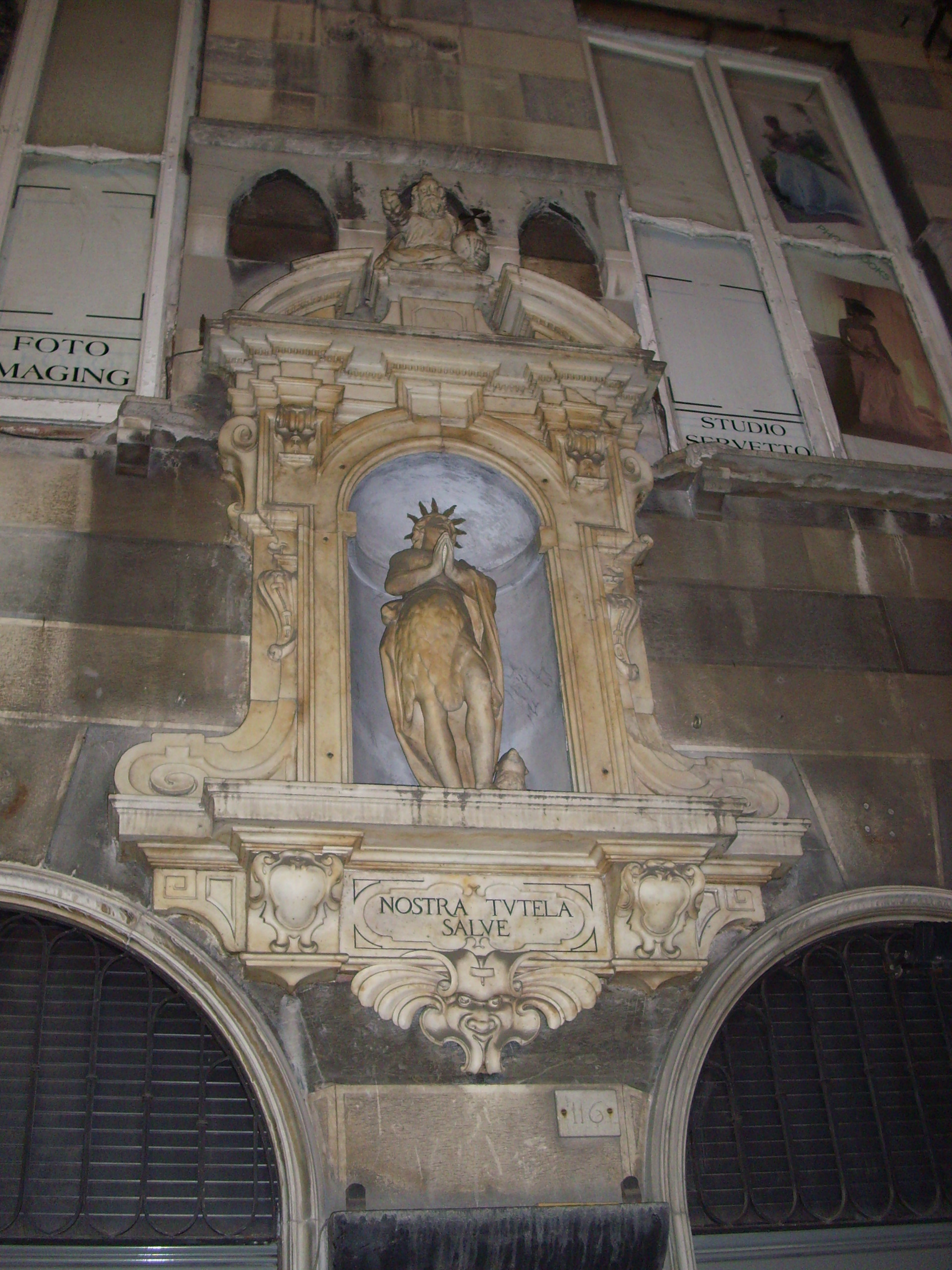
San Giovanni Battista in piazza Soziglia, edicola risalente al XVII/XVIII secolo e restaurata nel 1991.

Una delle caratteristiche tipiche del centro storico genovese è l'elevato numero di edicole votive presenti, non tutte in buono stato di conservazione o facilmente visibili, anche se negli ultimi decenni è in corso un impegnativo progetto di restauro e catalogazione. La tradizione ha origine nel basso medioevo e continuò per diversi secoli, fino agli inizi del XX secolo, avendo il suo massimo nei secoli XVI e XVII.
Si ritiene che nel centro storico siano state costruite nel tempo centinaia di edicole (non tutte esistenti ai giorni nostri), molte delle quali dedicate alla Madonna (particolarmente venerata a Genova, tanto da essere dichiarata nel 1637 "Regina di Genova"), sia da parte di nobili, mercanti e artigiani, confraternite sia da parte di semplici cittadini. Le raffigurazioni presenti venivano poi spesso ornate con ex voto e candele.
Altra caratteristica sono i portali dei palazzi, finemente decorati con sculture, statue (in marmo, ardesia e pietra) e affreschi. L'origine della diffusione di questo tipo di portali è da ricercarsi nel XV secolo, quando le famiglie nobili proprietarie dei palazzi della zona, per far fronte alla carenza di spazi per nuove aree abitative o da adibire a botteghe, decidono di riutilizzare i cortili e i porticati degli stessi, cambiando la distribuzione degli spazi e ottenendone nuovi vani e logge sovrapposte.
I palazzi così ridefiniti necessitavano di nuovi ingressi, più sontuosi dei precedenti, il cui progetto e costruzione vennero affidati a scultori e maestri muratori, spesso provenienti da fuori città (molti di questi venivano a Genova perché interessati ai marmi e alle altre materie prime che venivano sbarcate nel porto), principalmente lombardi (della Val d'Intelvi) o toscani. I temi raffigurati, oltre quelli religiosi, sovente riprendevano la mitologia greca o erano omaggi alla famiglia proprietaria del palazzo.
Nel degrado decennale che ha accompagnato la zona del centro storico, molte delle statue contenute nelle edicole e molte delle decorazioni dei portali sono andate deteriorandosi gravemente o sono state oggetto di furti e atti di vandalismo.

## La crescita di Genova e l'andamento della popolazione nella città antica
La popolazione di Genova all'inizio del XVI secolo viene valutata tra i 50.000 e i 100.000 abitanti, a seconda delle diverse stime (minori quelle più recenti), compresa quasi interamente nei sestieri del Molo, Maddalena, Prè e Portoria.
Un testo del 1834, Viaggio nella Liguria marittima, scritto da Davide Bertolotti, riporta una tabella in cui riassume dati risalenti all'incirca al 1530, raccolti da "il Giustiniano" (Agostino Giustiniani, vescovo di Nebbio, autore dei Castigatissimi Annali di Genova), e in base a questi cerca di ottenere una stima della popolazione dei primi decenni del XVI secolo. Secondo i dati del Giustiniani riportati e sommati dal Bertolotti, a Genova vi erano 6298 case nella cerchia compresa all'interno delle mura cinquecentesche, a cui si devono aggiungere più di 300 case nella zona che verrà inglobata nelle seicentesche Mura Nuove. Le case più umili, ritenute la maggioranza, avrebbero avuto 4, 5 o 6 fuochi (ovvero nuclei familiari, normalmente di 5 o 6 persone): questo porta lo scrittore ottocentesco a valutare (considerando una stima per difetto di quattro fuochi per casa e 5 individui per fuoco) la popolazione di Genova (cerchia muraria più dintorni) pari a circa 132.000 abitanti, cifra superiore ai valori generalmente considerati corretti per quel periodo dagli storici attuali..
Stime e studi basati su vari documenti (annali, documenti del Vescovato e della Repubblica di Genova, ecc.) riportate dalle pubblicazioni dell'unità organizzativa statistica del Comune, fanno ipotizzare una popolazione di quasi 50.000 abitanti nella seconda metà del XVI secolo, che cresceranno fino a della pestilenza del 1656, toccando i circa 90.000 residenti, per poi crollare a causa di questa a circa 40.000 abitanti. L'espansione della città nel frattempo ingloberà in questa anche i sestieri di San Vincenzo (a levante) e di San Teodoro (a ponente).
Dalla metà del XVI secolo in poi, dopo la pestilenza, la popolazione aumenterà nuovamente, giungendo a circa 100.000 abitanti negli anni '30 del XIX secolo, per superare i 130.000 un quarantennio dopo. Il già citato Dizionario geografico storico statistico commerciale degli Stati di S.M. il Re di Sardegna di Goffredo Casalis, riportando dati relativi al 1938, valutava la popolazione della città, militari (sia i soldati della guarnigione che il personale della marina) e portuali inclusi, in 115.257 abitanti. L'autore specifica anche che vi erano 181 ebrei che "non potendo possedere alcun bene immobile, si occupano con buon successo del commercio marittimo", e avevano una sinagoga nella zona delle mura di Malapaga (sestiere del Molo); oltre a questi, riporta l'autore, vi erano anche diversi protestanti, 296 svizzeri e 65 anglicani, e questi gruppi "si applicano per la più parte al commercio, e figurano tra i banchieri, e i più ricchi negozianti" e avevano una chiesa nella zona della crosa del Diavolo (attuale largo San Giuseppe, nelle vicinanze di galleria Mazzini e piazza Corvetto). Il Casalis specifica anche che a Genova era solitamente presente un numero medio di forestieri stimabile in circa 2.800, a cui andavano ad aggiungersi gli abitanti delle zone vicine che si recavano in città nelle ore diurne per affari o per lavoro.
È da notare, per quello che riguarda il periodo a cavallo tra il XVIII e il XIX secolo, che nel 1797, per opera di Napoleone Bonaparte, termina la sua esistenza la Repubblica di Genova e con questa l'indipendenza di fatto della città. La successiva Repubblica Ligure, strettamente dipendente dai francesi, al fianco dei quali combatterà diverse guerre che la porteranno ad essere assediata da austriaci e inglesi nel 1800, assedio che causerà quasi 10.000 morti a causa di malnutrizione e malattie. La stessa Repubblica Ligure verrà annessa nel 1805 all'Impero francese e, con la caduta di questo nel 1814, dopo alcuni mesi di vita come Repubblica Genovese, verrà quindi annessa al Regno di Sardegna dei Savoia.
Il censimento della popolazione del 1861 riporta l'esistenza di 5409 case, di cui 185 vuote, un numero di famiglie pari a 28931, con una popolazione compresa nel tracciato delle mura di 139.993 persone (popolazione di fatto, ovvero presente alla data del censimento il 31 dicembre 1861, pari a 127.986 abitanti, a cui vanno ad aggiungersi 12.007 assenti), di cui però solo 127.735 effettivamente residenti (popolazione di diritto) a Genova. Nel censimento di un decennio dopo, nel 1871, la popolazione di fatto sale a 130.269, mentre quella di diritto scende a 125.606. L'ufficio che analizza i dati del censimento del 1871 motiva questo calo con le variazioni nella popolazione non stabile, con l'avvenuta epidemia di colera che aveva colpito la città tra il 1866 e il 1867 e per via del fatto che molti cittadini si erano trasferiti nei più vivibili ed economici comuni limitrofi.
Nel 1874 Genova uscirà dai 6 sestieri iniziali e annetterà, nella sua espansione a levante e lungo la val Bisagno, proprio questi comuni: Marassi, San Francesco e San Martino d'Albaro, San Fruttuoso e Staglieno, oltre a quello della Foce (nome riferito alla presenza dell'estuario del torrente Bisagno).
Dopo l'unificazione del Regno d'Italia, la popolazione nelle zone storiche del centro di Genova ha avuto il seguente andamento, rilevato nei vari censimenti che si sono susseguiti negli anni:
| Sestiere              | 1861   | 1871   | 1881   | 1901   | 1911   | 1921   | 1931   | 1936   | 1951   | 1961   | 1971   | 1981   | 1991   | 2001   |
| --------------------- | ------ | ------ | ------ | ------ | ------ | ------ | ------ | ------ | ------ | ------ | ------ | ------ | ------ | ------ |
| Maddalena             | 11891  | 12341  | 11484  | 12511  | 11402  | 11805  | 10666  | 11431  | 11629  | 10130  | 7437   | 6485   | 5598   | 4924   |
| Molo                  | 22717  | 22837  | 21929  | 24430  | 24474  | 25112  | 23635  | 24668  | 22947  | 19164  | 13763  | 11437  | 9043   | 7667   |
| Portoria              | 35877  | 38774  | 39912  | 40260  | 39251  | 38373  | 34667  | 35007  | 25967  | 20021  | 14236  | 11311  | 9398   | 9012   |
| Prè                   | 20895  | 18497  | 17303  | 17261  | 17770  | 18251  | 17290  | 18676  | 17233  | 13871  | 9905   | 9013   | 7352   | 6862   |
| San Teodoro           | 10427  | 11368  | 14539  | 21779  | 26316  | 33892  | 37439  | 37889  | 39533  | 53595  | 62630  | 59841  | 51955  | 45294  |
| San Vincenzo          | 21963  | 27019  | 30146  | 39654  | 46634  | 51830  | 53439  | 57988  | 60134  | 56915  | 52343  | 46412  | 39947  | 36387  |
| Zona interna al porto | 4216   | -      | 549    | 44     | 709    | 419    | 1518   | -      | 1361   | 760    | 310    | 301    | 147    | 215    |
| Totale                | 127986 | 130836 | 135862 | 155939 | 166556 | 179682 | 178654 | 185659 | 178804 | 174456 | 160624 | 144800 | 123440 | 110361 |
| Prè-Molo-Maddalena    | 55503  | 53675  | 50716  | 54202  | 53646  | 55168  | 51591  | 54775  | 51809  | 43165  | 31105  | 26935  | 21993  | 19453  |

Come evidenziato anche nell'Atlante demografico pubblicato dal comune la zona antica del centro storico, corrispondente ai sestieri Prè-Molo-Maddalena, presenta un'evoluzione demografica singolare rispetto al resto di Genova: seppur con alcune oscillazioni tra un censimento e l'altro, la popolazione risulta leggermente diminuita tra il primo del 1861 e quello di quasi un secolo dopo del 1951, per avere poi un proprio e vero crollo tra il censimento del 1961 e quello del 1971 (-12.060 residenti), nel periodo un cui invece la città nel suo insieme raggiunge il suo massimo di popolazione (816.872 residenti al censimento del 1971), per poi continuare a diminuire (questa volta coerentemente al resto della città) anche nei censimenti dei decenni successivi. Al censimento del 2001 la popolazione presente nella zona Prè-Molo-Maddalena, con i suoi 19.453 abitanti, corrisponde a circa il 3,19% della popolazione totale cittadina (610.307 residenti), mentre considerando tutti i sestieri si arriva a circa il 18,08%. È da notare tuttavia che da alcuni decenni in zona vi è una consistente presenza di immigrati irregolari che, di fatto, rendono la popolazione effettiva più elevata rispetto a quanto registrato dalle statistiche.
Per quello che riguarda la provenienza (luogo di nascita) dei residenti ufficiali, il sesso e l'età media, i dati forniti dal comune di Genova, relativi al 31 dicembre 2007, sono i seguenti:
| Unità urbanistica | Comune di Genova | Comune di Genova | Altri comuni della provincia | Altri comuni della provincia | Altri comuni della regione | Altri comuni della regione | Nord Italia | Nord Italia | Centro Italia | Centro Italia | Sud Italia ed Isole | Sud Italia ed Isole | Estero    | Estero | Totale |
| Unità urbanistica | Residenti        | %                | Residenti                    | %                            | Residenti                  | %                          | Residenti   | %           | Residenti     | %             | Residenti           | %                   | Residenti | %      |        |
| ----------------- | ---------------- | ---------------- | ---------------------------- | ---------------------------- | -------------------------- | -------------------------- | ----------- | ----------- | ------------- | ------------- | ------------------- | ------------------- | --------- | ------ | ------ |
| Prè               | 3384             | 43,2             | 150                          | 1,9                          | 191                        | 2,4                        | 546         | 7,0         | 194           | 2,5           | 885                 | 11,3                | 2477      | 31,6   | 7827   |
| Maddalena         | 3039             | 52,5             | 133                          | 2,3                          | 184                        | 3,2                        | 502         | 8,7         | 155           | 2,7           | 824                 | 14,2                | 951       | 16,4   | 5788   |
| Molo              | 5218             | 55,4             | 218                          | 2,3                          | 286                        | 3,0                        | 703         | 7,5         | 233           | 2,5           | 1281                | 13,6                | 1475      | 15,7   | 9414   |
| San Vincenzo      | 3456             | 64,0             | 170                          | 3,1                          | 145                        | 2,7                        | 630         | 11,7        | 176           | 3,3           | 440                 | 8,1                 | 382       | 7,1    | 5399   |
| Carignano         | 5312             | 64,1             | 250                          | 3,0                          | 236                        | 2,8                        | 786         | 9,5         | 310           | 3,7           | 690                 | 8,3                 | 709       | 8,5    | 8293   |
| San Teodoro       | 6946             | 65,0             | 255                          | 2,4                          | 201                        | 1,9                        | 854         | 8,0         | 343           | 3,2           | 1546                | 14,5                | 538       | 5,0    | 10683  |

| Unità urbanistica | Età media | Maschi | Femmine |
| ----------------- | --------- | ------ | ------- |
| Prè               | 42,0      | 4380   | 3447    |
| Maddalena         | 42,6      | 2922   | 2866    |
| Molo              | 43,9      | 4785   | 4629    |
| San Vincenzo      | 49,2      | 2460   | 2939    |
| Carignano         | 46,4      | 3954   | 4339    |
| San Teodoro       | 47,8      | 5034   | 5649    |

## Galleria d'immagini

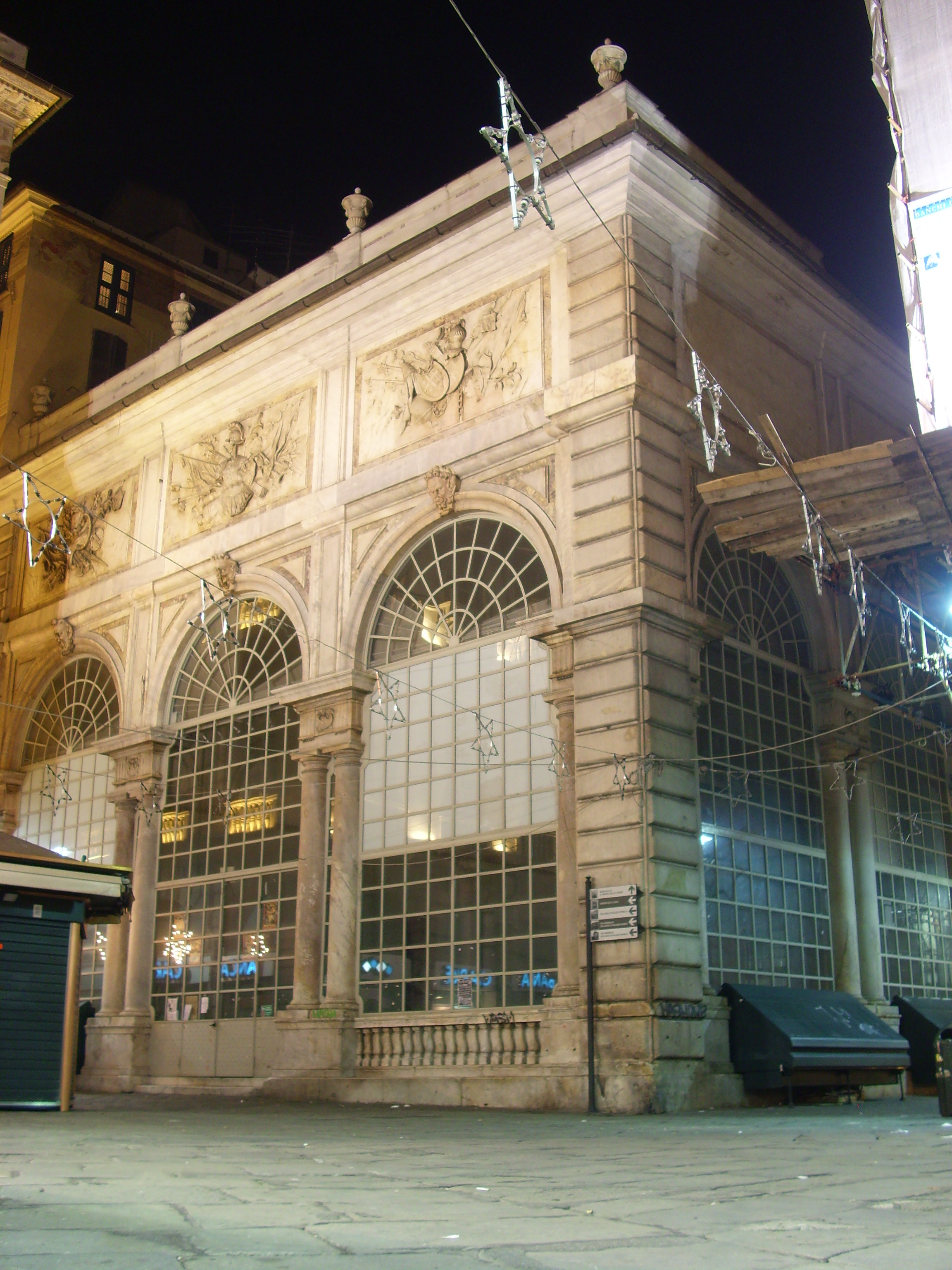
La Loggia della Mercanzia in piazza Banchi, nel sestiere del Molo, venne eretta tra il 1589 e il 1595 da Andrea Ceresola (detto il Vannone) e Giovanni Ponzello. Dal 1855 ospitò la prima borsa merci italiana[152][154]. Nel 1942 venne distrutta la copertura da un incendio, causato dai bombardamenti alleati, ma fu ristrutturata e riaperta al pubblico nel 1950; è sede di mostre e manifestazioni.
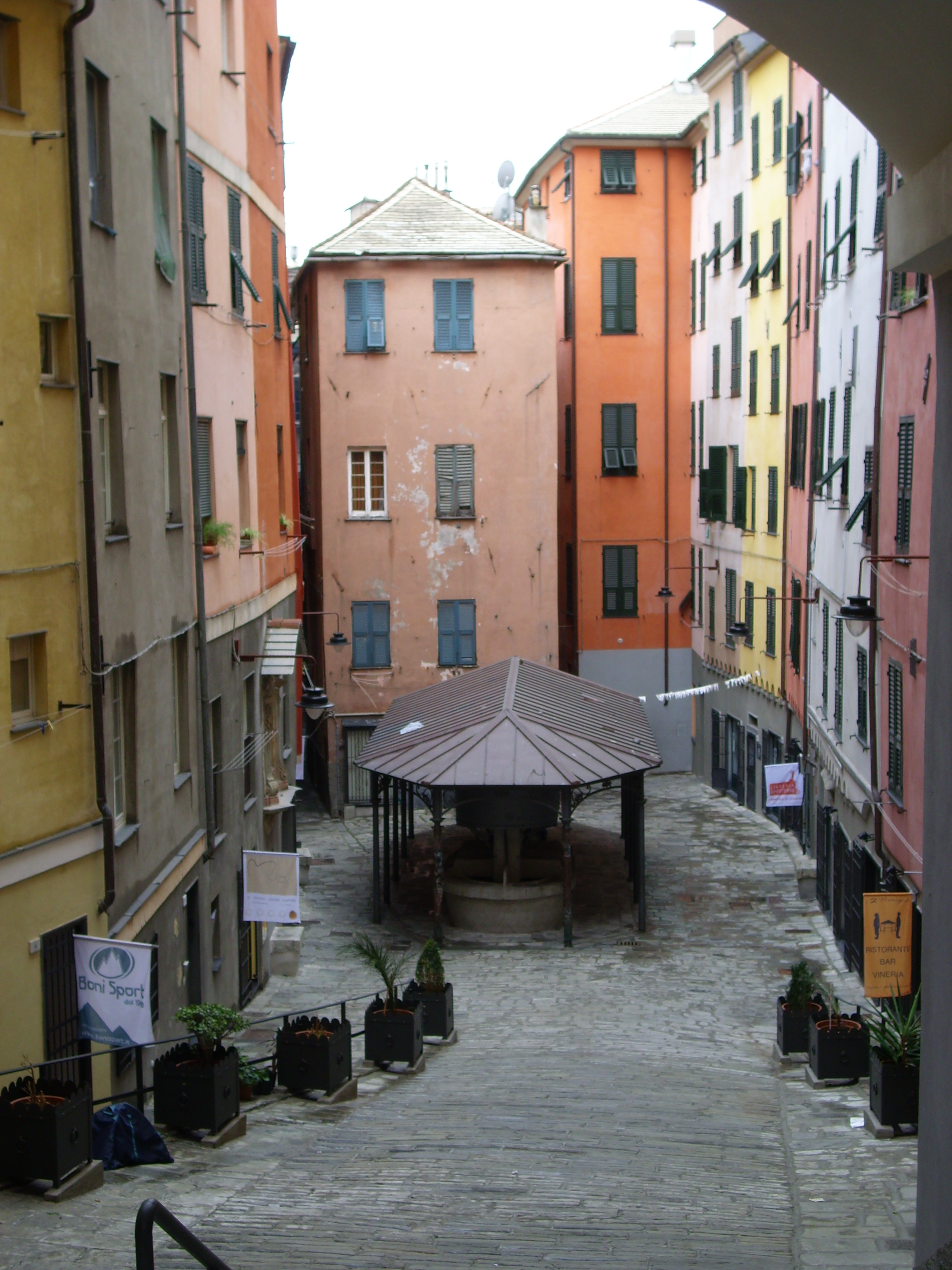
I truogoli di Santa Brigida (fotografati da Via Balbi): vennero fatti costruire nel 1656, durante la pestilenza che colpì duramente la città, con il contributo della famiglia Balbi.[208]. L'area, come buona parte del centro storico, trascurata durante la seconda metà del XX secolo, è nuovamente accessibile dal 2006, dopo che pesanti restauri ne hanno determinato la chiusura quasi completa per circa 20 anni.[209] La piazza, dall'aspetto caratteristico, è una delle location ricorrenti nei film girati a Genova nella seconda metà del XX secolo
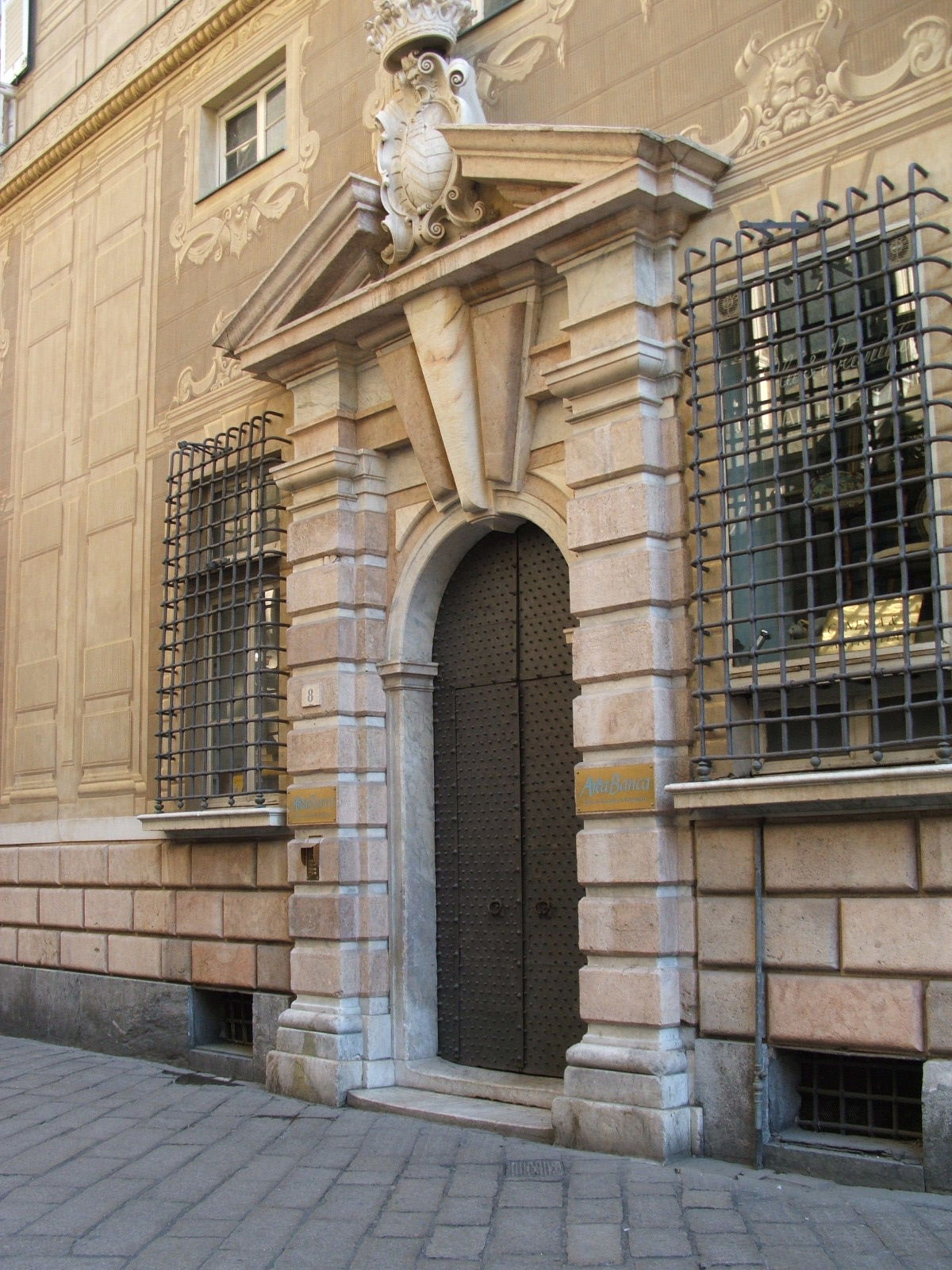
Portale di un palazzo di via Garibaldi. La strada, simbolo del benessere raggiunto dalla città nel Secolo dei Genovesi (El siglo de los Genoveses), è stata restaurata in occasione del G8 del 2001 e di Genova Capitale della Cultura 2004; i palazzi ospitano la sede del Comune, diversi musei e le sedi di alcune banche.
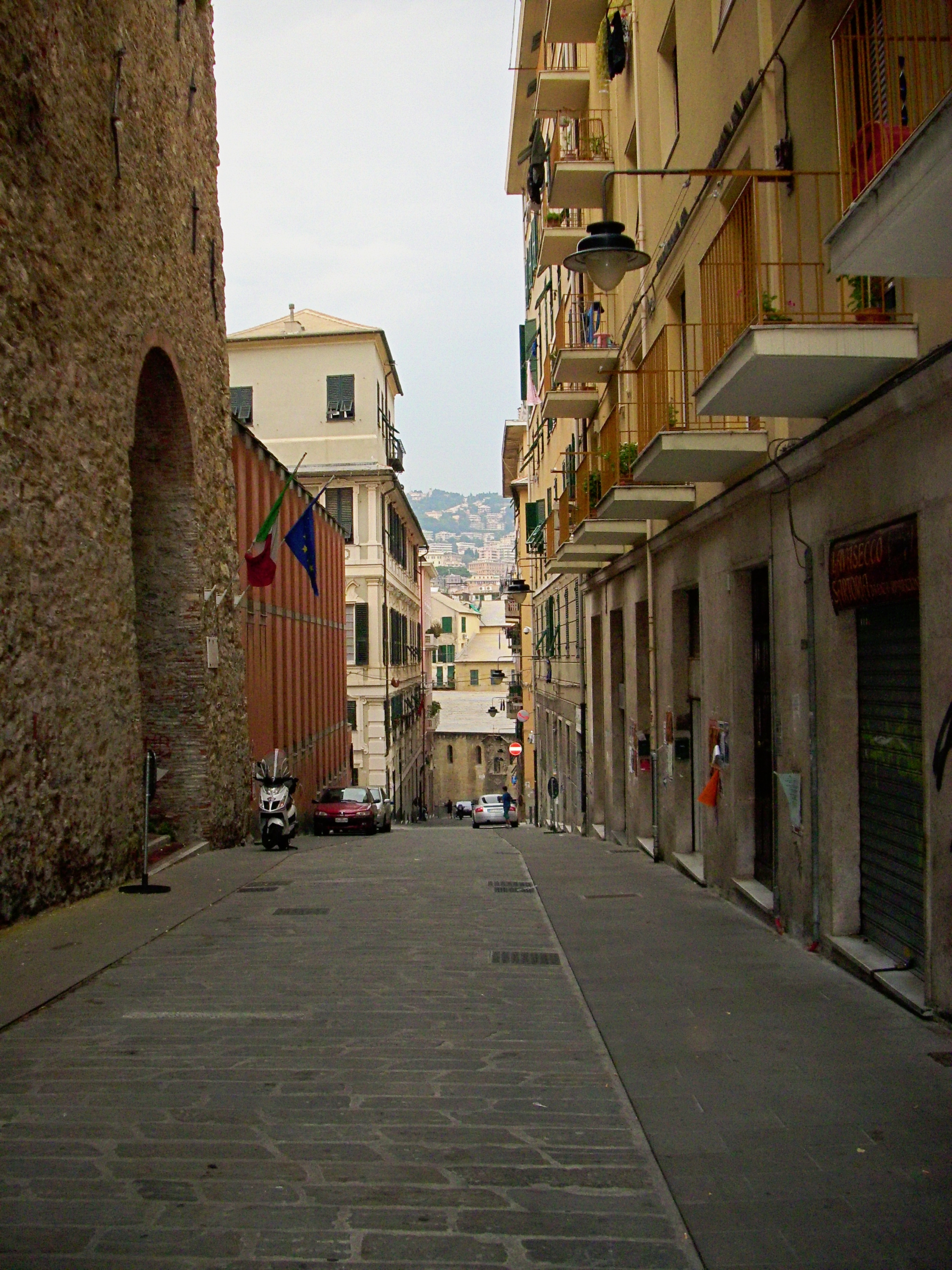
Stradone sant'Agostino (realizzato nel 1690[211]), scende da piazza Sarzano per arrivare nella zona della chiesa di San Donato. Al tempo della sua realizzazione era la strada più larga della città[193]. Scendendo sulla sinistra dello stradone si trova l'area del monastero di San Silvestro (XVII secolo), sede della facoltà di architettura, poco oltre sulla destra vi è la sconsacrata chiesa gotica di Sant'Agostino (fatta edificare dagli Agostiniani nel 1260) sede dell'omonimo museo e in fondo la chiesa di San Donato (edificata nel XII secolo ma modificata nel corso dei secoli) con il caratteristico campanile a pianta ottagonale.
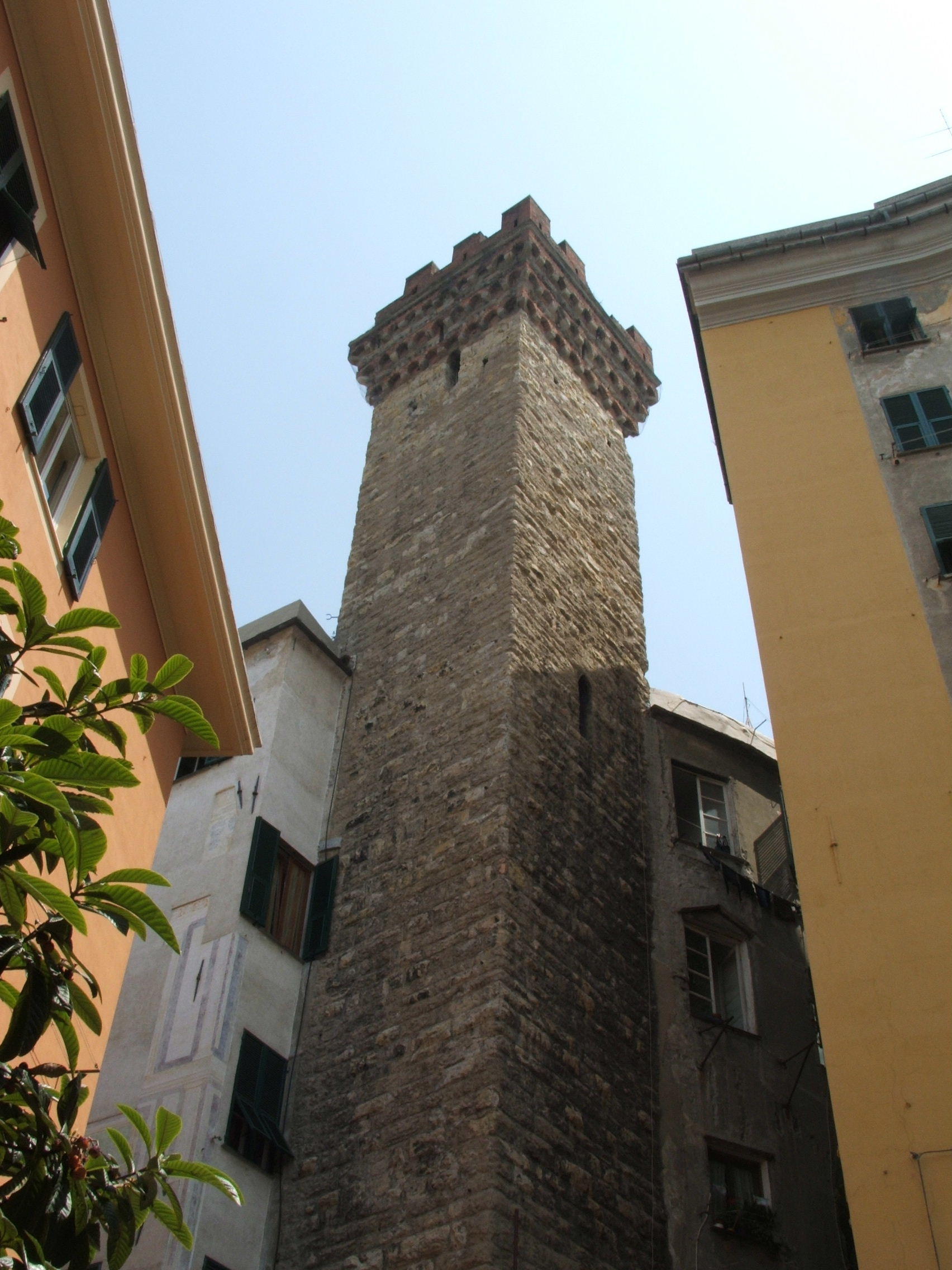
Torre Embriaci, costruita nel XII secolo dalla famiglia nobile degli Embriaci. Quando nel 1196 venne deciso che nessuna torre potesse superare gli 80 palmi (all'incirca 20 m), questa, che raggiungeva l'altezza di 165 palmi, fu risparmiata, probabilmente in onore delle imprese di Guglielmo Embriaco.[212][213] Lo storico Federico Donaver, nel suo Le Vie di Genova (1912), evidenzia come, nel periodo in cui venne eretta la torre, la famiglia degli Embriaci "possedeva pressoché tutta la località di Castello, ma anche in altre parti della città aveva case e torri".
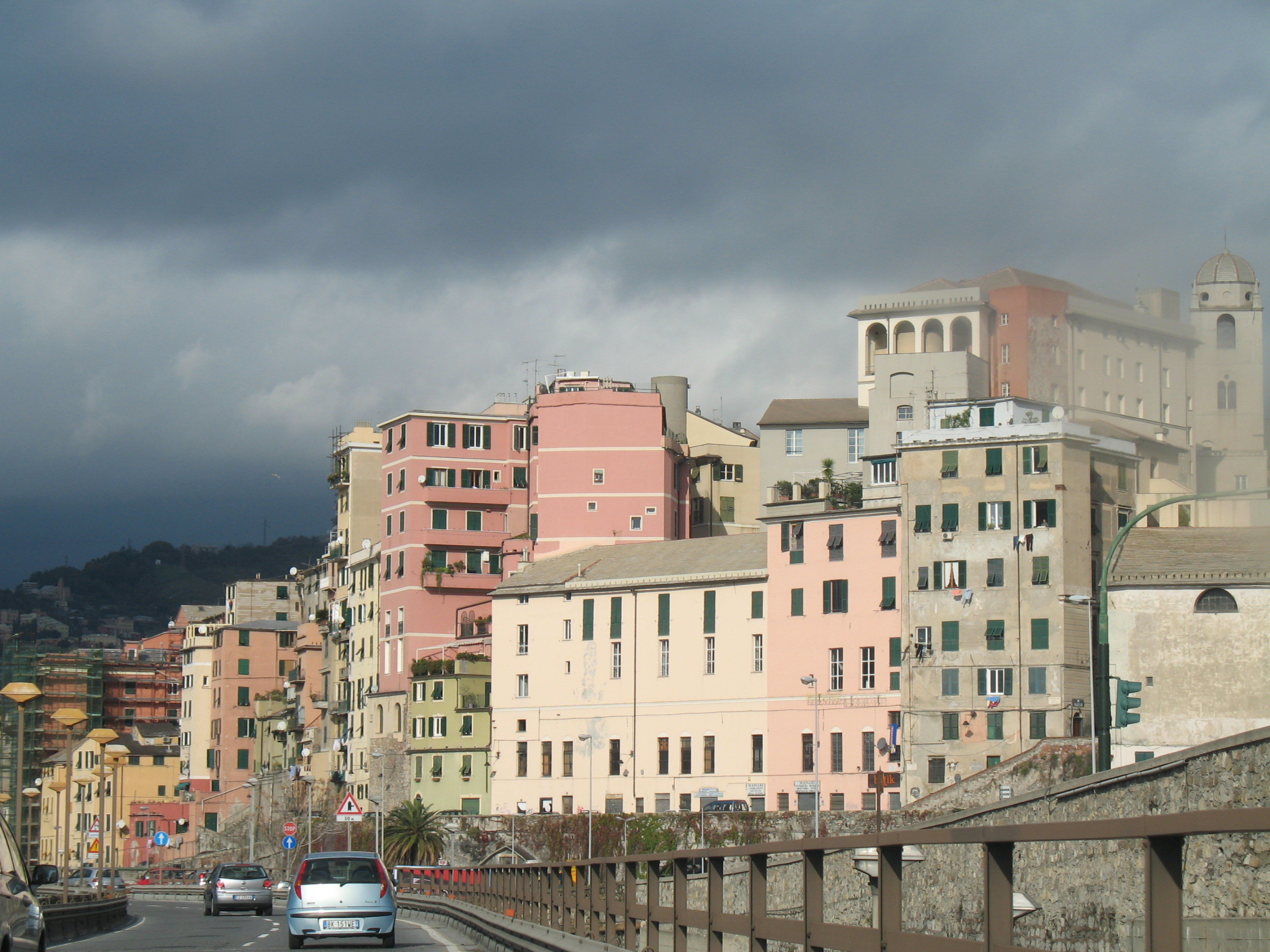
La collina di Sarzano fotografata dalla sopraelevata. Tra la strada e la base dei palazzi si intravede ciò che resta delle mura delle Grazie e delle mura della Marina. In alto a destra si nota parte del complesso dell'ex monastero di San Silvestro (visibilmente restaurato) e sede della Facoltà di Architettura.
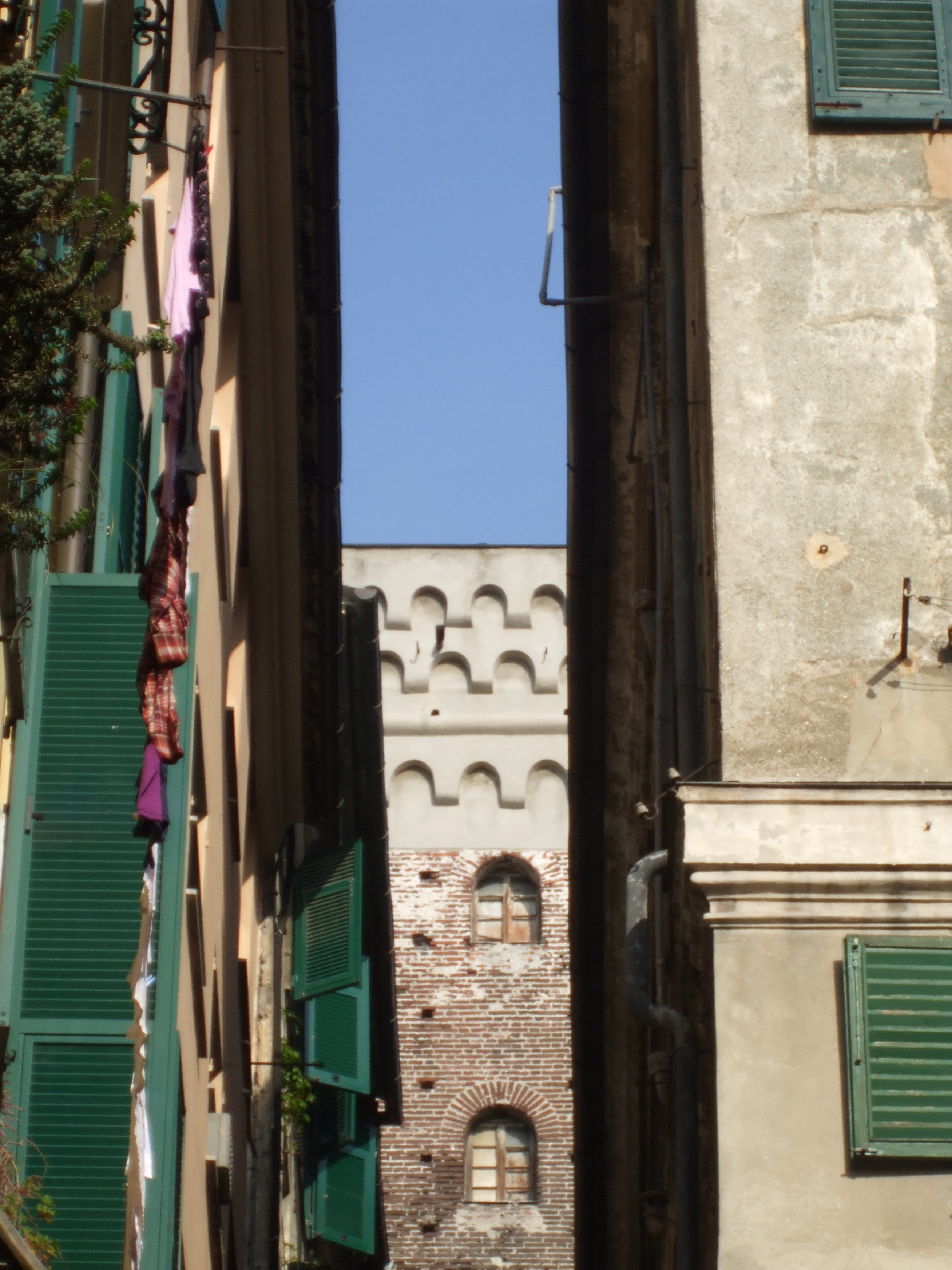
Uno scorcio tra gli stretti palazzi del centro storico. Si nota la presenza delle persiane, tipologia di infissi molto diffusa in Liguria.
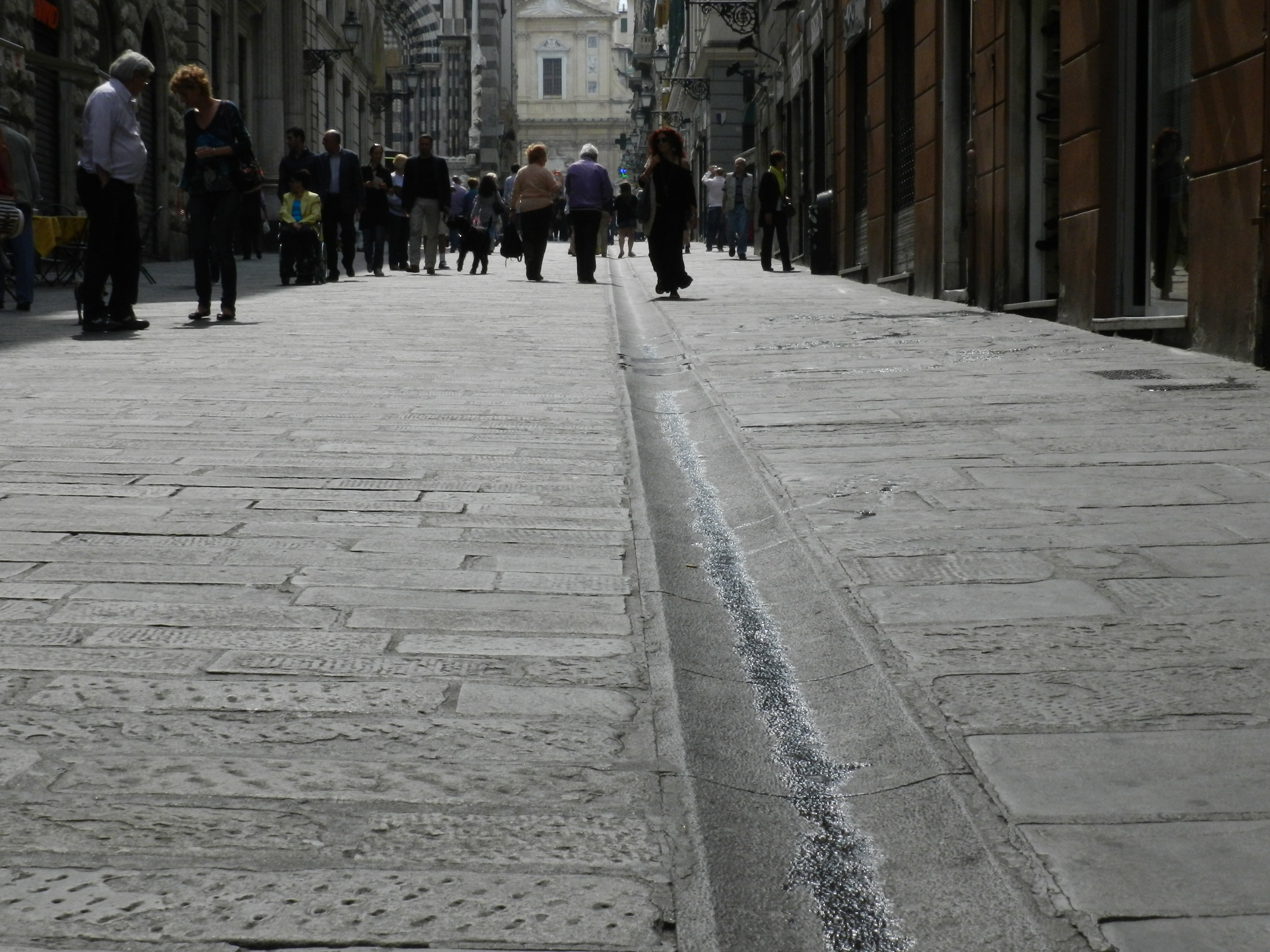
La nuova pavimentazione di via San Lorenzo, una delle vie principali del centro storico di Genova, realizzata nel biennio 2000/2001, in occasione del G8[214]. La strada ha subito forti modifiche nella metà del XIX secolo, nell'ambito della realizzazione della seconda parte della strada Carrettabile Carlo Alberto, con anche l'arretramento delle facciate di alcuni palazzi.